# アフター6ジャンクション2
『アフター6ジャンクション2』（アフターシックスジャンクション・ツー）は、TBSラジオで放送されている生ワイド番組。2007年4月7日から2018年3月31日まで毎週土曜日に放送されていた『ライムスター宇多丸のウィークエンド・シャッフル』からパーソナリティ（RHYMESTERの宇多丸）や一部の企画などを引き継いでいて、2018年4月2日から2023年9月29日までは『アフター6ジャンクション』、2023年10月2日から『アフター6ジャンクション2』というタイトルで編成されている。
『アフター6ジャンクション』としては、毎週月曜日 - 金曜日の18:00 - 21:00にTBSラジオで生放送。略称は「アトロク」で、TBSラジオが幹事局に当たるJRN加盟局の一部や、独立放送局の一部でも、一部の曜日・時間帯で同時ネットを実施していた（詳細後述）。
2023年10月2日（月曜日）からは、放送枠を毎週月曜日 - 木曜日の22:00 - 23:30へ移動するとともに、番組のタイトルを『アフター6ジャンクション2』へ変更。略称は「アトロク2」（アトロク・ツー）で、変更の当初は放送のエリアを関東広域圏（TBSラジオの放送対象地域）に限っているが、放送中にはYouTubeでスタジオ動画のサイマル配信を実施している。その一方で、『アフター6ジャンクション』時代の話題を取り上げる際には、当時の番組名に「アトロク1」（アトロク・ワン）という呼称を用いている。
なお、『アフター6ジャンクション2』では、2024年2月1日（木曜日）から放送枠を毎週月曜日 - 木曜日の22:00 - 23:55に拡大している。また、2025年4月1日（火曜日）より毎週月曜日 - 木曜日の20:00 - 22:00に放送時間を変更した。

## 概要
最新カルチャー（映画・音楽・アイドル・本など）の分析、独自の視点による文化研究の紹介、注目のアーティストを招いてのスタジオライブなど、カルチャーを楽しく体感できる企画を盛り込んだ「文化的情報娯楽番組」。「日常生活の中から『おもしろ』を掘り起こすカルチャー・キュレーション・プログラム」「あなたの"好き"が否定されない、あなたの"好き"が見つかる場所」と銘打って、リスナーの多様な嗜好に対応している。
パーソナリティはRHYMESTERのラッパー・宇多丸で、（『アフター6ジャンクション』の放送開始時点における）TBSテレビの現職アナウンサーが、宇多丸のパートナーを日替わりで担当。テーマソングはRHYMESTERの書き下ろし曲「After 6」で、同曲のミュージックビデオには各曜日のパートナーも出演している。また、番組の開始に際して、ロゴデザインを木村豊、番組ジングルをALI-KICK（Romancrew）とMummy-D（RHYMESTER）が制作した。
番組タイトルは、「仕事や学校を終えた後の時間帯（午後6時以降＝『after 6』）で、趣味や嗜好を共通点としてリスナーがつながる場（『ジャンクション』）になれるような番組にしたい」という意向に、宇多丸が自身の楽曲や主催フェスのタイトルでもある「人間交差点」へ込めたメッセージを重ねたものである。

### 『アフター6ジャンクション』の放送内容
通常編成では、時間帯ごとにコンセプトを設定（18時台：「カルチャーと出会うゾーン」、19時台：「ミュージックゾーン」、20時台：「カルチャーを学んだり発信したりするゾーン」）。上記のコンセプトに応じたコーナーに加えて、投稿コーナー、天気予報、交通情報などを放送している。2022年1月31日（月曜日）に、TBSラジオの制作による（ネット局への裏送りのみで対応した回を含めた）通算の放送回数が1000回に到達。
ちなみに、「ミュージックゾーン」の前半（19時台前半）に設けられている「LIVE&DIRECT」では、DJ KOOやtofubeatsなどによるDJプレイやゲストミュージシャンによるライブパフォーマンスを連日放送。宇多丸曰く「日本国内のAM・ワイドFM局が平日の全曜日にレギュラーで編成する生ワイド番組では唯一」とされるライブ企画で、2020年の初頭まではTBSラジオのスタジオから放送されていた。同年4月以降は、日本国内における新型コロナウイルス感染症（COVID-19）の流行を受けて、DJプレイ以外のパフォーマンスを局外のスタジオ（TBS放送センター近くの「パシオン・アカサカ」など）からの生中継（またはゲストミュージシャン側で事前に収録した音源の放送）に変更。本編全体でも、「パートナーがTBSラジオの第6スタジオから単独で生放送を進行しながら、宇多丸がスタープレイヤーズ（所属事務所）の会議室、ゲストが自宅や本業の活動拠点（所属している研究機関の研究室など）からZoom経由のリモート方式で出演する」というパターンや、「第6スタジオから同時に出演する人数を（宇多丸とパートナーを含めても）2名以内に限ったうえで、出演者を分散させるべく、第6スタジオに隣接する部屋も活用する」というパターンで対応することが相次いでいた。もっとも、感染症関連の国内法におけるCOVID-19の分類が2023年5月8日付で（季節性インフルエンザなどと同等の）「五類感染症」へ移行したことを受けて、同月以降の「LIVE&DIRECT」では第6スタジオでのライブパフォーマンスを徐々に再開している。
また、RHYMESTERのアルバム『Open The Window』（2023年6月21日にリリース）には、当番組で使用している楽曲から「After 6」（前述。ただしオンエアテイクのものとは一部リリックが異なる）と「予定は未定で。」（関東ローカル向け交通情報のBGM）のフルバージョンが収録されている。リリースの前日（6月20日）は火曜日であったため、宇多丸以外のRHYMESTERのメンバーからDJ JINをゲストに迎えたうえで、（「LIVE&DIRECT」や交通情報などを除く）大半の時間帯を2人による収録曲（全11曲）の解説特集に充てた。

### 『アフター6ジャンクション』の放送を始めるまでの経緯
TBSラジオでは、前身のラジオ東京（法人としては現在のTBSホールディングス）開局翌年（1952年）から65年間にわたって、プロ野球のレギュラーシーズン（主に年度上半期）にプロ野球のナイトゲーム中継を編成していた。しかし、土・日曜日におけるナイトゲーム中継の放送業務から撤退した2010年頃から、プロ野球中継の編成のあり方を局内で検討。放送対象地域である関東広域圏で他に複数のラジオ単営局（ニッポン放送、文化放送、TBSラジオとの間でプロ野球中継に関する提携を組んでいたアール・エフ・ラジオ日本）がナイトゲーム中継をレギュラーで編成していることなどを背景に、2017年の日本シリーズを最後に、プロ野球中継の放送業務から完全に撤退することを決めた。そのため、2017年までナイトゲームの中継枠に充てていた時間帯（平日18:00 - 21:00）でバラエティ系の生ワイド番組を新たに開拓すべく、全社規模のプロジェクトチームを設置。当該時間帯が企業や学校の終業後に当たることから、「（TBS制作分を含む）ラジオ番組の既存リスナーだけでなく、普段ラジオを聴いていない人々にもリスナーになってもらえるような番組を編成する」という方向性を強く打ち出した。
プロジェクトチームでは、いわゆる「働き方改革」の影響によって従業員の帰宅時間を早める企業が相次いでいることや、前述した方向性を踏まえながら、TBSラジオの得意分野である「カルチャー紹介番組」の枠組みで「余暇の過ごし方＝趣味」を提案する生ワイド番組の制作を決定。同局の人気番組『ライムスター宇多丸のウィークエンド・シャッフル』における活動で第46回ギャラクシー賞（2008年度）ラジオ部門のDJパーソナリティ賞を受賞していた宇多丸に、パーソナリティへの就任を打診した。本人によれば、2017年初頭に平日の帯番組へ出演する旨の打診を受けていたものの、正式に打診されたのはそれから約1年後（同年12月頃）だったという。結局、宇多丸が打診を受諾したため、『ウィークエンド・シャッフル』を帯ワイド番組へ「引っ越す」方式で『アフター6ジャンクション』の開始に至った。

### 『アフター6ジャンクション』の放送開始に伴う影響
『ウィークエンド・シャッフル』は、当番組の開始2日前（2018年3月31日）に終了。最終回では、『アフター6ジャンクション』のテーマソングや曜日別パートナーなどを発表した。
『ウィークエンド・シャッフル』からは公式のメールアドレス（utamaru@tbs.co.jp）を引き継いだほか、終了時点での主なスタッフ（プロデューサーの橋本吉史など）が当番組へ異動した。Twitter上の公式アカウントは、アカウント名を変更したうえで『アフター6ジャンクション』へ継承。ハッシュタグについては、当番組の略称が「ターロク」から「アトロク」に変更された直後まで統一されておらず、宇多丸もリスナーの判断に委ねることを放送で容認していた。その後は、『ウィークエンド・シャッフル』で使用していた「#utamaru」に事実上集約されている。その一方で、Instagram上の公式アカウントについては、『アフター6ジャンクション』の開始1週間前（同年3月26日）に終了した『都市型生活情報ラジオ 興味R』（月曜分の前番組）からアカウント名を変更したうえで引き継いでいる。
前述したように、一部地域のJRN系列局や独立局では、『アフター6ジャンクション』を基本として同時ネットで放送。ただし、同時ネットの対象曜日や時間帯は、ネット局によって異なっていた（詳細後述）。その一方で、TBSラジオが編成上の事情（日本レコード大賞の生中継など）で全編（または一部の時間帯）の自社（関東ローカル）向け放送を休止した場合には、当該時間帯のネット局向けに本編（当番組の制作自体を休止する場合には代替番組）の裏送りを実施していた（当該項でも詳述）。

### 『アフター6ジャンクション2』へ「進化」
『アフター6ジャンクション』（『アトロク』）は番組開始以来、パーソナリティ（宇多丸）、レギュラーパートナーの顔触れ（月曜日：熊崎風斗、火曜日：宇垣美里、水曜日：日比麻音子、木曜日：宇内梨沙、金曜日：山本匠晃）、TBSラジオにおける放送時間の大枠を変えないまま、5年半にわたって放送。TBSラジオと一部のネット局における放送が6年目を迎えた2023年の4月からは、「ロク（6）周年プロジェクト」を展開している（詳細後述）。
その一方で、2023年8月29日（火曜日）20時台の「BEYOND THE CULTURE」では、「やっぱりみんな“2”が好き 」と称するリスナー投稿企画を放送。この企画の放送中に、同年の10月改編から放送時間と番組のタイトルを変更することが宇多丸から発表された。変更後のタイトルは、『アフター6ジャンクション2』（『アトロク2』）。TBSラジオでの放送時間は毎週月 - 木曜日の22:00 - 23:30（9月28日まで『アシタノカレッジ』を放送していた時間帯）で、（土曜日に編成されていた）『ウィークエンド・シャッフル』時代と同じ時間帯に設定されている。なお、『アトロク2』の公式ハッシュタグには、『アトロク』時代に続いて「#utamaru」を指定。その一方で、『アトロク2』では、放送の時間帯に合わせてテーマソングを一新した。
『アトロク』としては、TBSラジオのみ2023年9月29日（金曜日）、2023年度上半期（月・火曜分）のネット局で9月26日（火曜日）までに放送を終了。TBSラジオでは、9月29日まで月 - 金曜日の15:30 - 17:50に放送されている『荻上チキ・Session』（報道・情報系の生ワイド番組）が、翌週の月曜日（10月2日）から『アトロク』の放送枠を「JRNネットゾーン」（ネット局でも放送が可能な時間帯）ごと引き継いでいる（『アトロク』時代のネット局の対応については当該項で詳述）。
『アトロク2』は関東ローカル番組として、2023年10月2日から放送を開始。編成上の制約でレギュラーの放送枠を金曜日に設けられなかったものの、『アシタノカレッジ』で常時実施していたYouTubeからの「生配信」（放送中のスタジオ動画・放送向け音声のサイマル配信）および、アーカイブ配信を『アトロク』シリーズとしては初めて『アトロク2』の初回から月 - 木曜日を通じて展開している。ちなみに、TBSラジオが関東ローカル向けの生ワイド番組を平日21時台以降の時間帯にレギュラーで編成する事例は、『Session』シリーズの源流に当たる『BATTLE TALK RADIO アクセス』の初期（TBSがラジオとテレビの兼営局であった1998年10月から1年間）以来である。
また、『アトロク2』開始当初の放送時間が『アトロク』（TBSラジオでは基本として3時間＝180分）の半分（90分）に定められたことを受けて、『アトロク』時代に放送されていたレギュラーコーナーの配置換えやリニューアルに踏み切った。『アトロク』で金曜日以外の20時台に編成されていた「BEYOND THE CULTURE」は月 - 水曜日の22時台、宇多丸が『ウィークエンド・シャッフル』時代から続けている映画評論コーナーの「MOVIE WATCHMEN」（『アトロク』では毎週金曜日の18時台後半に編成）は木曜日の22時台（いずれも22:15頃からの40分間）に放送。「LIVE&DIRECT」は週1回（木曜日のみ）の放送へ移行したうえで、放送枠を23時台（23:00からの約20分間）に設定している。逆に、月 - 水曜日の23時台には、『アトロク』の全曜日で19時台の終盤（「LIVE & DIRECT」と「BEYOND THE CULTURE」の間）に編成されていた日替わりの投稿企画を前半（23:00からの約10分間）で継続。『アトロク』で18時台の後半に放送されていた「CULTURE TALK」を、「明日使える『一発必中』のカルチャー情報を紹介する」と銘打った「CULTURE ONE-SHOT」（カルチャー・ワンショット）というコーナーに変更したうえで、月 - 水曜日の23時台中盤（投稿企画とエンディングパートの間）に組み込んでいる。
曜日パートナーについては、上記の5人を全員続投させる一方で、担当する曜日と頻度を刷新した。オスカープロモーション所属のフリーアナウンサーに転身した2019年度以降も毎週火曜日に『アトロク』のパートナーを務めてきた宇垣は月曜日、日比は火曜日、宇内は水曜日、熊崎は木曜日に出演。いずれも（カレンダーで4週目に当たる）第4週には出演しないが、5週で構成される月には、第5週の放送でも曜日に応じてパートナーを務めている。第4週については、山本が月・火曜日に出演するほか、レギュラーパートナー以外で（『アトロク』のパートナー代理経験者を中心にTBSテレビの元・アナウンサーなどを含む）人物が月替わりで「スペシャルパートナー」として水曜日のパートナーを担当。その一方で、第4週の木曜日にはパートナーを付けず、宇多丸が単独で進行する。その他にも、『アトロク』としての放送最終月（2023年9月）時点でのレギュラー出演者から、一部の人物やグループが『アトロク2』でも続投している（当該項で詳述）。
宇多丸は上記の変更を「進化」と表現するとともに、『アフター6ジャンクション2』を「『アフター6ジャンクション』の第2章」と位置付けたうえで、「『聴くカルチャープログラム』として更なる高みを目指す」との決意を披露。前述したYouTubeでの「生配信」開始に加えて、『アトロク』時代からポッドキャストで実施している放送済み音源やオリジナル音声コンテンツの配信を手厚くすることを明言している。
もっとも、宇多丸は開始時点の放送時間を「一旦」「差し当たって」90分に定めたことを繰り返し強調。TBSラジオが『アシタノカレッジ』の放送期間中（2023年4月3日）から『朗読・斎藤工 深夜特急 オン・ザ・ロード』（Amazonオーディブルでの音源配信と連動した収録番組）を毎週月曜日 - 金曜日の23:30 - 23:55に編成していたことを念頭に、放送の曜日・時間を将来的に再び変更する可能性へ含みを持たせていた。
『深夜特急 オン・ザ・ロード』は、斎藤工（俳優・映画監督）が『深夜特急』（沢木耕太郎の小説）全6巻を朗読することを前提に制作。もっとも、朗読が放送上（当初告知されていた）2023年9月までに「完結」しなかったため、『アトロク』が『アトロク2』へ移行するタイミングで放送の期間を延長することが決まっていた。宇多丸が『アトロク2』の放送時間について上記の発言を繰り返していたのは、『深夜特急　オン・ザ・ロード』が「完結」する時期が、『アトロク2』の開始時点で明らかにされていなかったことによる。
結局、『深夜特急　オン・ザ・ロード』は2024年1月31日（水曜日）のスペシャル版（『アトロク2』を休止したうえで22:00 - 23:55に放送）をもって「完結」に至ったため、翌2月1日（木曜日）からは『アトロク2』の放送時間を毎週月 - 木曜日の22:00 - 23:55に拡大。ただし、レギュラーパートナー陣の顔触れ・配置、「LIVE & DIRECT」の週1回（木曜日限定）放送などに変化はなく、YouTubeでの「生配信」も放送時間の拡大に合わせながら続けられている。編成上は放送枠の拡大後も「関東ローカル番組」として扱われているが、2月19日（月曜日）から順次開催されている「アトロクブックフェア2024」（番組内での「推薦図書」や「必修図書」を参加書店の裁量に応じて販売するイベント）には、関東以外の地方からも（『アトロク』時代の未ネット地域を含めて）30店以上の書店が参加している（詳細後述）。
2024年12月4日（水曜日）、宇内がTBSテレビ退職に伴い年内最終放送の同月30日（月曜日）をもって『アトロク2』のパートナーを卒業することを発表。同日深夜から31日（火曜日）早朝にかけて行われる公開イベント『アトロク2大忘年会 2024』（詳細後述）をもって、TBSアナウンサーとしての業務を終了した。同月11日（水曜日）からの水曜分と最終出演日の30日には「ウナイ・ラストダンス月間」と題し、宇内に関係する企画を特集コーナーで実施。
これに伴い、2025年1月1日（水曜日）の放送から曜日パートナーのシフトが一部変更となり、第4週以外の月曜日に山本、水曜日に宇垣がそれぞれ移動（日比・熊崎の担当曜日は変更しない）。第4週の木曜日については宇多丸単独での放送を続ける一方、月 - 水曜日は日替わりでレギュラーパートナー以外の人物を「スペシャルパートナー」として起用。
2025年4月1日より、TBSラジオの大規模改編に伴い月 - 木曜20:00 - 22:00に放送時間を変更。これにより『Session』に続いて放送となるほか、『Session』のネット局の一部で『アトロク』シリーズとしては1年半ぶりのネット再開となった。

## 出演者
特記のない人物は、出演の時点でTBSテレビの現職アナウンサー。

### 『アフター6ジャンクション』
放送最終月（2023年9月）時点での出演者を中心に記載。氏名の横に☆を付けている人物については、『アフター6ジャンクション2』（『アトロク2』）でも続投。

#### パーソナリティ
- 宇多丸（RHYMESTER）☆
  - 金曜日には、『バラいろダンディ』（TOKYO MX、21:00 - 21:54）に毎週（2020年9月まで）→ 隔週（同年10月以降）出演する関係で、『アフター6ジャンクション』（『アトロク』）時代には金曜分への出演を19時台で切り上げていた（後述）[注 4]。
  - 新型コロナウイルス感染症の流行が始まった2020年頃からは、金曜日を中心に前述のリモート方式で出演することがあった。
    - 『バラいろダンディ』には、2022年4月に放送時間を20:30 - 21:25に繰り上げてからも、隔週で金曜日に登場[18]。繰り上げ後最初の登場日（同月1日）からは、当番組へ第6スタジオから（あるいはリモート方式で）19時台の後半まで出演することを基調に、出演を切り上げる時間を繰り上げ前より若干早めることで対応している。『バラいろダンディ』の放送時間が21:00 - 21:54に戻った2023年4月以降も、このような対応を継続。なお、『アフター6ジャンクション』としての最終放送日（2023年9月29日）は本来の『バラいろダンディ』出演日と重なっていたが、当日は『バラいろダンディ』を休演したうえで『アトロク』の全編に登場している。なお、『バラいろダンディ』は『アトロク2』移行後の2024年9月27日をもって終了した。

#### パートナー
「 」内は、番組内で他の出演者から付けられた愛称・称号や、自身で名乗っている通称。
- 月曜日：熊崎風斗[注 5]（「クマス」）☆
  - TBSラジオにおける月曜分の前番組『興味R』のパーソナリティから事実上続投。
  - TBSグループでは、テレビ・ラジオや日本の内外を問わず、スポーツ中継の実況アナウンサーとしても活動。アノンシスト賞（TBSテレビを初めとするJNNの加盟局・当番組のネット全局を含むJRNの加盟局から優秀なアナウンサーを1976年から毎年表彰している制度）では、レギュラーでパートナーを務める現職アナウンサーから初めて、2022年度の第48回で「ラジオ　スポーツ実況部門」の最優秀賞に選ばれた（2022年10月30日放送の第166回天皇賞ラジオ中継[注 6]における実況で受賞）。
  - 2023年アジア競技大会（2023年9月23日から10月8日まで中華人民共和国の杭州市で開催）でもテレビ中継の実況を担当する関係で、『アトロク』パートナーとしての出演を、他のレギュラーパートナーより1週早く9月18日に終了。
- 火曜日：宇垣美里[注 7]（「宇垣総裁」）☆
  - 『THE FROGMAN SHOW A.I.共存ラジオ好奇心家族』（TBSラジオで2017年度ナイターオフ期間の火 - 金曜日で18:00 - 22:00に放送された生ワイド番組）木曜分のパートナーで、『アトロク』には2018年度のみ、TBSテレビのアナウンサーとして出演。2019年2月5日放送分への出演中に、「宇垣、辞めまーす」という一言を通じて、同年3月31日付で退社する旨を初めて報告した[20][21]。なお、2019年度（TBSテレビ退社）以降は、オスカープロモーション所属のフリーアナウンサーとして出演。
- 水曜日：日比麻音子[注 8]（「国民の孫」「DJヒーヴィー」[注 9]）☆
  - レギュラーのパートナー陣では最も若く、当番組の開始直前まで、『好奇心家族』金曜分のパートナーを担当していた。
  - 飲酒が好きなことを水曜分の第1回（2018年4月4日放送分）から公言していて、水曜日の「BEYOND THE CULTURE」では、自身や宇多丸の飲酒を伴う企画を折に触れて生放送。2023年には誕生日（7月5日）が水曜日であったため、誕生日の夜を初めて『アトロク』の生放送で迎えたほか、「誕生日飲み」という企画が「BEYOND THE CULTURE」で組まれた。
  - 2023年4月から『アシタノカレッジ』内の23時台前半に「アシタノChat Lounge」というクロストークゾーンが新設されたことを受けて、放送日までの1週間の日本における社会の動向・状況を取り上げる水曜分のニュースリーダーを同月5日から兼務。『アトロク』への出演と「アシタノChat Lounge」の放送があらかじめ決まっている場合には、当日分のナレーション（3項目のトピックスのヘッドライン音源）を、『アトロク』の本番前後に収録していた。「アシタノChat Lounge」は同年9月25日（月曜日）で終了したため、『アシタノカレッジ』最終回の前日に当たる同月27日（水曜日）には、『アトロク』（水曜分の最終回）にのみ出演。
- 木曜日：宇内梨沙（「梨ー沙る☆うなポン♪」〈りーさるうなぽん〉）☆
  - 2019年5月までは、当番組の本番後（23時台）にJNN全国ネットで放送されている『NEWS23』（TBSテレビの制作）にもスポーツキャスターとして出演。レギュラーパートナーで最も早く、宇垣が休暇を取得していた2020年2月4日（火曜日）放送分で（代理を含めた）全曜日のパートナーを経験している。
  - TBSテレビでは、2020年からライブエンタテインメント局→新規IP開発部が所管する「eスポーツ研究所」の所員を兼務しており、『GAME × GAME powered by TBS【ガメガメ。】』（詳細後述）というYouTubeチャンネルを通じて、ゲーム実況などの動画を公開。
  - 『アトロク』の放送期間中にTBSラジオ（関東ローカル）で同番組の放送直前・直後に編成されている番組では、2018年4月5日から2022年3月24日まで『プレイステーション presents ライムスター宇多丸とマイゲーム・マイライフ』（2018年4月から放送枠を木曜分の放送直後に移動）でナレーションを担当していたほか、2022年9月30日から2023年9月29日（『アフター6ジャンクション』としての最終放送日）まで『TBSラジオプレス』（同日から金曜分の放送直前に編成、その後の放送時間については後述）のパーソナリティ、2023年6月26日から2023年9月25日まで『ザ・Podcastワールド』（2023年4月3日から半年間、月曜分の放送直後に編成）の番組中の案内ナレーション（体調不良によりTBSテレビを休職していた蓮見孝之の代理）を担当していた。
- 金曜日：山本匠晃[注 10]（「タカキ」）☆
  - TBSラジオでは『ザ・トップ5』（『好奇心家族』の2代前に当たるナイターオフ期間限定の生ワイド番組）[注 11]で「シーズン2」（2012年度）水曜分のパーソナリティを務めていて、当時から放送上「タカキ」と名乗っている。

金曜以外の曜日でパートナーを務めるアナウンサーは、「アトロク フューチャー&パスト」（1週間の主な放送内容を同録音源で振り返る金曜日20時台のコーナー）向けのコメント収録へ臨んでいた。

#### コーナーレギュラー
※五十音順、括弧内の肩書きは番組中での紹介に基づく。
「フューチャー&パスト」コメンテーター
宇多丸が前述の事情で退席する金曜20時台の代理出演者として、以下に示す人物およびしまおまほ（別記）から1 - 2名が、「アトロク フューチャー&パスト」にコメンテーターとして週替わりで出演している。
番組開始当初は宇多丸と親しい人物（高橋芳朗、コンバットRECなど）や他曜日のパートナーなどが宇多丸の後を継いでパーソナリティ代理として登場していたが、「フューチャー＆パスト」開始以降は出演者が概ね固定されている。ここでは、「フューチャー&パスト」に複数回出演経験がある人物を記載。
- 伊賀大介（スタイリスト）☆
- 小室敬幸（音楽ライター）☆
  - 他曜日の「CULTURE TALK」（18時台後半）や「BEYOND THE CULTURE」（20時台）で音楽関連の特集を組む場合にも、自身が所有するキーボードでの実演を交えながら、スタジオかリモート方式で楽曲の解説役を務めることが多い。『アトロク2』では、2023年12月27日（水曜日）の「BEYOND THE CULTURE」内の「第九特集2」から出演。
  - 吹奏楽を取り上げた2023年6月28日（水曜日）放送分の「BEYOND THE CULTURE」では、著作などの活動を共同で展開している漆畑奈月との共演が初めて実現した。小室の妻でもある漆畑を当番組のゲストに初めて迎えたのは、ミューザ川崎シンフォニーホールへ勤務するかたわら、日本の各地で開催される吹奏楽コンクール巡りを「趣味」に挙げていることによる。
  - 「フューチャー&パスト」には最初の担当回からリモート方式での出演が続いていたが、2023年8月18日放送分でTBSラジオの第6スタジオへ初めて登場。当日は宇多丸が前述した事情で退席していたため、「フューチャー&パスト」の冒頭では、宇多丸が退席の直前にリュックサックを背負いながら「新概念提唱コーナー」へ臨んでいることを明かしていた。
- コンバットREC（映像コレクター、ビデオ考古学者）☆
  - 「フューチャー&パスト」の発案者および最終回（2023年9月29日放送分）の出演者で、他曜日の「BEYOND THE CULTURE」にも不定期で登場。『アトロク2』では2023年10月18日（水曜日）の「BEYOND THE CULTURE」から出演。
- 三角絞め（覆面ブロガー）
  - 「フューチャー&パスト」への初出演は2022年10月21日だったが、番組開始初年度から「CULTURE TALK」や「BEYOND THE CULTURE」には不定期で登場している。また、「フューチャー&パスト」に登場する週では、後述のフロート番組も含めて振り返りを行っていた。
- 下井草秀（ライター）
  - 2023年6月16日、コンバットRECからの推薦で「フューチャー&パスト」に初登場（当番組への出演は2021年2月25日（木曜日）の『BEYOND THE CULTURE』へのゲスト出演以来2年ぶり）。
- 妹尾匡夫（放送作家、劇作家）
  - 2018年9月までは「THE CONSULTANT」に水曜レギュラーとして出演。
- 福田里香（お菓子研究家）☆
- 三宅隆太（脚本家、映画監督、スクリプトドクター）☆
  - 『アトロク2』への改題を機に、TBSラジオ記者・澤田大樹とのPodcast限定企画「ぶらっと劇場〜ぶらゲキ〜」をスタート（詳細後述）。
  - 『ウィークエンド・シャッフル』時代に大手製菓メーカー・ブルボンの熱烈な愛好者であることを明かし、2011年に「ブルボン総選挙」の企画が実現。『アトロク2』において初めての出演となった2023年10月23日（月曜日）の「BEYOND THE CULTURE」では、「第2回ブルボン総選挙」を12年ぶりに実施した。
- 渡辺範明（ボードゲーム製作会社「ドロッセルマイヤーズ」代表、元スクウェア・エニックス社員）☆
  - 『アトロク』時代は、木曜日の「CULTURE TALK」や「BEYOND THE CULTURE」にも、ボードゲームや、スクウェア・エニックスが開発した作品を取り上げる特集などでゲスト出演していた。『アトロク2』では水曜分で宇内→宇垣がパートナーを務めている日に登場。2020年7月から「BEYOND THE CULTURE」内で不定期に「国産RPGクロニクル」と銘打ってドラゴンクエストシリーズやファイナルファンタジーシリーズの作品などを取り上げる特集を放送。同特集は『国産RPGクロニクル -ゲームはどう物語を描いてきたのか-』（イースト・プレス）というタイトルで2023年6月21日（水曜日）に書籍化して発売され、宇多丸が帯コメントを担当している[23]。

コーナーレギュラー（基本として月に1回のペースで出演）
- ジニ（ゲームジャーナリスト）☆
  - 『アトロク』の木曜分（主に「CULTURE TALK」内での「月刊ゲーム時評」）および、『アトロク2』の水曜分で宇内→宇垣がパートナーを務めている日において、ゲーム関連の話題を取り上げる場合に出演。
- しまおまほ（コラムニスト、漫画家）☆ 
  - 「BEYOND THE CULTURE」内での「月刊しまおアワー」（自身の企画による持ち込み企画）へ、曜日を問わず登場。「フューチャー&パスト」にも、コメンテーターとして不定期で出演[24]。『アトロク2』の「BEYOND THE CULTURE」では「しまおアワー2」にリニューアルして2023年10月10日（火曜日）から月に1回のペースでの出演を継続している。
  - 2019年4月までは「THE CONSULTANT」「AFTER TALK」に火曜日レギュラーとして出演。『ウィークエンド・シャッフル』時代もレギュラー、パーソナリティ代理として出演していた。
- スーパー・ササダンゴ・マシン（プロレスラー、実業家）☆
  - 「CULTURE TALK」に月1回出演。2019年4月までは「THE CONSULTANT」「AFTER TALK」に月曜レギュラーとして出演。
- 高橋芳朗（音楽評論家）☆
  - 「BEYOND THE CULTURE」内での「月刊ミュージックコメンタリー」に出演。『アトロク』の水曜日では2022年4月から、「BEYOND THE CULTURE」で「大学!共学!洋楽」（日比からの持ち込みによる邦楽を含めた楽曲のリクエスト企画）[注 14]を3ヶ月に1回のペースで放送する際にも「オブザーバー」という名義で登場していた。
- DJ KOO（DJ、TRFリーダー）☆
  - 2020年12月以降の「LIVE&DIRECT」で、曜日を問わず「月イチ盛り上げ番長」として出演。
- tofubeats（DJ、音楽プロデューサー）☆
  - 『アトロク』では「クイザー」（自身のリミックスによる楽曲にリスナーへのクイズを交えるDJ）と称して、曜日を問わず「LIVE&DIRECT」に出演。
- 西寺郷太（ミュージシャン、音楽研究家）☆
  - 「BEYOND THE CULTURE」内での「洋楽スーパースター列伝」に出演。『アトロク』ではほとんどが月曜日の出演だったが、『アトロク2』では曜日を問わず出演。
- 吉田豪（プロインタビュアー、プロ書評家)
  - 「CULTURE TALK」に概ね月1回出演。

#### 不定期出演者
※『アトロク』の最終放送月（2023年9月）までに『アトロク2』でも引き続き出演することが発表された人物と、『アトロク』のコーナーに定期的に出演しており『アトロク2』でも引き続き出演している（または出演予定の）人物を記載。五十音順、括弧内の肩書きは番組中での紹介に基づく。
- 池澤春菜（声優、エッセイスト）☆
  - 続投に関しては、本人が出演していない2023年9月19日（火曜日）の放送中に宇多丸から発表。『アトロク2』では「短時間でのコーナーでは収まりきらない」という理由で「BEYOND THE CULTURE」のコーナー限定で出演。実際には2024年1月29日（月曜日）放送分にて『アトロク2』初出演となった。後述の通り、宇多丸が休演した際には代打パーソナリティを担当することもある。
- 浦島もよ（美術館ライター）☆
- 大西玲央（翻訳家、Webサイト「NBA JAPAN」主任編集者）☆
  - 「CULTURE TALK」や「BEYOND THE CULTURE」でバスケットボール関連の話題を取り上げる場合に登場。
- ガイガン山崎（ライター）☆
  - 「アトロク特撮部」の一員として、特撮関連の特集が組まれる日に曜日を問わず出演。
  - 2012年から自身が参加している『日本オタク大賞』では、最後の開催となった2024年分（2025年1月18日開催）まで参加。2024年分では山崎が選ぶ個人賞として、同年限りでレギュラーパートナーを卒業した宇内を選出している[25]。
- クラベ・エスラ（ゲームサイト「IGN JAPAN」ライター）☆
  - 『アトロク』の木曜分と『アトロク2』の宇内→宇垣が担当する水曜分で不定期に登場。
- KREVA（ラッパー）☆
  - 宇多丸と親交の深いラッパーながら、文房具（特に万年筆）への造詣の深さを背景に、文房具に特化した企画へ「文房具ラッパー」という肩書で随時出演。『アトロク2』には、2023年10月17日（火曜日）の「BEYOND THE CULTURE」（「初心者のためのテキーラ実習」という飲酒を伴った特集）[注 15]から出演している。
  - 「文房具ラッパー」と呼ばれるようになったきっかけは、2020年1月29日（水曜日）の『アトロク』で放送された「第9回OKB48結果発表会」へ出演した際に、当時の水曜パートナーだった日比が「芸能界きっての文房具ラバー＜"Lover"＝愛好家＞」いう謳い文句を誤って「芸能界きっての文房具ラッパー＜"Rapper"＞」と紹介してしまったハプニングにある。その後は『アトロク』シリーズにとどまらず、他の番組（TBSテレビが全国ネット向けに制作している『マツコの知らない世界』）などで文房具関連の特集が組まれる際にも「文房具ラッパー」と銘打って随時出演している。
- 小柳帝（ライター、編集者、翻訳家）☆
  - フランス語で記された書籍の邦訳を手掛けていることなどを背景に、フランスやイギリスで製作された映画の特集が組まれる際に、解説役を随時任されている。
  - 上記の活動と並行しながら、「ROVA」というフランス語教室を主宰している。日比が2024年7月16日（火曜日）に『アトロク2』で明かしたところによれば、同月26日から8月11日まで開催されるパリオリンピックの報道活動に伴うフランス国内への長期滞在が決まったことを受けて、小柳からオリンピック開幕の前週（開幕前最後の出演日であった同日の本番前）まで数ヶ月にわたってフランス語を教わっていたという。
- 佐々木クリス（元プロバスケットボール選手、バスケットボールアナリスト）☆
  - 大西と同様、バスケットボール関連の話題を「CULTURE TALK」や「BEYOND THE CULTURE」で取り上げる場合に登場。
- ザ・リーサルウェポンズ（アイキッドとサイボーグジョーから成る2人組ロックユニット）☆
  - 2022年から「LIVE&DIRECT」に不定期で登場。当番組とのコラボレーションによって宇多丸とスーパー・ササダンゴ・マシンが客演したシングル曲「シューティングスターレディオ」を、2022年10月26日（水曜日）にリリース。同日の「LIVE&DIRECT」で、TBS局外の配信専用スタジオからこの曲のリモートライブを生放送で実施した際には、「ザ・リーサルウェポンズのボーカルや演奏に合わせて、宇多丸がTBSラジオの第6スタジオから、日比の向かい側の席に座ったままラップをはさむ」というラジオの生放送番組としては異例の「リモートセッション」が敢行された。なお、「シューティングスターレディオ」は同月中に当番組のエンディングパートで一時流れていたほか、新潟放送（『アトロク』の月・火曜分ネット局）で日曜日の夜に放送されている『スーパー・ササダンゴ・マシンのチェ・ジバラ』でもエンディングテーマとして使われている。
- スズキナオ（フリーライター、飲酒ユニット「酒の穴」所属）☆
  - 『アトロク』の水曜分および、『アトロク2』の火曜分で日比がパートナーを務めている日において、飲酒関連の話題を取り上げる際にコーナーゲストとして出演。後述のパリッコとコンビで出演する場合もある。
  - 東京都の出身だが、2014年から生活と活動の拠点を大阪へ移している関係で、『アトロク』シリーズの生放送には基本として大阪からのリモート方式で出演している。また、『アトロク』時代から『あまから手帖』（関西地方を代表する月刊グルメ雑誌）へ定期的に寄稿しているほか、2022年秋から『福島のぶひろの、金曜でいいんじゃない?』（『アトロク』の非ネット局であったMBSラジオの生ワイド番組→2024年4月から『福島のぶひろの いんじゃない?』へ改題）に「週末案内人」（週末の過ごし方をリスナーに提案する各界の専門家・事情通）の1人として隔月に1回程度出演中。
- タカハシヒョウリ（ミュージシャン、元・ロックバンド「オワリカラ」ボーカル）☆
  - ガイガン山崎と共に「アトロク特撮部」の一員として、特撮関連の特集が組まれる日に不定期で出演。
- 多田遠志（ライター）☆
- てらさわホーク（映画ライター）☆
  - 2021年1月まで「CULTURE TALK」の定期企画「月刊ひとり総選挙」に月1回出演していた。その後も「BEYOND THE CULTURE」を含めて不定期で出演。
- トミヤマユキコ（少女マンガ研究者）☆
  - 宇多丸の代理パーソナリティを初めて務めた2022年12月13日（詳細後述）以降は、番組が命名した「アトロク漫画部」の一員としても出演。
- パリッコ（酒場ライター）☆
  - 『アトロク』の水曜分および、『アトロク2』の火曜分で日比がパートナーを務めている日において、飲酒関連の話題を取り上げる際にコーナーゲストとして出演。
- 藤津亮太（アニメ評論家）☆
  - 『アトロク』では火曜分に出演。ただし例外として、2019年7月18日（木曜日）[注 16]のオープニングでは当日発生した京都アニメーション放火殺人事件を取り上げていたため電話出演した。
  - 静岡放送（『アトロク』のネット局だったが、藤津出演回の放送実績なし）では、2021年3月29日（月曜日）から毎週月曜日19:00 - 20:30に生放送されている『TOROアニメーション総研』にレギュラー出演しており、『アトロク2』が放送される2023年10月以降も出演を継続。このため2023年9月までの『アトロク』と2025年4月以降の『アトロク2』では月曜日以外の出演となっている。
- 村山章（映画ライター）☆
  - 『アトロク』時代は「CULTURE TALK」を中心に不定期で出演。『アトロク2』には2023年10月16日（月曜日）に、「BEYOND THE CULTURE」と「CULTURE ONE-SHOT」の両方に初めて出演。
- 森瀬繚（翻訳家）☆
- 森田秀一（白夜書房『BUBKA』編集者）☆
  - 2021年1月まで「CULTURE TALK」の定期企画「最新アイドルソング時評」に月1回出演。宇多丸が『BUBKA』で連載している「マブ論」（アイドルソング時評）の担当編集者でもあるため、レギュラー出演を終えてからも、「CULTURE TALK」で最新のアイドルソングを取り上げる場合にはゲストとして随時登場している。『アトロク2』でも「BEYOND THE CULTURE」で同様の企画を継続していることから、引き続き出演。
- RAM RIDER（アーティスト、DJ、音楽プロデューサー）☆
  - 『ウィークエンド・シャッフル』時代からライブコーナーに不定期で出演。『アトロク』の「LIVE&DIRECT」では、「マッシュアップの初期衝動」と題し年代・邦楽洋楽を問わず複数の曲を組み合わせたパフォーマンスを披露。時期によっては、TBSラジオの番組のテーマ曲などを組み合わせたミックスを展開している。
  - 『アトロク』の出演者が関わっているTBSラジオの番組では、『ライムスター宇多丸とマイゲーム・マイライフ』『TBSラジオプレス』のテーマ曲を手がけている。また、2023年4月より地上波とポッドキャストで使用されているTBSラジオのステーションジングルの制作も担当。2024年6月には、当番組のジングルを含めた「テーマ曲MIXスポット第2弾」を制作し、TBSラジオの番組内で60秒スポットとして流されている。

#### 過去の出演者
- 成瀬心美
  - 2020年1 - 3月の金曜日に20時台の後半で放送したフロート番組『東京上野クリニックpresents 成瀬心美 ぷるるんhoneyトラップ』[注 17]にパーソナリティとして出演。
- 藤本美貴
  - 2022年12月1日・8日・15日・22日（いずれも木曜日）に19時台の後半で放送した『ボディケアジャンクション』（キリンビバレッジの単独提供・事前収録によるフロート番組）に案内役として出演。

### 『アフター6ジャンクション2』
特記しない限り、『アトロク』から続投。以下で用いる「第4週」という表現は、「第4月曜日から始まる週」を指している。

#### パーソナリティ
- 宇多丸（RHYMESTER）
  - 第4週の木曜日のみ、「宇多丸分室」と称して、『ウィークエンド・シャッフル』と同様に単独で出演する。

#### 現在のパートナー（2025年1月1日 - ）
『アトロク2』の開始当初より、原則として第4週は休演となりスペシャルパートナーが担当している。
- 月曜日：山本匠晃
  - 2024年12月24日まで、第4週の月・火曜日のパートナーを担当。
- 火曜日：日比麻音子
  - 2025年4月より、月曜日の『アトロク2』放送直後の『コジ10 小島秀夫の「最高の10時にしよう」』のパートナーを担当（宇内より引き継ぎ）。山本匠晃の体調不良により急遽代打出演した同年6月16日（月曜日）は、TBSラジオの番組表において2番組連続で出演。
- 水曜日：宇垣美里
  - 2024年12月30日まで、第4週を除く月曜日のパートナーを担当。
- 木曜日：熊崎風斗[注 18]

#### スペシャルパートナー
2024年12月までは第4週の水曜日、2025年1月以降は第4週の月 - 水曜日に、レギュラーパートナーを除く人物から1 - 2名が出演。宇多丸は、『アフター6ジャンクション』でパートナー代理を経験していなかったTBSテレビの現職アナウンサーや、同局の元・アナウンサーなどにも門戸を開く意向を示している。以下の表中において、◎で示した人物は出演日の時点でレギュラーパートナー、●で示した人物は出演日が『アトロク』シリーズ初出演、太字の人物は出演日の時点でTBSテレビのアナウンサー。
2023年10月 - 2024年12月
| 放送年 | 放送日   | スペシャルパートナー                                                            |
| ------ | -------- | ------------------------------------------------------------------------------- |
| 2023年 | 10月25日 | 石山蓮華（TBSラジオ『こねくと』パーソナリティ）                                 |
| 2023年 | 11月29日 | ゆっきゅん （『アシタノカレッジ』にも2022年から「BUDDY」として出演）            |
| 2023年 | 12月27日 | tofubeats                                                                       |
| 2024年 | 1月24日  | ぜったくん（ラッパー）                                                          |
| 2024年 | 2月28日  | 岡村靖幸・斉藤和義●（「岡村和義」というスペシャルユニットでの活動の一環で出演） |
| 2024年 | 3月27日  | 宇内梨沙◎                                                                       |
| 2024年 | 4月24日  | okadada（DJ、プロデューサー）                                                   |
| 2024年 | 5月29日  | 澤部渡（スカート）                                                              |
| 2024年 | 6月26日  | valknee（ラッパー）                                                             |
| 2024年 | 7月24日  | 加藤シゲアキ（NEWSのメンバーで小説家）                                          |
| 2024年 | 8月28日  | 宇垣美里◎                                                                       |
| 2024年 | 9月25日  | 橋本吉史（同年6月のTBSラジオ退社後初めての出演）                                |
| 2024年 | 10月30日 | 福田里香                                                                        |
| 2024年 | 11月27日 | 小出祐介（リーダーを務めているmaterial clubの活動再開を機に出演）               |
| 2024年 | 12月25日 | 宇内梨沙◎                                                                       |

2025年1月 -
| 放送年 | 放送月 | 月曜                                            | 火曜                                                           | 水曜                                                                                      |
| ------ | ------ | ----------------------------------------------- | -------------------------------------------------------------- | ----------------------------------------------------------------------------------------- |
| 2025年 | 1月    | 27日：高橋芳朗                                  | 28日：しまおまほ                                               | 29日：コンバットREC                                                                       |
| 2025年 | 2月    | 24日：春とヒコーキ（ぐんぴぃ・土岡哲朗●）       | 25日：ゆっきゅん                                               | 26日：okadada                                                                             |
| 2025年 | 3月    | 24日：Rei（ギタリスト、シンガーソングライター） | 25日：岡村靖幸                                                 | 26日：酒井雄二（ゴスペラーズ）●                                                           |
| 2025年 | 4月    | 28日：（短縮放送のため宇多丸単独で進行）        | 29日：竹中夏海（振付師）・Rachel（Chelmico）                   | 30日：金田淳子（ボーイズラブ研究家、社会学研究者）・猫嵐ヒョウ（ネコ映画アクティビスト）● |
| 2025年 | 5月    | 26日：倉持由香（グラビアアイドル）・熊崎風斗◎   | 27日：石井健介（ブラインドコミュニケーター）                   | 28日：valknee                                                                             |
| 2025年 | 6月    | 23日：コンバットREC                             | 24日：三浦大知（歌手）                                         | 25日：三宅隆太                                                                            |
| 2025年 | 7月    | 28日：加藤シゲアキ（NEWS）                      | 29日：岡本MOBY拓也（ファンクバンド「Scoobie Do」のドラム担当） | 30日：Hy4 4yh（関連項目も参照）                                                           |

#### 過去のレギュラーパートナー
- 宇内梨沙（第4週を除く水曜：2023年10月4日 - 2024年12月30日）[注 34]
  - 2024年10月2日 - 12月4日は、『コジ10 小島秀夫の「最高の10分間にしよう」』（毎週水曜日の23:05頃から10分間放送される事前収録コーナー）のアシスタントを兼務。その関係で、放送上は第4週にも同コーナーに限って出演していた。
  - 前述の通り、2024年12月4日（水曜日）の『アトロク2』において、2025年3月でTBSテレビを退職し、2024年内でTBSグループが制作している全ての担当番組からの卒業を発表。2024年12月30日（月曜日）の『アトロク2』生放送及びその後の『アトロク2大忘年会 2024』をもって『アトロク』シリーズのレギュラーパートナーを卒業、かつTBSアナウンサーとしての業務を終了した。その後2025年3月12日（水曜日）付でTBSテレビを退職、事務所には所属せず、ゲーム実況者・MCなどとして活動中。

#### コーナーMC
- 佐々木舞音（2024年7月1日 - ）
  - 基本として、『アトロク　アニメ　エクストリームジョブ』（2024年7月以降の毎月第1月曜日に23:02頃から10分間放送される事前収録コーナー）にのみ出演。生放送の本編でも、『アトロク』時代の2023年8月24日（木曜日）放送分で、夏季休暇中の宇内に代わってパートナーを初めて務めている。
  - TBSラジオで2023年1月18日からパーソナリティを単独で務めている『エンタメExpress』（毎週水曜日に関東ローカルで放送される事前収録番組）では、『アトロク』（横浜雙葉中学校・高等学校での5年先輩でもある日比がパートナーを務めていた水曜分）の直前（17:50 - 18:00）に単独番組として編成されていた同年9月27日放送分[注 35]まで、『アトロク』の告知をエンディングで挿入。パーソナリティの着任当初は、「この後は、RHYMESTER・宇多丸さん（パーソナリティ）と日比麻音子アナウンサーの『アフター6ジャンクション』が始まります」とのフレーズで紹介していた。後に番組名のみの告知に変更されたが、変更後の2023年8月23日放送分では、翌24日に『アトロク』へ初めて出演することもエンディングで伝えていた。
- 小島秀夫（ゲームクリエイター、コジマプロダクション代表、2024年10月2日 - 12月4日）
  - 2024年10月より『コジ10 小島秀夫の「最高の10分間にしよう」』のパーソナリティを担当。『アトロク2』本編には、2024年2月5日（月曜日）放送分の特集「アトロク・ブック・クラブ」にゲスト出演。『コジ10』の最終回（同年12月4日）は『アトロク2』のスタジオからの生放送で、直後の「CULTURE ONE-SHOT」まで出演した。
  - 『コジ10 小島秀夫の「最高の10分間にしよう」』の後継番組として、『コジ10 小島秀夫の「最高の10時にしよう」』が2025年4月7日より毎週月曜日の22:00 - 22:55（同月以降の『アトロク2』月曜分の放送直後）の時間帯でレギュラー放送を開始。
- 野村彩也子（2025年4月14日 - ）
  - 2025年4月より、毎月第1月曜日を除く月曜日の21:05頃から放送されている『TBSラジオプレス』のパーソナリティとして出演。なお同番組の担当は（宇内からパーソナリティを引き継いだ）同年1月より開始している。なお『アトロク』シリーズの本編には出演実績がない。

#### スタッフ
曜日担当ディレクターは、『アフター6ジャンクション』で第4週以外の週に担当するパートナーの曜日移動に伴いそれぞれ移動となった。
- 構成作家：古川耕
  - 水曜分の「新概念提唱型投稿コーナー」の企画発案者でもあるため、当該時間帯には本編上でも音声を通じて出演。
- プロデューサー：岩﨑友明　蓑和田裕介
- 月曜担当ディレクター：守安弘典
- 火曜担当ディレクター：長谷川愛
- 水曜担当ディレクター：津野友彰
- 木曜担当ディレクター：保坂明里
  - 木曜分の「新概念提唱型投稿コーナー」の企画発案者でもあるため、当該時間帯には本編上でも音声を通じて出演。

### 補足事項

#### 宇多丸が休演した場合の対応
宇多丸が諸事情により休演した際、主にレギュラー・準レギュラー陣や他曜日パートナーなどから代理出演者が充てられる場合がある。以下では、宇多丸が番組の全編を通して休演した日に、宇多丸の代役が立てられた事例のみ記載。
- 2019年2月7日（木曜日）・8日（金曜日）および11日（月曜日）：インフルエンザへの罹患によって、5日間の安静を求められたため『アトロク』を休演[26][27][28]。休演中は以下の人物が、全編（または一部の時間帯）に出演した。
  - 熊崎風斗（18時台）、日比麻音子（19時台）、コンバットREC（20時台）：7日
  - Mummy-D（18時台前半）、三宅隆太（18時台後半以降）：8日
  - 高橋芳朗：11日
- 2019年4月29日（月曜日） - 5月8日（水曜日）：4月27日（土曜日）に大腸憩室炎の発症が判明したことを受けて、5月5日（日曜日）までの入院を余儀なくされたため『アトロク』を休演。休演期間中の『アトロク』では、曜日パートナーが単独で生放送の全編を進行したほか、一部の時間帯に「助っ人」を迎えることで対応した[29]。
  - コンバットREC、てらさわホーク：29日
  - しまおまほ、ひらりさ（劇団雌猫）：30日
  - 吉田豪、Kダブシャイン：1日
  - 高橋芳朗：2日、7日
  - 三宅隆太：3日
  - tofubeats、てらさわホーク：8日
- 2022年7月26日（火曜日）：前述した大腸憩室炎の経過観察や、内視鏡検査を兼ねた定期健診に全身麻酔で臨んだことに伴って、高橋芳朗が『アトロク』のパーソナリティ代理を1日限定で担当。
- 2022年10月5日（水曜日）：上記の健診で大腸に見付かったポリープの切除手術を宇多丸が受けたことに伴って、『ウイークエンド・シャッフル』時代からのリスナーであることを公言している加藤シゲアキが、全編にわたって『アトロク』のパーソナリティ代理を担当。宇多丸からの指名による代演で、加藤が9月27日（火曜日）放送分の「CULTURE TALK」にゲストで出演した際に発表された。
  - 加藤が出演した9月27日の「CULTURE TALK」と、10月5日放送分の全編については、ラジオクラウドやポッドキャストにおける同録音源の配信が権利上の制約で見送られている。その一方で、本人が宇多丸の「スペシャルパートナー」を務めた『アトロク2』の2024年7月24日（水曜日）放送回では、トークの同録音源をラジオクラウドやポッドキャストで翌25日（木曜日）の未明から配信。もっとも、当日の生放送では、「加藤が座っているパートナー席が『生配信』向けの動画へ写り込まないように、動画撮影用のカメラを宇多丸にだけ向ける」という措置が特別に講じられていた。
- 2022年12月13日（火曜日）- 16日（金曜日）：風邪による発熱を理由に、『アトロク』を休演。13日・14日（水曜日）・16日には以下の人物を代役に迎えたが、15日（木曜日）には代役を立てず、木曜パートナーの宇内が「ウナマル」と称して単独で進行した[30]。
  - トミヤマユキコ[31]：13日
  - 高橋芳朗[32]：14日
  - 渡辺範明：16日
- 2023年6月12日（月曜日）：宇多丸が同月10日に北海道函館市で開催された映画イベント「森田芳光70祭2023番外編『函館へ愛を込めて』」の映画上映会とトークイベントに参加した[33]ため、当番組開始以来初めて「公休」（自身の体調に関係しない休み）を取得。このため、『TALK ABOUT』（『ウィークエンド・シャッフル』の後番組、同月の時点で秋田放送・北陸放送・福井放送・山陰放送にもネット）のパーソナリティを務めている工藤大輝（Da-iCE）が、全編にわたってパーソナリティ代理を担当[34]。
- 2023年7月17日（月曜日） - 21日（金曜日）：宇多丸がRHYMESTERのメンバーとして、同月15日（土曜日）から20日（木曜日）に横浜港発着のミュージッククルーズツアー「Mighty Crown –The Final–"Far East Cruise 2023"」に参加したため[35]、『アトロク』を「公休」扱いで休演。なお、休演期間中の代役は前週の放送中に発表されていて、以下の人物を迎えた。
  - スーパー・ササダンゴ・マシン：17日[36]
  - トミヤマユキコ：18日
  - KREVA：19日[37]
  - 小出祐介（Base Ball Bear）：20日
  - 三宅隆太：21日
- 2024年4月1日（月曜日）[注 36] - 4日（木曜日）および8日（月曜日）：パリ（フランス）で開催される国際交流基金関連の行事（日本のヒップホップについての講演など）への参加が決まっていたため、『アトロク2』を「公休」扱いで休演。この期間中の『アトロク2』では、以下の人物をパーソナリティ代理に立てていた。
  - トミヤマユキコ：1日
  - KREVA：2日
  - ぜったくん：3日
  - 工藤大輝（Da-iCE）：4日[38]
  - 池澤春菜：8日
- 2024年6月17日（月曜日）：「当日の出演が告知された後（前週末）から感じていた」という喉の腫れによって声が掠れる事態に至ったため、池澤を急遽宇多丸の代役に起用。宇多丸については「大事を取って休演」との説明[39]が為されていて、実際に翌18日（火曜日）から出演を再開した。

#### レギュラーパートナーが休演した場合の対応
- レギュラーパートナーが本来の担当日に休演する場合[注 37]には、基本として他曜日のパートナーが代演するか、放送の時点でTBSテレビに在籍している他のアナウンサーから1名を代役に立てている。なお、内包されている事前収録のコーナーについては各々対応が異なる。
  - レギュラーパートナー以外のTBSテレビアナウンサーでは、『アトロク』時代に佐々木・駒田健吾・国山ハセン・宇賀神メグ・篠原梨菜・渡部峻・小沢光葵[注 38][注 39]、『アトロク2』への移行後に篠原・渡部・山本恵里伽・御手洗菜々がパートナーの代行を経験。その一方で、「パートナーを付けずに、宇多丸が生放送の全編を急遽単独で進行する」という事態も『アトロク』時代から数回生じている。
    - 『アトロク』時代には、2022年11月16日（水曜日）に、事実上宇多丸だけで3時間の生放送を取り仕切った。本来のパートナーである日比が当日の午前中にPCR検査を受診したところ、陽性反応が出たことを夕方（当番組の本番直前）に伝えられたため、出演を急遽見合わせたことによる[注 40]。宇多丸は2023年3月31日[注 41][40]・8月25日[注 42][注 43][41]（いずれも金曜日）にも、山本が体調不良で当番組への出演を急遽見合わせたことを受けて、3時間の生放送を単独で進行。
    - 『アトロク2』でも、2023年10月5日[42]・12月7日[43]（いずれも木曜日）に熊崎が体調不良[注 44]で当番組への出演を急遽見合わせたため、第4週の木曜日と同様に宇多丸が単独で進行。2024年6月6日（木曜日）には、熊崎ではなく、古川耕が宇多丸のパートナーに準ずる役割で出演した。FIVBバレーボールネーションズリーグ男子・福岡ラウンド（同月4日に福岡市内で開幕した予選ラウンド）日本代表戦でのTBSテレビ系列（地上波全国ネット）向け中継における実況・取材要員として、熊崎が同日から福岡市内へ派遣されていたことによる。ちなみに、6日には日本代表戦の開催と中継が当初から予定されていなかったが、熊崎は前週（5月の第4週）に続いて『アトロク2』を休演。

  - レギュラーでパートナーを務めるTBSテレビの現職アナウンサーが、日本国内向けの放送権を同局で保有している世界規模のスポーツイベント（オリンピック・世界陸上競技選手権大会・アジア競技大会など）関連の活動へ従事することが決まっている場合には、開催期間中の前後を含めた数週間の休演措置をあらかじめ講じている。ちなみに、『アトロク』時代には、この措置を熊崎・宇内・日比に適用。また、休演期間が1ヶ月近くに及ぶ場合には、以下のように対応している。
    - 2020東京オリンピック（『アトロク』時代の2021年7月23日 - 8月8日に日本国内で開催）
      - 主に東京都内で開催されていたが、熊崎がラジオ中継の実況要員としてジャパンコンソーシアムへ派遣されたほか、当時『あさチャン!』のスポーツキャスターを兼務していた日比がTBSテレビ担当分の報道活動（競技会場からの生中継リポートやメダルを獲得した日本代表選手へのインタビューなど）に専念。熊崎は開幕週の7月19日から3週間、日比は同月28日と8月4日に上記の事情で『アトロク』を休演したため、休演日のうち7月19・28日は金曜パートナーの山本、7月26日は木曜パートナーの宇内、8月2日は渡部、8月4日は篠原が、熊崎あるいは日比の代理としてパートナーを担当した。

    - 2024年パリオリンピック（『アトロク2』時代の2024年7月26日 - 8月11日にフランス国内で開催）
      - 上記の東京大会に続いて、熊崎がジャパンコンソーシアムへ派遣されていたほか、日比がフランスの各地で（『Nスタ』向けの取材リポートを含めた）TBSテレビ担当分の報道活動へ従事していた。実際には開幕日が7月の第4週内（金曜日）に設定されていたため、2人はこの週から（7月の第5週を含めて）4週間『アトロク2』を休演。さらに、「アトロク　アニメ　エクストリームジョブ」MCの佐々木も、日比と同様の報道活動（レギュラーでキャスターを務める『THE TIME,』向けの取材リポートなど）を目的にフランスへ派遣されていた。
        - 日比にとって開幕前最後のパートナー担当日であった7月16日（第3火曜日）の「CULTURE ONE-SHOT」では、オリンピック史上初めてパリ大会で正式種目に採用されたブレイキンに関する特集を放送。この大会のブレイキン・男子種目（日本時間で8月9日の深夜に開催）でテレビ中継（NHK総合・NHK-BS・フジテレビ系列で放送）の実況を任されていた熊崎が、解説役として「CULTURE ONE-SHOT」にのみ出演していた。
          - 日比の単独進行による新録音源が毎月第3火曜日の『アトロク2』本番後に「TBSポッドキャスト」から配信されている『SDGsジャンクション』の2024年7月（当日の本番後からの配信）分・8月（20日の本番後からの配信）分では、従来の配信音源（基本として毎月第3火曜日の午前中にTBSラジオの第6スタジオで当該月からの配信分を収録）と違って、6月の下旬に「2本録り」を実施。7月分には、TBS放送センターの敷地内で収録された音源が充てられている。また、「アトロク　アニメ　エクストリームジョブ」の2024年8月（5日放送）分では、御手洗を「MC代理」に立てている。

        - 日比と熊崎が休演していた期間中の『アトロク2』では、火曜日と木曜日の生放送を以下のように進行している。ただし、7月の第4週に当たる23日（火曜日）・25日（木曜日）の対応は、『アトロク2』開始以来の通例を踏襲。
          - 7月30日（火曜日）：御手洗菜々[注 45]がパートナーを代行
          - 8月1日（木曜日）：山本恵里伽[注 46]がパートナーを代行
          - 8月6日・13日（火曜日）[注 47]：駒田健吾[注 48]がパートナーを代行
          - 8月8日[注 49]・15日[注 50]（木曜日）：宇多丸が単独で進行（第4週の木曜日と同じ対応）

        - 日比は8月20日（火曜日）、熊崎は同月22日（木曜日）、佐々木は「アトロク　アニメ　エクストリームジョブ」の9月（2日）放送分から『アトロク2』に復帰した。復帰後の「BEYOND THE CULTURE」では、宇内[注 51]に代わって熊崎がパートナーを務めた9月4日（水曜日）に、「実況アナウンサーだけが知っているパリ五輪の裏側」を放送。日比の出演日である同月17日（火曜日）には、熊崎と「KATSU ONE」（ブレイクダンサーの石川勝之）を招いたうえで、ブレイキン特集を放送した。

  - 宇内は『アトロク』開始以来、レギュラーパートナー陣で唯一、自身の体調面による理由での休演を一度も経験していない。
    - ただし、2024年11月6日（水曜日）の『アトロク2』本番後、自身の声の不調を伴う体調不良により翌7日（木曜日）から12日（火曜日）まで休養しており、当該期間中の生放送のレギュラー番組と11日（月曜日）の『TBSラジオプレス』を休演。このうち9日（土曜日）の『Bizスクエア』は日比[注 52]、10日（日曜日）の『アッコにおまかせ!』は熊崎がそれぞれ代演していた。13日（水曜日）の『ひるおび』より職務に復帰し、同日の『アトロク2』では（鼻声の状態が続いていたため）マスクを着用して生放送に出演した。なお、当日23時台前半に放送された『コジ10』第7回放送分については、同月5日（火曜日）に放送音源を収録していたため影響はなかった。

#### 『アフター6ジャンクション2』を「第5週」に放送する場合のパートナーの配置
- 基本として、「第4週」以外の当該曜日のパートナーが出演している。
  - 2024年2月1日（木曜日）からの放送時間拡大に際しては、拡大前の最終回（「1月第5週の火曜日」である30日）に日比、拡大後の初回（2月1日）に熊崎が出演。「1月第5週の水曜日」である31日には特別番組（前日まで後枠で放送されてきた『朗読・斎藤工 深夜特急 オン・ザ・ロード』の最終回）が編成されることに伴って放送を休止したため、本来は「第5週の水曜日」も担当する宇内は、拡大後の放送に「2月第1週の水曜日」（7日）から登場している。
  - 2024年12月30日（月曜日）については、この日が同年における最終放送日で、生放送直後に公開イベント『アトロク2大忘年会 2024』を開催したため曜日パートナー全員が出演。このため宇内の当番組への最終出演日はこの日となった。

#### その他
- TBSテレビでは、2014年4月から2021年9月30日（木曜日）まで『あさチャン!』（TBSテレビ系列向けの生放送番組）を平日の早朝に編成していたほか、2015年3月から2021年9月30日まで『はやドキ!』（生放送番組）を『あさチャン!』の前枠に編成。『アトロク』放送期間中のレギュラーパートナー陣に限れば、山本匠晃が2019年4月から2021年9月まで『はやドキ!』のMC（2019年度のみ月 - 金曜日→2020年度の上半期は月 - 木曜日→2020年度の下半期以降は月・火曜日）、熊崎が2019年4月から2022年9月まで『あさチャン!』月・火曜日のスポーツキャスター、日比が2019年4月から2021年9月まで『あさチャン!』のキャスター（2022年9月までは水 - 金曜日のスポーツキャスター→翌10月から最終回まではサブキャスターに準じる扱いで全曜日のスポーツキャスター）を担当していた。このような事情から、熊崎と日比は『あさチャン!』のキャスターを兼務していた時期に、「『アトロク』へ出演する日の早朝にも、翌朝にも『あさチャン!』の生放送へ臨む」というサイクルをたどっていた。ちなみに、日比は『あさチャン!』の最終回前夜（2021年9月29日）も『アトロク』の生放送で迎えている。
  - 2021年10月から放送されている『THE TIME,』（『はやドキ!』の後継番組）と『THE TIME,』（『あさチャン!』の後継番組）で、全曜日にわたって生中継リポートを担当している篠原は、『アトロク』にも通算で9回出演。いずれもパートナー代理としての出演ながら、2023年5月30日（火曜日）放送分[注 53]への出演をもって、木曜パートナーと他曜日のパートナー代理を経験した宇内に続いて全曜日出演を達成した。『アトロク』月曜分の最終回（同年9月25日）でも、前述した事情から、熊崎に代わってパートナーを務めている。その一方で、『アトロク』の放送期間中には、前述した熊崎・日比と同様のパターンで「『アトロク』のパートナーを代行する日の早朝にも、翌朝にも生中継へ出演する」という事態が3回にわたって発生[注 54]。『アトロク2』への移行後も、パートナーの代理として出演する場合には上記と同様に対応している[注 55]。なお2024年4月から、篠原は『THE TIME,』での中継リポートの担当曜日を月 - 水曜に縮小（木・金曜は後輩アナウンサーの古田敬郷が担当）しているが、木・金曜は昼前の『JNNニュース』（『ひるおび』内での放送）などを担当している。また2025年1月6日（月曜日）の『アトロク　アニメエクストリームジョブ』では、同月12日よりTBSテレビ系全国ネットで放送のアニメ作品『地縛少年花子くん２』で声優を務めている緒方恵美へのインタビューを担当した。なお、『アトロク2』が月 - 木曜の20:00 - 22:00の時間帯となる2025年4月以降も『報道1930』（BS-TBSで平日の19:30 - 20:54に放送の報道番組）のキャスターを続投していることから、木曜日の『アトロク2』への出演が不可能となっている。
- 2020年3月13日（金曜日）には、TBSラジオの社員で組織する労働組合（日本民間放送労働組合連合会東京放送労働組合ラジオ支部）が局内でのストライキに入っていたが、当番組は非組合員である社外のスタッフだけで制作。金曜パートナーの山本は、「TBSテレビの正社員」という立場で通常どおり全編に出演していたほか、宇多丸とのオープニングトークで上記の事情を明かしていた。ちなみに、TBSラジオが制作する番組へTBSテレビの現職アナウンサーが「TBSアナウンサー」との肩書で出演する場合には、会社法上「TBSテレビからの番組出向」（番組単位での在籍出向）と扱われている。
- 「CULTURE TALK」や「BEYOND THE CULTURE」内の特集によっては、（代理を含めた）パートナー未経験の（出演時点で）現職のTBSテレビアナウンサー（『アトロク』の放送期間中には長峰由紀・堀井美香・小笠原亘・齋藤慎太郎など、『アトロク2』の開始後は皆川玲奈[注 56]）を当該コーナー限定で「ゲスト」に迎えることがある。
- 全編を「ライムスター宇多丸のシネマランキング2022」（番組開始以来毎年末に実施している企画の2022年版）に充てた2022年12月28日（水曜日）放送分[注 57]では、日比と山本のダブルパートナー方式で全編を進行した。本来は金曜日に出演している山本が進行に加わったのは、宇多丸が「MOVIE WATCHMEN」（当番組では毎週金曜日の18時台後半に放送している映画評論コーナー）で2022年に取り上げた同年公開の作品を対象に「シネマランキング2022」のリスナー投票を放送の前日（12月27日）まで受け付けていたことや、2021年まで（番組全体ではなく）金曜日の年内最終放送日に「シネマランキング」を発表していたことによる[注 58]。
  - ちなみに、「ライムスター宇多丸のシネマランキング」は 『アトロク2』移行後も継続。2023年は12月28日、2024年は12月26日（いずれも木曜日）に開催。両日とも山本匠晃が全編にわたってパートナーを担当した[注 59]。また、2024年には宇垣もパートナーに加わった。
- 『アトロク』が『アトロク2』に変更されることが発表された2023年8月29日（火曜日）放送分には、本来のパートナーである宇垣に加えて、山本が18時台の前半（オープニングパート）へ出演[注 60]。日比が全編でパートナーを務めていた同月30日（水曜日）放送分には、宇垣・宇内・山本が「家族会議」と称してオープニングパートに集結した[注 61]ため、宇多丸・日比を含めて5人でのタイトルコールが実現した。
  - 宇多丸は、『アトロク』が『アトロク2』へ移行することを発表した当初から、『アトロク』時代のレギュラーパートナーを『アトロク2』でも続投させる意向を「家族（レギュラーパートナー陣）を全員（『アトロク2』へ）連れて行く」という表現で明言。発表後も、パートナー陣の事情[注 62]などを考慮しながら、番組スタッフと共に関係各所との調整を水面下で進めていた。その結果、『アトロク2』の開始当初は放送の曜日・時間とも『アトロク』より減っているにもかかわらず、『アトロク』のレギュラーパートナー全員の続投が確定。山本匠晃以外のレギュラーパートナーが出演する週を『アトロク』から1週ずつ減らす一方で、『アトロク』の金曜パートナーだった山本に対しては、「第4週に『二夜連続』（2つの曜日）でパートナーを任せる」という措置を講じることによって出演の機会を確保した。山本には、宇多丸だけで進行することを想定している第4週の木曜日に、他の業務（『news23』向けのナレーション収録など）が終わり次第「飛び入り」で出演することも容認している。『アトロク2』移行後の2023年12月には、山本以外のレギュラーパートナーが同年内での出演を（『アトロク』時代よりも1週早い）第3週で一斉に終了した一方で、第4週には前述した事情から山本が木曜日（年内の最終放送日）にも出演。
- 『アトロク2』の開始時点では、宇垣以外のレギュラーパートナーは、「TBSテレビのアナウンサー」として他の業務[注 63]を終えた後に『アトロク2』へ出演している。『アトロク2』開始の時点では、熊崎が担当の翌日（金曜日）にもTBSテレビの『Nスタ』（JNN向けの全国ニュースパートを組み込みながらTBSテレビ系列で土曜以外の夕方に編成している報道・情報番組）でニュースプレゼンターを務めていた[注 64]のに対して、日比と宇内は担当の翌日（いずれも『アトロク』でパートナーをレギュラーで務めていた曜日）にTBSテレビ・ラジオの生放送番組へレギュラーで出演していない。
  - TBSテレビの平日における関東広域圏（関東ローカル）向け番組編成では、『アトロク』の放送開始当初から、『Nスタ』平日版の放送枠を基本として15:49 - 19:00に設定している。これに対して、『アトロク』は基本として18:00から生放送を始めていたため、『Nスタ』のレギュラーアナウンサーによる『アトロク』への出演に大きな制約が生じていた[注 65]。『アトロク2』は『Nスタ』月 - 木曜分の終了3時間後（22:00）から放送されるため、レギュラーパートナーの日比・熊崎のように、「月 - 木曜日の『Nスタ』から少なくとも1曜日をレギュラーで担当しているアナウンサーが、担当曜日の本番後に『アトロク2』へ出演する」という体制[注 66]を講じやすくなっている。
  - 日比には『アトロク』の水曜パートナー時代に、「『アトロク』の水曜分を全編にわたって休演したうえで、『アトロク』と放送時間の重なるTBSテレビ制作の全国ネット向け生放送番組（『Nスタ』水曜分やスポーツ中継）を進行する」という事態が数回生じていた[注 67]。『アトロク2』ではパートナーを担当する機会が第4週を除く火曜日[注 68]に変更されたため、「『Nスタ』水曜分のメインキャスター（ホランと先輩アナウンサーの井上貴博）から少なくとも1名が何らかの事情で休演した場合にも、メインキャスターを代行できるようになっている[注 69]。その一方で、2024年の1月と3月には、「第4週」以外の火曜日でも『Nスタ』での取材活動（詳細後述）を優先する目的で『アトロク2』を1日ずつ休演。『Nスタ』については、同年3月の第4週から金曜日のメインキャスターを単独で続ける一方で、月・火曜日のメインキャスターを井上に再び交代している。
    - 2024年1月の「第2週」に当たる9日には、前週（2日放送分）での告知から一転して、パートナーが熊崎に変更された。同月1日（月曜日）の『アトロク2』本番前（16:10頃）に最大震度7の令和6年能登半島地震が発生したことを受けて、『Nスタ』における被災地域（震源に近い石川県内）での取材を、日比が7日（日曜日）から10日（水曜日）まで急遽任されたことによる[注 70]。
    - 2024年3月の「第3週」に当たる19日の生放送には、渡部が『アトロク2』への移行後初めて「パートナー代理」として出演した。アメリカのプロ野球（メジャーリーグ）において、同年から大谷翔平と山本由伸が所属するロサンゼルス・ドジャースのレギュラーシーズン開幕カード（ダルビッシュ有や松井裕樹などが所属するサンディエゴ・パドレスとの2連戦）が大韓民国（ソウル市内の高尺スカイドーム）で20日（水曜日＝日本では春分の日）と21日（木曜日）にナイトゲームで組まれたことを受けて、日比が『Nスタ』向けの取材リポートを目的に18日（月曜日）から21日まで渡韓していたことによる。なお、渡部の代演に際しては、ファンであることを自身で公言している「=LOVE」（女性アイドルグループ）の『青春“サブリミナル”』をオープニングのテーマソングに使用。日比は放送上、『Nスタ』のメインキャスターにおける月曜日の担当を18日、火曜日の担当を19日で終えている。

  - 第4週以外の木曜日で『Nスタ』の本番後に出演している熊崎は、『アトロク2』の開始時点で、『Nスタ』でのニュースプレゼンターの担当は木・金曜であったが、2024年3月の「第4週」以降は水・木曜に変更。水曜日には『ひるおび』[注 71]の午後枠プレゼンターを担当した後に『Nスタ』に出演していた。
  - 2024年パリオリンピックの開催期間においては例外で、宇内が伊藤隆佑（熊崎と同じくジャパンコンソーシアムに派遣されていたTBSアナウンサー）[注 72]の代理で、8月1日・8日（いずれも『アトロク2』でパートナーを担当した翌日にあたる木曜日）の『ひるおび』の午前枠に出演している[注 73]。
  - 2025年4月には、TBSグループ内での改編に伴う担当番組の異動・ポジション変更が大規模にわたった。もっとも、この時点でレギュラーパートナーを務めている現職のTBSテレビアナウンサーでは、山本匠晃が『Nスタ』のナレーションを月・火曜日で継続する一方で、水・木曜日には「ニュースリーダー」として出演。また熊崎は3月27日（木曜日）で『Nスタ』への出演を終了し、『ひるおび』の担当を水・木曜日に拡大。両者とも『アトロク2』の出演日には、それぞれの担当を終えた後に生放送に出演する形となっている。また日比は前述の通り、この月より『コジ10 小島秀夫の「最高の10時にしよう」』のアシスタントを宇内から引き継いでおり、不定期で（第4週を除く）火曜日の『アトロク2』本番前に収録を行う場合もある。
- 『アトロク』時代は生放送の本番後に収録していたAudible限定の配信コンテンツ「アトロク・ブック・クラブ」および「宇多丸分室」は、『アトロク2』移行に伴い生放送の本番前の収録に変更されている。
  - ちなみに、宇多丸は2023年3月6日（水曜日）の『アトロク2』本番前に『CITY CHILL CLUB』（TBSラジオが平日深夜に編成している音楽番組で、『アトロク』終了時点のネット局では放送時点で山形放送・和歌山放送・四国放送でもネット） [注 74]のミュージックセレクターとして収録に参加。宇多丸の担当回は同月23日・30日（22日・29日深夜）に放送された（山形放送では同年4月2日（1日深夜）より『CITY CHILL CLUB』から『オールナイトニッポン0(ZERO)』（ニッポン放送制作）のネットに切り替えたため、奇しくも宇多丸の担当である3月30日放送分が最後の放送となった）。
- レギュラーで曜日パートナーを務めている場合に、通常の出演日あるいはパートナー代理としての出演日において、「TBSラジオで『アトロク』または『アトロク2』に生出演しているが、同じ時間帯に放送されている収録番組にも出演している」というケースが過去にも存在するが、事実上認められている。
  - 日比は『アトロク』の開始から半年間『トコトン掘り下げ隊!生き物にサンキュー!!』（2018年9月まで水曜日の19時台に放送）のアシスタントをレギュラーで担当。『生き物にサンキュー!!』の放送枠を引き継いだ『東大王』にも挑戦者チームとして何度か出演しており、その際にも『アトロク』に通常どおり出演していた。さらに、『アトロク』放送期間中の2021年4月以降は、『オオカミ少年』（基本として金曜日の19時台に放送されている「ゴールデンタイム編」）でアシスタントを担当中（『アトロク2』への移行後も継続）。『アトロク』の金曜分を山本が休演した2022年2月18日には、『オオカミ少年』レギュラー版の放送日でありながら、（当時毎週金曜日の本編でアシスタントを担当していた）『ひるおび』の本番後に金曜分のパートナーを急遽代行した。また、『アトロク』金曜日20時台の「アトロク　フューチャー&パスト」では、（金曜以外のパートナー担当日の本番後に収録された）日比の「振り返りコメント」を『オオカミ少年』が（20:57までの）「2時間スペシャル」や（21:57までの）「3時間スペシャル」を編成した週にも流していた。
  - 宇内は、山本が新型コロナウイルス感染に伴う療養により2022年2月11日（金曜日）の『アトロク』を休演した際にパートナー代理を務めていたが、この日は宇賀神が同様の事情で収録に参加できなかった『ザ・ベストワン』（当時は金曜日20時台にレギュラー放送枠が設けられていて、当日は19:00 - 22:00の3時間スペシャルで放送）の進行も務めていた。また、『アトロク2』水曜分と同時刻放送開始である『水曜日のダウンタウン』（『アトロク』の開始以前から水曜日の22時台に放送）には『アトロク』放送期間中の2018年から企画進行等で不定期に出演しており、『アトロク2』のパートナー担当週でも出演する場合があった[注 75]。
  - 宇垣は前述の通り2025年1月1日（水曜日）より（第4週を除く）水曜パートナーを務めている一方で、担当初日にあたる同日の『アトロク2』に生出演していた22時台に、NHK総合テレビで放送されていた特別番組『あたらしいテレビ 2025』（2024年に放送されたコンテンツを中心に語るトーク番組）にも出演していた。なお、出演曜日の移動に伴い同年1月6日（月曜日）より放送開始予定のテレビドラマ『財閥復讐〜兄嫁になった元嫁へ〜』（テレビ東京系列で月曜日の23時台に「ドラマプレミア23」枠で放送。宇垣は伊勢花歩役で出演）との裏被りを回避している。
- 2024年3月第1週の『アトロク2』では、宇垣が4日（月曜日）放送分で「パートナー」を務めたことに加えて、翌5日（火曜日）放送分にも「BEYOND THE CULTURE」から23時台のオープニングパート（「アトロクブックフェア2024」に参加している三省堂書店アトレ上野店スタッフからの電話リポート）まで出演していた。宇垣が（『アトロク』時代にはパートナーを担当していたが『アトロク2』では本来出演しない）火曜日の生放送にも登場したのは、5日の「BEYOND THE CULTURE」で特集を組んでいた第96回アカデミー賞の授賞式（日本時間で11日の『アトロク2』月曜分本番前に開催）において、WOWOWが日本国内向けに放送する授賞式の独占生中継でジョン・カビラと共に司会を務めることによる。
  - 5日放送分では、日比が全編にわたってパートナーを担当。その一方で、WOWOWが「BEYOND THE CULTURE」を特別に提供していたため、当初は宇垣が同コーナーにのみ「ゲスト」で登場することが告知されていた。実際には、宇垣が自身の希望などから23時台のオープニングパートまで出演を続けられる状況にあったため、このパートに限って事実上「日比と宇垣のダブルパートナー」方式で進行している。
- 2024年6月25日放送分の『アトロク2』は「6月第4火曜日の生放送」であったが、山本匠晃が「第4月・火曜日のパートナー」を前日（24日）に続いて務める一方で、本来は第4週の生放送へ出演しない日比も「BEYOND THE CULTURE」の途中から（翌週火曜日＝7月2日の同企画で予定している特集の告知を兼ねて）23時台のオープニングパートまで同席していた。『アトロク』時代から日比のパートナー担当日の恒例になっているパリッコ・スズキナオからの持ち込み企画（3人と宇多丸の飲酒を伴う企画）の一環として、「ランダム・カクテル・シェイカーズ」（「未知のカクテルを探し出したうえで試飲する」という名目でパリッコとスズキナオが考案した「対象年齢20歳以上」というサイコロゲーム）を「BEYOND THE CULTURE」で試行することを受けての出演で、このゲームには山本も参加していいた。
  - 放送上は、「当日のオープニングパートまで日比の出演を伏せた後に、本人が飛び入りで『ランダム・カクテル・シェイカーズ』に参加する」との演出が施されていた。もっとも、宇多丸は「ランダム・カクテル・シェイカーズ」の放送を予告するたびに、「お酒好きのお友だち」という表現で日比の参加をリスナーに示唆。当日の放送開始直後からは、「飛び入り」に向けて待機中の日比を写した動画付きのポストが、X（twitter）上の番組公式アカウントから発信されていた。

## タイムテーブル・コーナー
放送開始時点での公式情報・番組ホームページに示されたタイムテーブルおよび最新の状況を基に、TBSラジオでの放送概要（タイムテーブル）を記載。生放送番組のため、（一部のネット局が飛び乗る直後・飛び降りる直前の時間帯を除いて）コーナーの放送時間が前後する場合があるほか、曜日別企画の編成などでコーナー名が変わる可能性もある。
○印を付けたコーナーについては、生放送と同時に収録した音源（同録音源）を、放送後にラジオクラウドやポッドキャスト（後述）で配信している。

### 『アフター6ジャンクション』
TBSラジオでは、『荻上チキ・Session』（平日の夕方に関東ローカルで生放送）の開始当初（2020年9月28日 - 10月2日）に、当番組とのクロストークを毎日実施。その後も不定期で復活させていたほか、宇多丸と当日のレギュラーパートナーによる「BEYOND THE CULTURE」の予告音源（放送前週で当該曜日の本番後に収録）を、エンディングパートの直後（または内包コーナー扱いの「ネットワークトゥデイ」直前）のスポットCM枠で40秒間にわたって流すことがあった。
また、『Session』と当番組の間（17:50 - 18:00）に編成されていた10分間の事前収録番組のうち、TBSテレビのアナウンサーが単独でパーソナリティを務める水曜日の『エンタメExpress』（佐々木が担当している2023年1月18日以降の放送分）および、金曜日の『TBSラジオプレス』（宇内の担当で2022年9月30日から放送）では当番組の放送日にエンディングで当日の放送を告知していた。
18時台「カルチャーと出会うゾーン」
- 18:00 - 18:30　オープニング○[注 79][注 80][注 81]
  - 18:20 - 18:25　「国内最高峰の交通情報／天気予報」[注 82][注 83][注 84]
- 18:30 - 18:55
  - 月 - 木曜日：「CULTURE TALK」（ゲストコーナー）○[注 85][注 86][45]
    - 2023年4月以降の毎月第3水曜日：『SDGsジャンクション～地球を笑顔にするRADIO～』○（2022年10月19日 - 2023年9月20日、2023年3月15日までは19:30 - 19:40頃に放送）[注 87][注 88]

  - 金曜日：「週間映画時評 MOVIE WATCHMEN」（映画評論コーナー）○[注 89][注 90]
- 18:55 - 18:57　「交通情報」[注 82]
- 18:57 - 19:00　　
  - 月 - 木曜日：リスナーからのメッセージ紹介
  - 金曜日：「ムービーガチャタイム」○[注 91][注 92]

19時台「ミュージックゾーン」
- 19:00 - 19:30　19時以降の番組内容紹介→「LIVE&DIRECT」（スタジオライブ）[注 93][注 94]
- 19:30 - 19:40[注 95]　フロート番組[注 96][注 97][注 98]
  - 月曜日：『ベンチャー企業キュレーションプログラム BOOST!』（2023年1月2日 - ）[注 99]
  - 火 - 木曜日：『滋慶学園COMグループ presents あなたの夢はなんですか?』（2023年4月4日 - ）[注 100]
  - 金曜日：『学校法人 滋慶学園 東京情報デザイン専門職大学 presents 夢を追いかけて!』（2023年4月7日 - ）[注 101]
- 19:40 - 19:45　「国内最高峰の交通情報／天気予報」[注 82]
- 19:45 - 19:55　「新概念提唱型投稿コーナー」○[注 111][注 112][注 113]
- 19:55 - 20:00
  - 月 - 木曜日：リスナーからのメッセージ紹介[注 114]
  - 金曜日：翌週金曜日の予告と「アトロク フューチャー&パスト」コメンテーターの紹介[注 115]

20時台「カルチャーを学んだり発信したりするゾーン」
- 20:00 - 20:50
  - 月 - 木曜日：「BEYOND THE CULTURE」（特集コーナー）○[注 116][注 117]
  - 金曜日：「アトロク フューチャー&パスト」（1週間の振り返りコーナー）○[注 118][注 119]
- 20:50 - 21:00　エンディング
  - 月 - 木曜日：翌週の同じ曜日の予告とエンディングトーク[注 120]
  - 金曜日：翌週1週間の予告とエンディングトーク○[注 121]

『　』内のコーナーはフロート番組で、事前に収録した音源を放送しており、『SDGsジャンクション』以外は当番組とは別に、単体でラジオクラウド及びポッドキャストでの配信を実施している。滋慶学園提供のフロート番組については、ラジオクラウド・ポッドキャストによる音声の配信に加えて、YouTube上のTBSラジオ公式チャンネルから動画付きの同録音源が配信されている。
TBSラジオでは、スポンサー枠などを除くコーナーの前後に、事前収録の提供クレジット音源を挿入。スポンサーが付いていない場合にも、「各社」と表現された音源を流していた。ネット局ではこの部分をステーションジングルや穴埋めBGMで対応していたが、TBSラジオからもCMフィラーが流されている。
番組内の天気予報、放送中に挿入されるニュース速報・鉄道情報（首都圏エリア内のみ）および、気象に関する警報・注意報発令時の速報などは、当番組のスタジオで曜日パートナーから伝えることが基調になっている。ただし、地震などの災害・大きな事件が発生した場合や、気象関連の重大な警報が気象庁から発令された場合にはニュースデスクに託していた。
交通情報のBGMには基本としてRHYMESTERの楽曲『予定は未定で。』を用いていたが、年初（第1週）の放送に限って、東儀秀樹が洋画の著名なテーマソングを演奏した音源を流している。また、空き時間が発生した場合に、「TBSラジオ推薦曲」をCMの合間やコーナー前に流すこともあった。

### 『アフター6ジャンクション2』

#### 90分枠時代（2023年10月2日 - 2024年1月30日）
TBSラジオの2023年10月改編に関する記事と、『アフター6ジャンクション』（『アトロク』）で宇多丸が公表した情報を基に記載（時刻は目安）。
22時台
- 22:00 - 22:15　オープニング○
- 22:15 - 22:55
  - 月 - 水曜日：「BEYOND THE CULTURE」○
  - 木曜日：「週間映画時評 MOVIE WATCHMEN」○
- 22:55 - 23:00
  - 月 - 水曜日：リスナーからのメッセージ紹介
  - 木曜日：「ムービーガチャタイム」○

23時台
- 月 - 水曜日
  - 23:00 - 23:10：「新概念提唱型投稿コーナー」○
  - 23:10 - 23:20：「CULTURE ONE-SHOT」○（『アトロク』内の「CULTURE TALK」に相当）
  - 23:25 - 23:30：エンディング（翌週の同じ曜日の予告とエンディングトーク、第3火曜日には「SDGsジャンクション」の配信も告知）
- 木曜日
  - 23:00 - 23:25：「LIVE & DIRECT」
  - 23:25 - 23:30：エンディング（翌週木曜日の予告、「放課後ポッドキャスト」配信の告知など）

#### 115分枠時代（2024年2月1日 - 2025年3月31日）
TBSラジオで『アトロク2』の編成前（2023年4月）から月 - 金曜日の23:30 - 23:55に放送されていた『朗読・斎藤工 深夜特急 オン・ザ・ロード』の「完結」（2024年1月31日）を受けて、月 - 木曜分のレギュラー放送枠（23:30 - 23:55）を翌2月1日（木曜日）から『アトロク2』に編入。この措置によって『アトロク2』の放送時間が22:00 - 23:55に拡大されたため、23時台でコーナーの構成や放送時間を変更している。
22時台
- 22:00 - 22:15　オープニングパート・全編のタイムテーブルの紹介
  - 第3火曜日には「SDGsジャンクション」、木曜日には「放課後ポッドキャスト」を本番後に配信することも告知している。
- 22:15 - 22:55
  - 月 - 水曜日：「BEYOND THE CULTURE」
  - 木曜日：「週間映画時評 MOVIE WATCHMEN」
- 22:55 - 23:00
  - 月 - 水曜日：リスナーからのメッセージ紹介
  - 木曜日：「ムービーガチャタイム」[注 125]

23時台
- 23:00 - 23:10　23時台のオープニングパート・23時台のタイムテーブルの紹介
  - この時間帯では、全曜日共通の特別企画（「アトロク推薦図書月間」など）や、事前収録によるスポンサー付きの期間限定コーナー[注 126][48]を随時編成している。
  - 2024年7月以降の第1月曜日には、佐々木舞音の進行による『アトロク　アニメ　エクストリームジョブ』（TBSグループのアニメーション作品に関わるスタッフ・キャストが月替わりで出演する事前収録コーナー）を編成。同年10月2日 - 12月4日の間の毎週水曜日には、『コジ10 小島秀夫の「最高の10分間にしよう」』（ゲームクリエイターの小島が宇内と共に進行する事前収録コーナー）に充てていた。
  - 木曜日：「LIVE & DIRECT」（2024年3月までは23:10頃 → 4月以降は23:00から放送）
- 23:10 - 23:35「CULTURE ONE-SHOT」（月 - 水曜日）
  - 2024年2月20日（日比がパートナーを務めていた火曜日）からは、当日のパートナーが個人的に興味のある「カルチャー」を自ら紹介するプレゼン企画も随時編成。
- 23:35 - 23:50：「新概念提唱型投稿コーナー」[注 127]
- 23:50 - 23:55：エンディングトーク
  - 実際の放送終了時間（23:54）までに余裕がある場合には、リスナーから寄せられたメッセージの一部を宇多丸が読み上げている。
    - 2024年3月25日（月曜日）放送分からは、「今日あった嬉しいこと。」というミニ投稿企画を開始。このテーマに沿ったメッセージをオープニングから募集したうえで、放送中に寄せられたメッセージの一部をエンディングトークの中で紹介していた。
    - 2024年7月の第3週（15日＝月曜日）以降は、「今日あった嬉しいこと。」を発展させた「宇多丸さん、OK?」（通称「OKくれ!」）をエンディングパートに編成。当日の出来事から宇多丸に「OK」の一声で肯定して欲しいエピソードをリスナーから募集したうえで、宇多丸が1日につき1名のリスナーに向けて「OK!」と絶叫することによって、生放送を締めくくっている。

  - 木曜日のパートナーを熊崎が務めている場合には、熊崎がリスナーに鑑賞を勧めたいグラビアを紹介する企画も放送している[注 128]。

#### 120分枠時代（2025年4月1日以降）
以下はTBSラジオの番組表や番組内で公表されている情報などを基に暫定的に記載したもので、詳細は順次追記。
本番前（改編初週および「ウルトラウィーク」の期間）
- 19:55頃：前番組『荻上チキ・Session』とのクロストーク

20時台
- 20:00 - 20:15：オープニング
- 20:15 - 20:55
  - 月 - 水曜日：「BEYOND THE CULTURE」
  - 木曜日：「週間映画時評 MOVIE WATCHMEN」
- 20:55 - 21:00（ネット局はこのコーナーの後に飛び降り[注 129]。TBSラジオが特別番組のため21時終了の場合は翌日の予告もこの時間で行う）
  - 月 - 水曜日：翌週の同じ曜日の「BEYOND THE CULTURE」の予告、メッセージ紹介
  - 木曜日：「ムービーガチャタイム」

21時台
- 21:00 - 21:05：21時台のオープニングパート・21時台のタイムテーブルの紹介
- 21:05 - 21:35
  - 第1月曜日 21:05 - 21:15：『アトロク アニメ エクストリームジョブ』
  - 第2 - 第5月曜日 21:05 - 21:15：『TBSラジオプレス』
    - 2022年9月30日 - 2024年12月23日まで、元水曜パートナーの宇内がパーソナリティを担当していた。2025年1月より野村彩也子（TBSテレビアナウンサー）が引き継ぎ、4月改編で『こねくと』内の放送から当番組内への放送に移行。宇内がパーソナリティだった時代には、当番組関係者がゲスト出演したこともあるほか、放送開始から2023年9月までは金曜日の『アトロク』の放送直前に編成されていた。

  - 火・水曜日 21:05 - 21:15：フリートーク、メッセージ紹介ほか（2025年4月1日のみ『トキメキLifeジャンクション2 Supported by PLAZA』を放送）
  - 月 - 水曜日 21:15 - 21:35：「CULTURE ONE-SHOT」
  - 木曜日：「LIVE & DIRECT」
- 21:35 - 21:50：「新概念提唱型投稿コーナー」
- 21:50 - 22:00：エンディング（翌日または翌週月曜日の放送内容紹介、TBSラジオの次番組の告知、メッセージ紹介など）
  - 熊崎のグラビア紹介のミニコーナーは引き続きエンディング前に挿入。
  - 水曜分の『アトロク2』の直後に生放送されている『佐倉綾音 論理×ロンリー』では、番組冒頭で宇多丸と宇垣に対して「お疲れ様でした」とねぎらいの言葉をかけている。その一方で、宇多丸が2025年4月2日（水曜日）の『論理×ロンリー』初回放送直前の告知でパーソナリティの佐倉綾音（声優）を「佐藤綾音」と間違え、当日の同番組内で宇多丸が謝罪のため予告なく出演する事態となった。また、同年4月14日（月曜日）の『アトロク2』放送中のトークで、宇多丸が『論理×ロンリー』の放送曜日を間違えて発言したことで、16日（水曜日）の同番組で佐倉が話題にする場面があった。この影響はTBSラジオの番組内にとどまらず、同月15日（火曜日）の『山崎怜奈の誰かに話したかったこと。』（TOKYO FMで月曜から木曜の昼に放送されている、山崎怜奈（タレント・元乃木坂46メンバーで、『アトロク』にも2023年5月2日に特集ゲストで出演）がパーソナリティを務める冠番組）で佐倉がゲスト出演した際にも話題に挙がり、番組内でRHYMESTERの『ザ・グレート・アマチュアリズム』が流された。
  - 「ウルトラウィーク」に当たる週の火曜には『SCALP D presents 那須川天心のかんきもラジオ』出演者の那須川天心（プロボクサー）と近藤夏子（TBSテレビアナウンサー）、水曜には『佐倉綾音 論理×ロンリー』パーソナリティの佐倉とクロストークを行う。また、『コジ10』（2025年4月より、月曜日の『アトロク2』の放送直後にレギュラー放送を開始）が生放送となった2025年5月26日（月曜日）には、小島・日比[注 130]とのクロストークが実現した。

#### 備考
オープニングパートの流れは『アトロク』時代とほぼ同じで、「アフター」（基本として第4週を除く火曜日は宇多丸・それ以外はパートナー）「6」（基本として第4週を除く火曜日は日比・それ以外は宇多丸）「ジャンクション!2!」（宇多丸とパートナー）の順にタイトルコールを挿入。木曜日では熊崎が出演しない場合に、古川耕がタイトルコールに加わる。2025年4月1日より、ネット局で放送されている日には、宇多丸が当日のネット局を北から順に読み上げる（当日のネットを臨時に返上している地方局がある場合は、読み上げから外される）。
オープニングパートや各コーナーの終了後などにはサウンドステッカー（事前収録の音源）を挿入。Mummy-Dが番組メールアドレスのアナウンスを担当するものや、（第4月曜日からの週を除き）レギュラーで出演しているパートナーのフルネームを読み上げるものなど数パターン用意されている。
関東ローカル番組として放送を開始したため、『アトロク』をネット局で聴取していたリスナーなどへの配慮から、『アシタノカレッジ』の放送中にYouTubeで実施していたスタジオ動画のライブ配信を全編にわたって継続。『アシタノカレッジ』と同様に、ライブ配信中はチャット用の投稿フォームを開放している。このため、『アトロク』時代には「ラジオでお聞きの方も、radikoでお聞きの方もこんばんは」というフレーズを用いていたオープニングの挨拶に、「YouTubeで御覧の方」が加わった。さらに、『アシタノカレッジ』に続いて、本番の終了から30分ほど後からはライブ配信のアーカイブ動画を公開している。また、2023年12月6日（水曜日）から2025年初頭まで、試験的にTwitchでも水曜日放送分のスタジオ動画のライブ配信を行っていたが、2025年4月2日より全曜日に拡大。なお、通常の「生配信」では、TBSラジオ第6スタジオの様子を1台のムービーカメラで撮影。ただし、ゲストがスタジオ以外の場所からのリモート方式で出演する場合には、リモート動画を映したモニターの画面を「生配信」の動画へ組み込むことがある。逆に、スタジオ出演者の顔や姿が「生配信」向けの動画へ写り込むことを本人が希望しない場合には、動画に映らないスペースから声だけで出演できるように配慮。「LIVE & DIRECT」では、スタジオライブの様子を、上記のカメラとは別の場所に設置したカメラで撮影することもある。
オープニングパートの終了後と「BEYOND THE CULTURE」および「MOVIE WATCHMEN」終了後には、事前収録の提供クレジット音源を挿入。『アトロク2』の開始時点では、西原商会が月曜日と木曜日、Audibleが「アトロク・ブック・クラブ」（『アトロク』の火曜分で2022年2月から編成されていた連動企画）を放送する月曜日にスポンサーに付いている。また、木曜日の「LIVE & DIRECT」には、2024年1月から一時期戸田建設がスポンサーに付いていた。その一方で、スポンサーが付かない場合にも、『アトロク』と同じく「各社の提供でお送りします」というナレーション音源を流している。ちなみに、『朗読・斎藤工 深夜特急 オン・ザ・ロード』には複数のスポンサーが付いていたが、同番組の終了を機に提供を終了した。なお、『深夜特急』の放送後にヒッチハイク方式で流されていた興和（医薬品メーカー）による20秒間のCMは、月 - 木曜日の『アトロク2』と金曜日の『渚のキャッ火ラジオ』（『深夜特急』金曜分の後番組として2024年2月より放送されている、お笑いタレントのナ酒渚（元・尼神インター）が単独でパーソナリティを務める事前収録形式の番組）の放送後に流す形で継続していた。
radiko以外のインターネット向け配信で制約の多い「LIVE & DIRECT」および、（コーナースポンサーを含めた）関東ローカル向けのCMの放送中には、YouTubeにおけるスタジオ動画と音声のサイマル配信を停止。「LIVE & DIRECT」を編成している木曜日には、宇多丸が同コーナーをYouTubeで配信しない旨を、オープニングパートの「メニュー（放送概要）紹介」であらかじめ明言している。その一方で、「LIVE & DIRECT」でスタジオに迎えたアーティストと宇多丸のトークがエンディングパートまで続く場合には、動画の配信を停止したまま「生配信」を終了させることがある。また、「両者によるクロストークがエンディングの間際まで続いた影響で、宇多丸が翌週分の『LIVE & DIRECT』の予告を生放送で伝えられない」という事態も発生している。
「BEYOND THE CULTURE」「CULTURE ONE-SHOT」の音楽関連特集で楽曲を流している間や、「TBSラジオ推薦曲」を流している間にもサイマル配信を停止。ゲストを迎える特集において、スタジオからの動画をゲストの肖像権との兼ね合いで配信できない場合には、YouTubeで音声のみ配信している。このような事情から、スタジオ動画の配信を始める前には、宇多丸とパートナー全員の撮り下ろし写真を用いた「メインビジュアル」・「CM／楽曲／特定のコーナーは配信されません　radiko配信も合わせてお楽しみください」というメッセージ・radikoでの配信ページへ接続できるQRコードを組み合わせた静止画を表示。配信対象外のCMや楽曲の放送中には、『アフター6ジャンクション2』のタイトルロゴの下に「CM・楽曲放送中　radikoでは全編配信中!!」という字幕と上記のQRコードを入れた静止画を出している。
『アトロク』で関東ローカル向けに放送していた交通情報および、交通情報に続いてパートナーがTBSラジオの第6スタジオから伝えていた関東地方向けの天気予報については、定時の放送枠を編成しない。TBSラジオが平日に20時台から翌朝の4時台まで交通情報の定時放送を休止していることによる措置だが、長距離にわたる渋滞が首都圏の高速道路を中心に予測される時期（ゴールデンウイーク・年末年始・お盆）の直前に『アトロク』で実施していた「渋滞特集」（他の時間帯の交通情報を担当している「TBSラジオキャスター」のスタジオ解説による特集）など、交通情報に関する特集を『アフター6ジャンクション2』（『アトロク2』）でも状況に応じて「CULTURE ONE-SHOT」内で放送している。また、前述の特集に限らず、『アトロク』内で交通情報を担当していたTBSラジオキャスターを、『アトロク2』内のコーナーにゲストで迎えることがある。
2023年4月に『アシタノカレッジ』から『アトロク』へ移されていたフロート番組については、全曜日とも放送の時間帯を変更せずに、同年10月2日から『Session』へ内包。『Session』の一部の曜日で19時台の同時ネットを実施するネット局では、当該番組の放送を事実上継続している。なお、2025年4月改編時点で継続中の『あなたの夢はなんですか？』は火・水曜18:30頃の放送となったため、北日本放送のみ火曜の放送を継続、その他のネット局では同年3月をもって打ち切りとなった。
日比の進行で2022年10月以降の毎月第3水曜日に『アトロク』内で放送されていた『SDGsジャンクション』については、毎月第3火曜日の午前中に収録したうえで、当日の『アトロク2』本番終了の直後（2024年1月までは23:30→2月以降は23:55）から「TBSポッドキャスト」で配信。『アシタノカレッジ』内の22:17頃に宿直のニュースデスクが担当していた定時ニュース（最終版の「TBSニュース」）は、『アトロク2』で編成していない。TBSラジオではニュースデスクの宿直体制を『アトロク2』の開始後も維持しているが、『アトロク』時代と同様に、ニュース速報や気象・鉄道関連の情報（首都圏エリアのみ）が入った場合には原則としてパートナーが対応している。ただし、重大なニュース（震度5弱以上の地震速報・北朝鮮からのミサイル発射に伴うJアラート発令など）が放送中に発生した場合には、ニュースデスクから速報を伝えている。
宇多丸によれば、YouTubeの「生配信」を始めたことを機に、日本以外の国・地域からもメッセージが相次いで寄せられているという。もっとも、番組開始の当初は、生配信のチャット画面へ表示されたメッセージを本人やパートナーが放送中に随時紹介するまでに至っていない。その一方で、「新概念提唱型投稿コーナー」や「LIVE & DIRECT」に関連しないリスナーからのメッセージを生放送で紹介できる時間帯は『アトロク』時代より短く、90分枠時代にはオープニングパート内と22時台の終盤（23時の時報までの数分間）に事実上限られていた。木曜日の本番後に収録している「放課後ポッドキャスト」では、このような事情を踏まえて、曜日を問わず放送中に紹介できなかったメッセージから一部を番組の中盤で取り上げている。『アトロク2』でも、115分枠の生放送へ移行してからは、リスナーからのメッセージを23時台にも紹介。
2024年6月3日（月曜日）放送分からは、115分枠での放送を始めてからのタイムテーブル（前述）の大枠を維持しながら、宇多丸曰く「TBSラジオでは平日最後の生放送番組に当たる『アトロク2』を、さらに聴きやすくするためのプチリニューアル」を試験的に実施。宇多丸とパートナーは、オープニングの挨拶に「本日も一日、お疲れ様です」という一言を入れているほか、「それでは、明日（木曜日のみ週末）も良いカルチャーを」というフレーズで生放送を締めくくっている。また、同じ曜日における次の放送で予定している企画を告知する時間帯を、エンディングパートから23時の時報直前に繰り上げ。月 - 水曜日には当日の「BEYOND THE CULTURE」の聴きどころ、木曜日には当日の「MOVIE WATCHMEN」における課題作品の概要を、宇多丸曰く「雑誌の見出し」のような趣向でオープニングパートの冒頭（タイトルコールの前）に紹介するようになった。6月の第2週以降は、当該週で放送を予定している「特集」（「BEYOND THE CULTURE」）／「週間映画時評ムービー・ウォッチメン」（「MOVIE WATCHMEN」）と「カルチャー・ワンショット」（「CULTURE ONE-SHOT」）／「LIVE & DIRECT」の概要をまとめた一覧表の画像を、「今週のお品書き」と称して毎週月曜日の本番前にinstagram上の番組公式アカウントで公開している。
2024年の11月には、宇多丸曰く「生放送でのリスナーをさらに増やすべく、新しい企画の『トライ・アンド・エラー』に臨みたい」との理由で、第3週（18 - 21日放送分）を「アトロクチャレンジウィーク」に設定。21日（木曜日）以外の3日間は、「CULTURE ONE-SHOT～THE FREE～」（カルチャーに関する直近のトピックスから注目度がとりわけ高い話題などを通常の「CULTURE ONE-SHOT」より「自由」に取り上げるゾーン）を「CULTURE ONE-SHOT」の時間帯に設定したほか、「アトロク 秋のプレゼン・ウォーズ!」（11月6日＝水曜日の「BEYOND THE CULTURE」内で実施）で番組スタッフから寄せられていた投稿企画案の一部を「新概念提唱型投稿コーナー」で試験的に採用している。さらに、当日の「BEYOND THE CULTURE」内の特集にまつわるプレゼント付きのリスナー向けキーワードクイズを、メールでの応募を条件に23時台の冒頭で出題。正解を記したメールの送信者から、（「番組公式メールアドレスでの受信の早さ」という意味での）先着順で若干名にプレゼントを贈ることになった。このような事情から、「チャレンジウィーク」の期間中には、当日の企画のラインアップをオープニングパートでまとめて紹介。20日までのエンディングパートでは、クイズの正解とプレゼント対象者のラジオネームを宇多丸から発表する関係で、「OKくれ!」を休止している。

## 番組グッズ
メールなどで投稿したメッセージが放送中に紹介されたリスナーには、一部の企画を除いて、『アフター6ジャンクション』時代から番組特製のステッカーを全員に郵送している。『アフター6ジャンクション2』への移行を機に、前述した「メインビジュアル」を組み込んだステッカーへ一新していて、初回（2023年10月2日）の放送中にメッセージや投稿ネタが紹介されたリスナーからこのステッカーをプレゼント。「メインビジュアル」は宇内のレギュラーパートナー卒業を受け2025年1月1日から変更されており、同日放送分以降にメールが採用されたリスナーにはそれを元にした新ステッカー（『アフター6ジャンクション2』における2代目）がプレゼントされている。

### 『アフター6ジャンクション』
2018年8月17日に「下北沢ケージ」（京王井の頭線下北沢駅付近の高架線下に2016年8月19日から2019年9月30日までの期間限定で開設されていたイベントスペース）で開催の番組イベント『アフター6ジャンクション特別編・徹夜で夏期講習 in下北沢』からは、番組グッズの販売も開始。このイベントでは、ロゴTシャツ、ロングレングスTシャツ、サコッシュ、フェイスタオルを会場（下北沢ケージ）で販売したほか、通信販売サイトの「Collective Store」でも期間限定・受注生産を条件に上記グッズの注文を受け付けていた。
「Adam by GMO」（GMOアダム株式会社）とのコラボレーションによる期間限定企画として、2022年4月から7月まで毎月第3水曜日の「CULTURE TALK」枠で放送されていた「NFTカルチャー・トーク」（デジタルアートの世界に詳しい株式会社メディバンの谷川智紀がNFTやNFTアートを4回にわたって解説するシリーズ企画）では、「ラジオ（番組グッズ）のNFT化」というプロジェクトを放送期間の途中から始動。リスナーからもプロジェクトへのリクエストを募った結果、リスナーが厳選した「アトロクならではのフレーズ」を基に「デジタル・ボイス・ステッカー」（NFTアートによる番組グッズ）を制作することが決まった。
実際には、「NFTカルチャートーク」最終回（2022年7月20日）の放送中に、「アトロクならではのフレーズ」の音源を宇多丸とパートナーの山本（当日休演していた日比の代理）による声で収録。この音源から完成させた「デジタル・ボイス・ステッカー」の配布（無料配信）を、収録から2週間後（8月3日）に、水曜分の生放送と並行しながら「Adam by GMO」（NFTを活用したデジタルコンテンツの流通・決済サイト）で18:00から実施した。このサイトへのアカウント登録を済ませたリスナーから先着順に300人（1人につき1回）限定で配布を始めたところ、放送中の19時台に上限（300人）へ達したため、その時点で配布を終了している。
TBSラジオと一部のネット局における放送が6年目を迎えた2023年には、「ロク（6）周年プロジェクト」の第1弾として、「SUZURI by GMOペバボ」（オリジナルグッズの作成・販売サービスを提供しているサイト）からのサポートによる「6周年記念グッズ」（受注生産品）の製作プロジェクトを4月の第2週から始動。6月5日（月曜日）からは、「SUZURI」内に設けた「アトロク・SUZURIストア」（記念グッズの全品と通常の番組ロゴ入りグッズの一部だけを扱うページ）限定でグッズの注文を順次受け付けている。
グッズの製作に際しては、「6周年記念ロゴ」のデザインをグラフィックデザイナーの大島依提亜（おおしま・いであ）に依頼する一方で、曜日パートナー全員やリスナーからの提案を可能な限り反映。「6周年記念ロゴ」付きのグッズ（Tシャツ、キャップ、スウェット、パーカー、ステッカーなど）は2023年6月第1週（5日）から、以下に記すパートナー別のグッズについては、同月の第4週（26 - 30日）で本来の担当日の放送中（18:00）から2024年3月まで注文を受け付けていた。
熊崎風斗（月曜日）：「『感謝です!』ドッグTシャツ」（6月26日から注文を受付）
宇垣美里（火曜日）：「『烈』バケットハット」（色違いの2種類のハットで6月27日から注文を受付）
日比麻音子（水曜日）：「『バキ酔い』ロンググラス」「『明朝体バキ酔い』グラス」（いずれも6月28日から注文を受付）
宇内梨沙（木曜日）：「『スタンド・バイ・ミーミーちゃん』ブランケット」（6月29日から注文を受付）
山本匠晃（金曜日）：「『んなわケッ（NNNAWAKE）!』サンダル」（6月30日から注文を受付）
グッズ名の『　』は、提案したパートナーが当番組の放送中に発したフレーズやエピソードに由来。「『明朝体バキ酔い』グラス」と「『んなわケッ!』サンダル」以外のグッズでは、サクライユウスケがデザインを手掛けている。

### 『アトロクプレゼンツ　高校演劇ZINE』シリーズ
「CULTURE TALK」や「BEYOND THE CULTURE」の水曜分では、パートナーの日比が横浜雙葉学園中等部・高等部の在学中に校内の演劇部で活動（主に脚本の執筆を担当）していたことを背景に、高校演劇に焦点を当てた特集を2019年から年に数回編成。高校演劇の経験者で、卒業後も演劇に携わる女性をゲストに随時招いている。また、日本の全47都道府県の持ち回り方式で年に1回（主に高校生の夏季休暇期間中に）開かれている全国高等学校総合文化祭（全国総文祭）閉幕直後の高校演劇特集には、高校演劇の経験者である澤田大樹（TBSラジオの国会担当記者）が演劇部門（全国高等学校演劇大会）の「総括」（関係者へのインタビュー音源を交えた鑑賞リポート）を目的に出演。この特集では、当該年の演劇部門に参加していた高校の名称と、上演された作品のタイトルを日比が全て紹介している。
その一方で、「BEYOND THE CULTURE」では2018年から、ZINE（個人や小規模なグループが非営利で制作する出版物）に関する特集を（水曜以外の曜日も含めて）数回放送してきた。以上の背景から、当番組では2020年2月の『RADIO EXPO ～TBSラジオ万博2020～』開催（詳細後述）に際して、日比が高校演劇での思い出などを語ったインタビュー記事などを所収した『アトロクプレゼンツ　高校演劇ZINE』を「Vol.1」（第1号）として製作。会場（パシフィコ横浜）内のブース限定で発売を始めたところ、短時間で完売に至った。この事態を受けて、2021年11月には第1号を増刷。さらに、日比と中田夢花（徳島市立高等学校演劇部の出身で現役の大学生・脚本家）による対談記事などを収めた「Vol.2」（第2号）を製作したうえで、第1号（増刷分）との併売を「TBS SHOPPING」（TBSグループの通信販売サイト）と東京都内2ヶ所の「TBSストア」限定で同月22日から開始した。第1号については、TBSラジオの第6スタジオで撮影された日比の写真を表紙に用いていて、2022年9月の時点で「ZINEとしては異例」とされる3刷にまで達している。
2023年には、日比と鬼頭すみれ（慶應義塾大学内の演劇サークル「創像工房 in front of.」で活動している現役大学生）による対談記事や、TBSへの入社前（立命館大学への在学中）まで演劇に携わっていた長峰由紀（60歳の定年を前に2023年3月で退職）へのインタビュー記事などで構成した「Vol.3」（第3号）を制作。全国総文祭演劇部門の開催中（7月30日 - 8月1日）には、TBSラジオが全国総文祭への協賛をこの年（鹿児島県）の開催分から始めたことを背景に、第3号の先行発売と第1号・第2号の併売を会場（鹿児島市の川商ホール）内のロビーで実施していた。もっとも、第3号については後に乱丁が判明したため、一般向けの発売を『アフター6ジャンクション2』の開始後（2023年10月27日）にまで遅らせている。
2024年には、日比と尾崎亜子（福岡県立戸畑高等学校の演劇部員）による対談記事などで構成した「Vol.4」を製作。澤田によれば「過去の発売号から表紙や内容の趣向を若干変えた」とのことで、この年の全国総文祭演劇部門（7月31日 - 8月2日）の会場（岐阜県羽島市の不二羽島文化センター）などでの先行発売を経て、9月2日から「TBSストア」とTBSショッピングで一般向けに販売している。

## 『アフター6ジャンクション2』 リスナー向けの期間限定クイズ企画
『アフター6ジャンクション2』開始の3週目（2023年10月16日 - 19日）には、リスナー向けのプレゼントを兼ねた「分割早押しクイズ」（出題文を4つのパートに分割したうえで1日につき1つのパートだけ読み上げる方式のクイズ企画）を放送中に実施した。このクイズでは、解答を番組の公式メールアドレスで受け付けたうえで、正解が記されたメールが番組の公式メールアドレスへ届くタイミングが最も早い順に10名のリスナーへ「ムルグアールーマサラ」（RHYMESTERの監修によるレトルトカレー）をプレゼント。「ムルグアールーマサラ」自体は番組グッズに該当しないものの、このような企画を実施することは、『アフター6ジャンクション』時代を含めても初めてである。
上記の期間には、ビデオリサーチがTBSラジオの放送対象地域（関東広域圏）で2023年10月分の聴取率調査を実施。これに対して、TBSラジオは『アフター6ジャンクション』の放送1年目（2018年12月分の調査）から、関東広域圏での調査期間に合わせた「スペシャルウィーク」の設定を取り止めている（当該項で詳述）。同局ではこの方針を『アフター6ジャンクション2』の開始後最初の聴取率調査（2023年10月第3週）でも維持していて、宇多丸も『アフター6ジャンクション』シリーズとしてのスタンスを「『スペシャルウィーク』という概念は存在しない。むしろ、『毎日がスペシャル』（という意識で放送している）」と表現。もっとも、『アフター6ジャンクション2』としての再スタートが調査の直前であったことなどから、宇多丸曰く「（放送枠の）お引っ越しの御挨拶を兼ねたスペシャルウィーク的な企画」に踏み切ったという。
2024年度（2024年4月）からは、「分割早押しクイズ」を発展させた「1週間クイズ」を、関東広域圏で偶数月に1週間設定されている聴取率調査期間ごとに出題している。「1週間クイズ」では、正解が記されたメールが番組の公式メールアドレスへ早く届いた順に、以下のプレゼントを若干名のリスナーへ贈呈。クイズへの回答メールについては、原則として1名のリスナー（発信元のメールアドレス）につき1通しか受け付けておらず、回答に至った「ロジック」（論理）をメールへ付記すること（回答だけを記したメールを先に送信した場合には「ロジックを説明したメール」を別途送信すること）をリスナーへ求めている。
「1週間クイズ」については、オカモト"MOBY"タクヤ（Scoobie Doのドラマー兼マネジャー）が、「クイズ作家」という立場で出題に関与している。その一方で、2024年10月の実施分から、応募の条件を厳格化。「ロジック」が説明されていないメールについては、正解が記されていても、番組のメールアドレスに最も早く届いていても全て「無効」とみなされるようになった。
2024年4月第3週
前々週（4月第1週）に宇多丸がパリへ滞在していたことから、 正解が記されたメールが番組の公式メールアドレスへ最も早く届いたリスナーに「パリでの土産物」をプレゼント。
2024年6月第3週（「ウルトラ1週間クイズ」と称して実施）
正解が記されたメールが番組の公式メールアドレスへ届くタイミングが最も早かったリスナー（1位）から、5番目に早かったリスナー（5位）までの5名を対象にプレゼントを贈呈。以下の事情から、回答メールの送信に際しては、回答者の顔が写った画像の添付を求めていた。
1位：宇多丸とレギュラーパートナー全員のサインが入った『アトロク2』のステッカー1枚、「まごごろ色紙」（メールに添付された回答者の画像を基に宇多丸が描く似顔絵の色紙）、「ドロッセルマイヤーさんの空論道」（ドロッセルマイヤーのボードゲーム）を「まごころセット」と称してプレゼント。実際には、第2日（6月11日＝火曜日）の放送中に「1位」のリスナーが確定している。
2位：番組側で選んだ『虎に翼』の公式グッズと、「ドロッセルマイヤーさんの空論道」をセットでプレゼント。
3 - 5位：「ドロッセルマイヤーさんの空論道」をプレゼント。
2024年8月第4週（「ウルトラ1週間クイズ」と称して実施）
前述した2024年6月第3週の実施要項を踏襲しつつ、8月の第1週末までパリオリンピックが開催されていたことにちなんで、1 - 5位のリスナーには番組スタッフの手製によるメダルを順位に応じてプレゼント。
1位（まごごろセット）：「まごごろ色紙」、宇多丸とレギュラーパートナー全員のサインが入った『アトロク2』のステッカー1枚、スタッフの手製による「金メダル」をプレゼント。
2位（銀メダルセット）：築地銀だこが期間・数量限定で販売している「夏の回数券」1セットと、スタッフの手製による「銀メダル」をプレゼント。
3位（銅メダルセット）：「ドロッセルマイヤーさんの空論道」と、スタッフの手製による「銅メダル」をプレゼント。
4 - 5位：スタッフの手製による「メダル」をプレゼント。
2024年10月第4週（「ウルトラ1週間クイズ」と称して実施）
正解が記されたメールが番組の公式メールアドレスへ届くタイミングが最も早かったリスナー（1位）から、5番目に早かったリスナー（5位）までの5名を対象にプレゼントを贈呈。回答メールの送信に際しては、回答に至った「ロジック」を必ず付記することや、回答者の顔が写った画像を添付することを求めていた。
1位（まごごろセット）：「まごごろ色紙」、宇多丸とレギュラーパートナー全員のサインが入った『アトロク2』のステッカー1枚、宇垣が薦める高級チョコレートをプレゼント。
2位：井崎英典（コーヒー関連の特集を「BEYOND THE CULTURE」や「CULTURE ONE-SHOT」で組む場合に出演しているバリスタ・コーヒーエヴァンジェリスト）の監修による「HIDE IZAKI」ブランドのコーヒーパック（18杯分）と、ソフトバンククリエイティブから2023年に刊行された本人の著書『世界のビジネスエリートは知っている 教養としてのコーヒー』をセットでプレゼント。
3位：パリッコとスズキナオの監修による2,000円分の「おつまみセット」をプレゼント。
4 - 5位：レギュラー陣とスタッフが選んだ菓子と飲料のセットをプレゼント。
前述したように、2024年11月第3週の「アトロクチャレンジウイーク」では、「キーワードクイズ」を「1週間クイズ」と同じ要領で18日（月曜日） - 20日（水曜日）の放送中（23時台）に実施している。「キーワードクイズ」は「1週間クイズ」と違って、日替わり方式で出題した後に、「キーワード」（正解）とプレゼントの対象者を出題日のエンディングで発表。直近（22時台）の「BEYOND THE CULTURE」における出演者の発言・解説内容から「キーワード」を定めている関係で、リスナーからの解答メールの送信には回答に至った「ロジック」の説明まで求めておらず、プレゼントの内容や対象者の総数も放送日ごとに異なっていた。ちなみに宇多丸は、「アトロクチャレンジウイーク」や「キーワードクイズ」の実施に際して、「『アトロク2』では（TBSラジオが2018年から重視している）『radiko』での数字（アクセスデータ）が上々なので、『チャレンジウイーク』をきっかけに、（radikoやYouTubeでの）リスナーが従来にも増して（『アトロク2』の全編を）ラジオの生放送で聴取するようになって欲しい」と述べている。

## ネット局・放送時間
『アトロク』『アトロク2』の放送期間中にネット局で放送されている時期には、TBSラジオが制作した遅れネット扱いの特別番組や、ネット局独自の特別番組を当番組の同時ネット枠で放送する場合、当番組のネットを短縮するか（『アトロク』時代のみ）、ネットを臨時に返上。『ラジオ・チャリティー・ミュージックソン』に参加する局は、12月24日が当番組の放送曜日と重なる場合に臨時にネット返上を実施（2021年まで）。

### 『アフター6ジャンクション』
TBS以外のネット局については、同時ネットの曜日が多い局を優先したうえで、同時ネットの時間帯が長い順→ネットする曜日が早い（月曜をネットする局を優先）順→放送開始時間が早い順に記載。年度上半期にTBS以外のネット局では原則月・火曜日のみネットしていたため、期間はそれに準じて記載。年度下半期に放送していたJRN/NRNクロスネット局では、プロ野球日本シリーズで平日（基本として火 - 木曜日）開催分のナイトゲーム（18:00か18:30に開始）を中継する場合に、当番組のネットを臨時に返上していた。
年度上半期（4 ｰ 9月）は、TBSラジオが裏送り・技術協力を除くNPB（日本プロ野球）公式戦中継の制作業務から撤退したことに合わせて、NPB加盟球団の本拠地が放送対象地域内に存在しないJRN系列局が当番組の同時ネットへ移行することが相次いでいる。
『アフター6ジャンクション』を同時ネットで放送した実績のないJRN系列局は、朝日放送ラジオ・MBSラジオ（放送対象地域はいずれも近畿広域圏）・中国放送（広島県）・南海放送（愛媛県）・RKB毎日放送（福岡県）・長崎放送（長崎県）・NBCラジオ佐賀（佐賀県）・大分放送（大分県）・熊本放送（熊本県）・琉球放送（沖縄県）で、太字で表記した局の放送対象地域内にはNPB加盟球団の本拠地が存在。また、大分放送と琉球放送以外のラジオ局では、『ウィークエンド・シャッフル』も放送していなかった。ただし、MBSラジオは毎日放送（ラジオ・テレビの兼営体制）時代の2019年に、期間限定で火・水曜日に放送されていたスポンサー付き企画の一部を収録した音源を、当番組での放送日から数日後（日曜日の深夜＝月曜日の未明）に単独番組扱いで流していた。
このような未放送エリアに加えて、地元の系列局が当番組のネットを終了（または中断）している場合や、ネット中の地元系列局が一部の曜日しか放送していない場合でも、「radiko.jpプレミアム」（有料会員制）のエリアフリー聴取サービスを活用すれば、TBSラジオやネット局で放送中の音声をほぼリアルタイムで聴取できる。

#### 共通
| 放送対象地域 | 放送局    | 放送時間                | 備考                                                              |
| ------------ | --------- | ----------------------- | ----------------------------------------------------------------- |
| 関東広域圏   | TBSラジオ | 月 - 金曜 18:00 - 21:00 | 制作局 2019年12月31日 - 2020年3月27日は火 - 金曜のみ17:50から放送 |

#### 2018年度
上半期（2018年4月2日 - 9月25日）
局名を太字で記したネット局は、『ウィークエンド・シャッフル』終了時点での同時ネット局。
| 放送対象地域   | 放送局             | 放送時間                              | 備考                                                                                  |
| -------------- | ------------------ | ------------------------------------- | ------------------------------------------------------------------------------------- |
| 山形県         | 山形放送（YBC）    | 月・火曜 18:30 - 21:00                | JRN/NRNクロスネット局 プロ野球シーズンの水 - 金曜日には 当該時間帯でNRNナイターを放送 |
| 富山県         | 北日本放送（KNB）  | 月・火曜 18:30 - 21:00                | JRN/NRNクロスネット局 プロ野球シーズンの水 - 金曜日には 当該時間帯でNRNナイターを放送 |
| 鳥取県・島根県 | 山陰放送（BSS）    | 月・火曜 18:30 - 21:00                | JRN/NRNクロスネット局 プロ野球シーズンの水 - 金曜日には 当該時間帯でNRNナイターを放送 |
| 長野県         | 信越放送（SBC）    | 月曜 19:00 - 20:00 火曜 18:30 - 21:00 | JRN/NRNクロスネット局 プロ野球シーズンの水 - 金曜日には 当該時間帯でNRNナイターを放送 |
| 石川県         | 北陸放送（MRO）    | 月・火曜 19:00 - 20:00                | JRN/NRNクロスネット局 プロ野球シーズンの水 - 金曜日には 当該時間帯でNRNナイターを放送 |
| 青森県         | 青森放送（RAB）    | 火曜 18:30 - 21:00                    | JRN/NRNクロスネット局 プロ野球シーズンの水 - 金曜日には 当該時間帯でNRNナイターを放送 |
| 岩手県         | IBC岩手放送（IBC） | 火曜 18:30 - 21:00                    | JRN/NRNクロスネット局 プロ野球シーズンの水 - 金曜日には 当該時間帯でNRNナイターを放送 |
| 秋田県         | 秋田放送（ABS）    | 火曜 18:30 - 21:00                    | JRN/NRNクロスネット局 プロ野球シーズンの水 - 金曜日には 当該時間帯でNRNナイターを放送 |
| 新潟県         | 新潟放送（BSN）    | 火曜 18:30 - 21:00                    | JRN/NRNクロスネット局 プロ野球シーズンの水 - 金曜日には 当該時間帯でNRNナイターを放送 |
| 和歌山県       | 和歌山放送（WBS）  | 火曜 18:30 - 21:00                    | JRN/NRNクロスネット局 プロ野球シーズンの水 - 金曜日には 当該時間帯でNRNナイターを放送 |
| 岡山県         | 山陽放送（RSK）    | 火曜 18:30 - 21:00                    | JRN/NRNクロスネット局 プロ野球シーズンの水 - 金曜日には 当該時間帯でNRNナイターを放送 |
| 福島県         | ラジオ福島（rfc）  | 火曜 19:00 - 21:00                    | JRN/NRNクロスネット局 プロ野球シーズンの水 - 金曜日には 当該時間帯でNRNナイターを放送 |
| 福井県         | 福井放送（FBC）    | 火曜 19:00 - 21:00                    | JRN/NRNクロスネット局 プロ野球シーズンの水 - 金曜日には 当該時間帯でNRNナイターを放送 |
| 徳島県         | 四国放送（JRT）    | 火曜 19:00 - 21:00                    | JRN/NRNクロスネット局 プロ野球シーズンの水 - 金曜日には 当該時間帯でNRNナイターを放送 |
| 高知県         | 高知放送（RKC）    | 火曜 19:00 - 21:00                    | JRN/NRNクロスネット局 プロ野球シーズンの水 - 金曜日には 当該時間帯でNRNナイターを放送 |
| 宮崎県         | 宮崎放送（MRT）    | 火曜 19:00 - 21:00                    | JRN/NRNクロスネット局 プロ野球シーズンの水 - 金曜日には 当該時間帯でNRNナイターを放送 |

下半期（2018年10月1日 - 2019年3月29日）
局名を太字で記したネット局は、新規ネット局。
| 放送対象地域   | 放送局            | 放送時間                                   | 備考                  |
| -------------- | ----------------- | ------------------------------------------ | --------------------- |
| 鳥取県・島根県 | 山陰放送（BSS）   | 月 - 金曜 20:00 - 21:00                    | JRN/NRNクロスネット局 |
| 中京広域圏     | CBCラジオ         | 火 - 金曜 19:00 - 21:00                    | JRNシングルネット局   |
| 福島県         | ラジオ福島（rfc） | 火曜 19:00 - 21:00 水 - 金曜 20:00 - 21:00 | JRN/NRNクロスネット局 |
| 宮崎県         | 宮崎放送（MRT）   | 火曜 19:00 - 21:00 水 - 金曜 20:00 - 21:00 | JRN/NRNクロスネット局 |
| 石川県         | 北陸放送（MRO）   | 月 - 木曜 19:00 - 20:00                    | JRN/NRNクロスネット局 |
| 兵庫県         | ラジオ関西（CRK） | 火 - 金曜 18:00 - 19:00                    | 独立局                |
| 青森県         | 青森放送（RAB）   | 火 - 金曜 20:00 - 21:00                    | JRN/NRNクロスネット局 |
| 岩手県         | IBC岩手放送       | 火 - 金曜 20:00 - 21:00                    | JRN/NRNクロスネット局 |
| 秋田県         | 秋田放送（ABS）   | 火 - 金曜 20:00 - 21:00                    | JRN/NRNクロスネット局 |
| 宮城県         | 東北放送（TBC）   | 火 - 金曜 20:00 - 21:00                    | JRN/NRNクロスネット局 |
| 長野県         | 信越放送（SBC）   | 火 - 金曜 20:00 - 21:00                    | JRN/NRNクロスネット局 |
| 静岡県         | 静岡放送（SBS）   | 火 - 金曜 20:00 - 21:00                    | JRN/NRNクロスネット局 |
| 福井県         | 福井放送（FBC）   | 火 - 金曜 20:00 - 21:00                    | JRN/NRNクロスネット局 |
| 岡山県         | 山陽放送（RSK）   | 火 - 金曜 20:00 - 21:00                    | JRN/NRNクロスネット局 |
| 山口県         | 山口放送（KRY）   | 火 - 金曜 20:00 - 21:00                    | JRN/NRNクロスネット局 |
| 高知県         | 高知放送（RKC）   | 火 - 金曜 20:00 - 21:00                    | JRN/NRNクロスネット局 |
| 鹿児島県       | 南日本放送（MBC） | 火 - 金曜 20:00 - 21:00                    | JRN/NRNクロスネット局 |
| 山梨県         | 山梨放送（YBS）   | 水 - 金曜 20:00 - 21:00                    | JRN/NRNクロスネット局 |
| 新潟県         | 新潟放送（BSN）   | 火曜 19:00 - 21:00                         | JRN/NRNクロスネット局 |
| 和歌山県       | 和歌山放送（wbs） | 火曜 19:00 - 21:00                         | JRN/NRNクロスネット局 |

#### 2019年度
上半期（2019年4月1日 - 9月24日）
局名の後に、〇が付いたネット局は新規ネット局、●が付いたネット局はネット再開局。
| 放送対象地域   | 放送局              | 放送時間                              | 備考                                                                                  |
| -------------- | ------------------- | ------------------------------------- | ------------------------------------------------------------------------------------- |
| 富山県         | 北日本放送（KNB）●  | 月・火曜 18:00 - 21:00                | JRN/NRNクロスネット局 プロ野球シーズンの水 - 金曜日には 当該時間帯でNRNナイターを放送 |
| 山形県         | 山形放送（YBC）●    | 月・火曜 18:30 - 21:00                | JRN/NRNクロスネット局 プロ野球シーズンの水 - 金曜日には 当該時間帯でNRNナイターを放送 |
| 福井県         | 福井放送（FBC）     | 月・火曜 18:30 - 21:00                | JRN/NRNクロスネット局 プロ野球シーズンの水 - 金曜日には 当該時間帯でNRNナイターを放送 |
| 鳥取県・島根県 | 山陰放送（BSS）     | 月・火曜 18:30 - 21:00                | JRN/NRNクロスネット局 プロ野球シーズンの水 - 金曜日には 当該時間帯でNRNナイターを放送 |
| 長野県         | 信越放送（SBC）     | 月曜 19:00 - 20:00 火曜 18:30 - 21:00 | JRN/NRNクロスネット局 プロ野球シーズンの水 - 金曜日には 当該時間帯でNRNナイターを放送 |
| 石川県         | 北陸放送（MRO）     | 月・火曜 19:00 - 20:00                | JRN/NRNクロスネット局 プロ野球シーズンの水 - 金曜日には 当該時間帯でNRNナイターを放送 |
| 青森県         | 青森放送（RAB）     | 火曜 18:30 - 21:00                    | JRN/NRNクロスネット局 プロ野球シーズンの水 - 金曜日には 当該時間帯でNRNナイターを放送 |
| 岩手県         | IBC岩手放送         | 火曜 18:30 - 21:00                    | JRN/NRNクロスネット局 プロ野球シーズンの水 - 金曜日には 当該時間帯でNRNナイターを放送 |
| 秋田県         | 秋田放送（ABS）     | 火曜 18:30 - 21:00                    | JRN/NRNクロスネット局 プロ野球シーズンの水 - 金曜日には 当該時間帯でNRNナイターを放送 |
| 新潟県         | 新潟放送（BSN）     | 火曜 18:30 - 21:00                    | JRN/NRNクロスネット局 プロ野球シーズンの水 - 金曜日には 当該時間帯でNRNナイターを放送 |
| 岡山県         | RSK山陽放送         | 月1回を除く火曜 18:30 - 21:00         | JRN/NRNクロスネット局 プロ野球シーズンの水 - 金曜日には 当該時間帯でNRNナイターを放送 |
| 福島県         | ラジオ福島（rfc）   | 火曜 19:00 - 21:00                    | JRN/NRNクロスネット局 プロ野球シーズンの水 - 金曜日には 当該時間帯でNRNナイターを放送 |
| 和歌山県       | 和歌山放送（wbs）   | 火曜 19:00 - 21:00                    | JRN/NRNクロスネット局 プロ野球シーズンの水 - 金曜日には 当該時間帯でNRNナイターを放送 |
| 徳島県         | 四国放送（JRT）●    | 火曜 19:00 - 21:00                    | JRN/NRNクロスネット局 プロ野球シーズンの水 - 金曜日には 当該時間帯でNRNナイターを放送 |
| 高知県         | 高知放送（RKC）     | 火曜 19:00 - 21:00                    | JRN/NRNクロスネット局 プロ野球シーズンの水 - 金曜日には 当該時間帯でNRNナイターを放送 |
| 宮崎県         | 宮崎放送（MRT）     | 火曜 19:00 - 21:00                    | JRN/NRNクロスネット局 プロ野球シーズンの水 - 金曜日には 当該時間帯でNRNナイターを放送 |
| 香川県         | 西日本放送（RNC）〇 | 火曜 20:00 - 21:00                    | JRN/NRNクロスネット局 プロ野球シーズンの水 - 金曜日には 当該時間帯でNRNナイターを放送 |

下半期（2019年9月30日 - 2020年3月27日）
局名の後に●が付いたネット局はネット再開局。
| 放送対象地域   | 放送局             | 放送時間                                       | 備考                  |
| -------------- | ------------------ | ---------------------------------------------- | --------------------- |
| 宮崎県         | 宮崎放送（MRT）    | 月・火曜 19:00 - 21:00 水 - 金曜 20:00 - 21:00 | JRN/NRNクロスネット局 |
| 山形県         | 山形放送（YBC）    | 月 - 金曜 20:00 - 21:00                        | JRN/NRNクロスネット局 |
| 福井県         | 福井放送（FBC）    | 月 - 金曜 20:00 - 21:00                        | JRN/NRNクロスネット局 |
| 石川県         | 北陸放送（MRO）    | 月 - 木曜 19:00 - 20:00                        | JRN/NRNクロスネット局 |
| 青森県         | 青森放送（RAB）    | 火 - 金曜 20:00 - 21:00                        | JRN/NRNクロスネット局 |
| 岩手県         | IBC岩手放送        | 火 - 金曜 20:00 - 21:00                        | JRN/NRNクロスネット局 |
| 秋田県         | 秋田放送（ABS）    | 火 - 金曜 20:00 - 21:00                        | JRN/NRNクロスネット局 |
| 宮城県         | 東北放送（TBC）●   | 火 - 金曜 20:00 - 21:00                        | JRN/NRNクロスネット局 |
| 福島県         | ラジオ福島（rfc）  | 火 - 金曜 20:00 - 21:00                        | JRN/NRNクロスネット局 |
| 長野県         | 信越放送（SBC）    | 火 - 金曜 20:00 - 21:00                        | JRN/NRNクロスネット局 |
| 岡山県         | RSK山陽放送        | 火 - 金曜 20:00 - 21:00                        | JRN/NRNクロスネット局 |
| 鳥取県・島根県 | 山陰放送（BSS）    | 火 - 金曜 20:00 - 21:00                        | JRN/NRNクロスネット局 |
| 山口県         | 山口放送（KRY）●   | 火 - 金曜 20:00 - 21:00                        | JRN/NRNクロスネット局 |
| 高知県         | 高知放送（RKC）    | 火 - 金曜 20:00 - 21:00                        | JRN/NRNクロスネット局 |
| 鹿児島県       | 南日本放送（MBC）● | 火 - 金曜 20:00 - 21:00                        | JRN/NRNクロスネット局 |
| 中京広域圏     | CBCラジオ●         | 火 - 木曜 19:00 - 21:00                        | JRNシングルネット局   |
| 山梨県         | 山梨放送（YBS）●   | 水 - 金曜 20:00 - 21:00                        | JRN/NRNクロスネット局 |
| 静岡県         | 静岡放送（SBS）●   | 水 - 金曜 20:00 - 21:00                        | JRN/NRNクロスネット局 |
| 新潟県         | 新潟放送（BSN）    | 火曜 19:00 - 21:00                             | JRN/NRNクロスネット局 |
| 和歌山県       | 和歌山放送（wbs）  | 火曜 19:00 - 21:00                             | JRN/NRNクロスネット局 |
| 香川県         | 西日本放送（RNC）  | 火曜 20:00 - 21:00                             | JRN/NRNクロスネット局 |

#### 2020年度
上半期（2020年3月30日 - 9月22日）
局名の後に●が付いたネット局はネット再開局。
| 放送対象地域   | 放送局             | 放送時間                              | 備考                                                                                  |
| -------------- | ------------------ | ------------------------------------- | ------------------------------------------------------------------------------------- |
| 富山県         | 北日本放送（KNB）● | 月・火曜 18:00 - 21:00                | JRN/NRNクロスネット局 プロ野球シーズンの水 - 金曜日には 当該時間帯でNRNナイターを放送 |
| 山形県         | 山形放送（YBC）    | 月・火曜 18:30 - 21:00                | JRN/NRNクロスネット局 プロ野球シーズンの水 - 金曜日には 当該時間帯でNRNナイターを放送 |
| 福井県         | 福井放送（FBC）    | 月・火曜 18:30 - 21:00                | JRN/NRNクロスネット局 プロ野球シーズンの水 - 金曜日には 当該時間帯でNRNナイターを放送 |
| 鳥取県・島根県 | 山陰放送（BSS）    | 月曜 18:30 - 20:00 火曜 18:30 - 21:00 | JRN/NRNクロスネット局 プロ野球シーズンの水 - 金曜日には 当該時間帯でNRNナイターを放送 |
| 宮崎県         | 宮崎放送（MRT）    | 月・火曜 19:00 - 21:00                | JRN/NRNクロスネット局 プロ野球シーズンの水 - 金曜日には 当該時間帯でNRNナイターを放送 |
| 石川県         | 北陸放送（MRO）    | 月・火曜 19:00 - 20:00                | JRN/NRNクロスネット局 プロ野球シーズンの水 - 金曜日には 当該時間帯でNRNナイターを放送 |
| 青森県         | 青森放送（RAB）    | 火曜 18:30 - 21:00                    | JRN/NRNクロスネット局 プロ野球シーズンの水 - 金曜日には 当該時間帯でNRNナイターを放送 |
| 秋田県         | 秋田放送（ABS）    | 火曜 18:30 - 21:00                    | JRN/NRNクロスネット局 プロ野球シーズンの水 - 金曜日には 当該時間帯でNRNナイターを放送 |
| 長野県         | 信越放送（SBC）    | 火曜 18:30 - 21:00                    | JRN/NRNクロスネット局 プロ野球シーズンの水 - 金曜日には 当該時間帯でNRNナイターを放送 |
| 岡山県         | RSK山陽放送        | 火曜 18:30 - 21:00                    | JRN/NRNクロスネット局 プロ野球シーズンの水 - 金曜日には 当該時間帯でNRNナイターを放送 |
| 静岡県         | 静岡放送（SBS）    | 月曜 19:00 - 21:00                    | JRN/NRNクロスネット局 プロ野球シーズンの水 - 金曜日には 当該時間帯でNRNナイターを放送 |
| 岩手県         | IBC岩手放送        | 火曜 19:00 - 21:00                    | JRN/NRNクロスネット局 プロ野球シーズンの水 - 金曜日には 当該時間帯でNRNナイターを放送 |
| 福島県         | ラジオ福島（rfc）  | 火曜 19:00 - 21:00                    | JRN/NRNクロスネット局 プロ野球シーズンの水 - 金曜日には 当該時間帯でNRNナイターを放送 |
| 新潟県         | 新潟放送（BSN）    | 火曜 19:00 - 21:00                    | JRN/NRNクロスネット局 プロ野球シーズンの水 - 金曜日には 当該時間帯でNRNナイターを放送 |
| 和歌山県       | 和歌山放送（wbs）  | 火曜 19:00 - 21:00                    | JRN/NRNクロスネット局 プロ野球シーズンの水 - 金曜日には 当該時間帯でNRNナイターを放送 |
| 徳島県         | 四国放送（JRT）●   | 火曜 19:00 - 21:00                    | JRN/NRNクロスネット局 プロ野球シーズンの水 - 金曜日には 当該時間帯でNRNナイターを放送 |
| 高知県         | 高知放送（RKC）    | 火曜 19:00 - 21:00                    | JRN/NRNクロスネット局 プロ野球シーズンの水 - 金曜日には 当該時間帯でNRNナイターを放送 |
| 香川県         | 西日本放送（RNC）  | 火曜 20:00 - 21:00                    | JRN/NRNクロスネット局 プロ野球シーズンの水 - 金曜日には 当該時間帯でNRNナイターを放送 |

備考
- この年初頭からの新型コロナウイルス感染拡大の影響でプロ野球レギュラーシーズンの開幕が延期されたことに伴って、3月31日（火曜日）から4月30日（木曜日）までは、北海道放送（HBC）も18:00 - 21:00（本来は『HBCファイターズナイター』として編成する火 - 金曜分のナイトゲーム中継基本放送枠）でのフルネットを実施した。なお、5月1日（金曜日）以降は自社制作番組を放送[65]。

下半期（2020年9月28日 - 2021年3月26日）
局名の後に●が付いたネット局はネット再開局。
| 放送対象地域   | 放送局             | 放送時間                                       | 備考                  |
| -------------- | ------------------ | ---------------------------------------------- | --------------------- |
| 長野県         | 信越放送（SBC）    | 月 - 木曜 19:00 - 21:00 金曜 20:00 - 21:00     | JRN/NRNクロスネット局 |
| 宮崎県         | 宮崎放送（MRT）    | 月・火曜 19:00 - 21:00 水 - 金曜 20:00 - 21:00 | JRN/NRNクロスネット局 |
| 福井県         | 福井放送（FBC）    | 月曜 19:00 - 21:00 火 - 金曜 20:00 - 21:00     | JRN/NRNクロスネット局 |
| 静岡県         | 静岡放送（SBS）    | 月曜 19:00 - 21:00 水 - 金曜 20:00 - 21:00     | JRN/NRNクロスネット局 |
| 石川県         | 北陸放送（MRO）    | 月 - 木曜 19:00 - 20:00                        | JRN/NRNクロスネット局 |
| 青森県         | 青森放送（RAB）    | 火 - 金曜 20:00 - 21:00                        | JRN/NRNクロスネット局 |
| 秋田県         | 秋田放送（ABS）    | 火 - 金曜 20:00 - 21:00                        | JRN/NRNクロスネット局 |
| 岩手県         | IBC岩手放送        | 火 - 金曜 20:00 - 21:00                        | JRN/NRNクロスネット局 |
| 福島県         | ラジオ福島（rfc）  | 火 - 金曜 20:00 - 21:00                        | JRN/NRNクロスネット局 |
| 鳥取県・島根県 | 山陰放送（BSS）    | 火 - 金曜 20:00 - 21:00                        | JRN/NRNクロスネット局 |
| 岡山県         | RSK山陽放送        | 火 - 金曜 20:00 - 21:00                        | JRN/NRNクロスネット局 |
| 山口県         | 山口放送（KRY）●   | 火 - 金曜 20:00 - 21:00                        | JRN/NRNクロスネット局 |
| 高知県         | 高知放送（RKC）    | 火 - 金曜 20:00 - 21:00                        | JRN/NRNクロスネット局 |
| 鹿児島県       | 南日本放送（MBC）● | 火 - 金曜 20:00 - 21:00                        | JRN/NRNクロスネット局 |
| 山梨県         | 山梨放送（YBS）●   | 水 - 金曜 20:00 - 21:00                        | JRN/NRNクロスネット局 |
| 富山県         | 北日本放送（KNB）  | 月・火曜 19:00 - 21:00                         | JRN/NRNクロスネット局 |
| 山形県         | 山形放送（YBC）    | 月曜 19:00 - 21:00                             | JRN/NRNクロスネット局 |
| 新潟県         | 新潟放送（BSN）    | 火曜 19:00 - 21:00                             | JRN/NRNクロスネット局 |
| 和歌山県       | 和歌山放送（wbs）  | 火曜 19:00 - 21:00                             | JRN/NRNクロスネット局 |
| 香川県         | 西日本放送（RNC）  | 火曜 20:00 - 21:00                             | JRN/NRNクロスネット局 |

備考
- 例年下半期限定でネットを実施していた東北放送・CBCラジオは、新型コロナウイルス感染拡大の影響でプロ野球のレギュラーシーズンが11月上旬まで組まれていることに伴って、地元球団（東北放送は東北楽天ゴールデンイーグルス・CBCラジオは中日ドラゴンズ）のカードを中心にナイトゲーム中継をシーズン終了まで放送。シーズン終了後も当番組を放送せず、東北放送は自主編成[68]、CBCラジオは自社制作のワイド番組を編成した[69]。

#### 2021年度
上半期（2021年3月29日 - 9月21日）
局名の後に●が付いたネット局はネット再開局。
| 放送対象地域   | 放送局            | 放送時間                              | 備考                                                                                  |
| -------------- | ----------------- | ------------------------------------- | ------------------------------------------------------------------------------------- |
| 富山県         | 北日本放送（KNB） | 月・火曜 18:00 - 21:00                | JRN/NRNクロスネット局 プロ野球シーズンの水 - 金曜日には 当該時間帯でNRNナイターを放送 |
| 山形県         | 山形放送（YBC）   | 月・火曜 18:30 - 21:00                | JRN/NRNクロスネット局 プロ野球シーズンの水 - 金曜日には 当該時間帯でNRNナイターを放送 |
| 福井県         | 福井放送（FBC）   | 月・火曜 18:30 - 21:00                | JRN/NRNクロスネット局 プロ野球シーズンの水 - 金曜日には 当該時間帯でNRNナイターを放送 |
| 鳥取県・島根県 | 山陰放送（BSS）   | 月曜 18:30 - 20:00 火曜 18:30 - 21:00 | JRN/NRNクロスネット局 プロ野球シーズンの水 - 金曜日には 当該時間帯でNRNナイターを放送 |
| 長野県         | 信越放送（SBC）   | 月・火曜 19:00 - 21:00                | JRN/NRNクロスネット局 プロ野球シーズンの水 - 金曜日には 当該時間帯でNRNナイターを放送 |
| 宮崎県         | 宮崎放送（MRT）   | 月・火曜 19:00 - 21:00                | JRN/NRNクロスネット局 プロ野球シーズンの水 - 金曜日には 当該時間帯でNRNナイターを放送 |
| 石川県         | 北陸放送（MRO）   | 月・火曜 19:00 - 20:00                | JRN/NRNクロスネット局 プロ野球シーズンの水 - 金曜日には 当該時間帯でNRNナイターを放送 |
| 青森県         | 青森放送（RAB）   | 火曜 18:30 - 21:00                    | JRN/NRNクロスネット局 プロ野球シーズンの水 - 金曜日には 当該時間帯でNRNナイターを放送 |
| 秋田県         | 秋田放送（ABS）   | 火曜 18:30 - 21:00                    | JRN/NRNクロスネット局 プロ野球シーズンの水 - 金曜日には 当該時間帯でNRNナイターを放送 |
| 岡山県         | RSK山陽放送       | 火曜 18:30 - 21:00                    | JRN/NRNクロスネット局 プロ野球シーズンの水 - 金曜日には 当該時間帯でNRNナイターを放送 |
| 岩手県         | IBC岩手放送       | 火曜 19:00 - 21:00                    | JRN/NRNクロスネット局 プロ野球シーズンの水 - 金曜日には 当該時間帯でNRNナイターを放送 |
| 福島県         | ラジオ福島（rfc） | 火曜 19:00 - 21:00                    | JRN/NRNクロスネット局 プロ野球シーズンの水 - 金曜日には 当該時間帯でNRNナイターを放送 |
| 新潟県         | 新潟放送（BSN）   | 火曜 19:00 - 21:00                    | JRN/NRNクロスネット局 プロ野球シーズンの水 - 金曜日には 当該時間帯でNRNナイターを放送 |
| 和歌山県       | 和歌山放送（wbs） | 火曜 19:00 - 21:00                    | JRN/NRNクロスネット局 プロ野球シーズンの水 - 金曜日には 当該時間帯でNRNナイターを放送 |
| 徳島県         | 四国放送（JRT）●  | 火曜 19:00 - 21:00                    | JRN/NRNクロスネット局 プロ野球シーズンの水 - 金曜日には 当該時間帯でNRNナイターを放送 |
| 高知県         | 高知放送（RKC）   | 火曜 19:00 - 21:00                    | JRN/NRNクロスネット局 プロ野球シーズンの水 - 金曜日には 当該時間帯でNRNナイターを放送 |
| 香川県         | 西日本放送（RNC） | 火曜 20:00 - 21:00                    | JRN/NRNクロスネット局 プロ野球シーズンの水 - 金曜日には 当該時間帯でNRNナイターを放送 |

下半期（2021年9月27日 - 2022年3月25日）
局名の後に●が付いたネット局はネット再開局。
| 放送対象地域   | 放送局             | 放送時間                                       | 備考                  |
| -------------- | ------------------ | ---------------------------------------------- | --------------------- |
| 宮崎県         | 宮崎放送（MRT）    | 月・火曜 19:00 - 21:00 水 - 金曜 20:00 - 21:00 | JRN/NRNクロスネット局 |
| 長野県         | 信越放送（SBC）    | 月曜 19:00 - 21:00 火 - 金曜 20:00 - 21:00     | JRN/NRNクロスネット局 |
| 福井県         | 福井放送（FBC）    | 月曜 19:00 - 21:00 火 - 金曜 20:00 - 21:00     | JRN/NRNクロスネット局 |
| 石川県         | 北陸放送（MRO）    | 月 - 木曜 19:00 - 20:00                        | JRN/NRNクロスネット局 |
| 青森県         | 青森放送（RAB）    | 火 - 金曜 20:00 - 21:00                        | JRN/NRNクロスネット局 |
| 秋田県         | 秋田放送（ABS）    | 火 - 金曜 20:00 - 21:00                        | JRN/NRNクロスネット局 |
| 岩手県         | IBC岩手放送        | 火 - 金曜 20:00 - 21:00                        | JRN/NRNクロスネット局 |
| 福島県         | ラジオ福島（rfc）  | 火 - 金曜 20:00 - 21:00                        | JRN/NRNクロスネット局 |
| 鳥取県・島根県 | 山陰放送（BSS）    | 火 - 金曜 20:00 - 21:00                        | JRN/NRNクロスネット局 |
| 岡山県         | RSK山陽放送        | 火 - 金曜 20:00 - 21:00                        | JRN/NRNクロスネット局 |
| 山口県         | 山口放送（KRY）●   | 火 - 金曜 20:00 - 21:00                        | JRN/NRNクロスネット局 |
| 高知県         | 高知放送（RKC）    | 火 - 金曜 20:00 - 21:00                        | JRN/NRNクロスネット局 |
| 鹿児島県       | 南日本放送（MBC）● | 火 - 金曜 20:00 - 21:00                        | JRN/NRNクロスネット局 |
| 山梨県         | 山梨放送（YBS）●   | 水 - 金曜 20:00 - 21:00                        | JRN/NRNクロスネット局 |
| 静岡県         | 静岡放送（SBS）●   | 水 - 金曜 20:00 - 21:00                        | JRN/NRNクロスネット局 |
| 富山県         | 北日本放送（KNB）  | 月・火曜 19:00 - 21:00                         | JRN/NRNクロスネット局 |
| 新潟県         | 新潟放送（BSN）    | 月曜 19:00 - 20:00 火曜 19:00 - 21:00          | JRN/NRNクロスネット局 |
| 山形県         | 山形放送（YBC）    | 月曜 19:00 - 21:00                             | JRN/NRNクロスネット局 |
| 和歌山県       | 和歌山放送（wbs）  | 火曜 19:00 - 21:00                             | JRN/NRNクロスネット局 |
| 香川県         | 西日本放送（RNC）  | 火曜 20:00 - 21:00                             | JRN/NRNクロスネット局 |

備考
- 2021年には、東京オリンピックの開催などに伴ってプロ野球（NPB）のレギュラーシーズンが11月1日まで、クライマックスシリーズと日本シリーズが同月中に組まれていた。このため、東北放送（TBC）とCBCラジオでは、NPBのナイトゲーム中継を地元球団（TBCは東北楽天ゴールデンイーグルス・CBCは中日ドラゴンズ）のカード主体で放送。11月下旬に開催の日本シリーズに両球団が出場しないことが確定したことを受けて、2019年度まで当番組のネットに充てていた時間帯で自社制作番組を編成している[71][72]。
- 新潟放送（BSN）では10月4日から月曜分の同時ネットを開始したが、この背景には、前週（9月27日）まで月曜日の19時台に放送していた自社制作番組がパーソナリティを務めていた同局アナウンサーの体調不良による活動休止で放送できなくなったことが存在する。なおこのアナウンサーは2023年4月に復帰しているが、『アトロク』の終了時点でも同番組は復活しておらず、BSNの公式サイトでは終了番組扱いとされている。

#### 2022年度
上半期（2022年3月28日 - 9月20日）
局名の後に●が付いたネット局はネット再開局。
| 放送対象地域   | 放送局            | 放送時間                              | 備考                                                                                  |
| -------------- | ----------------- | ------------------------------------- | ------------------------------------------------------------------------------------- |
| 富山県         | 北日本放送（KNB） | 月・火曜 18:00 - 21:00                | JRN/NRNクロスネット局 プロ野球シーズンの水 - 金曜日には 当該時間帯でNRNナイターを放送 |
| 山形県         | 山形放送（YBC）   | 月・火曜 18:30 - 21:00                | JRN/NRNクロスネット局 プロ野球シーズンの水 - 金曜日には 当該時間帯でNRNナイターを放送 |
| 福井県         | 福井放送（FBC）   | 月・火曜 18:30 - 21:00                | JRN/NRNクロスネット局 プロ野球シーズンの水 - 金曜日には 当該時間帯でNRNナイターを放送 |
| 鳥取県・島根県 | 山陰放送（BSS）   | 月曜 18:30 - 20:00 火曜 18:30 - 21:00 | JRN/NRNクロスネット局 プロ野球シーズンの水 - 金曜日には 当該時間帯でNRNナイターを放送 |
| 新潟県         | 新潟放送（BSN）   | 月・火曜 19:00 - 21:00                | JRN/NRNクロスネット局 プロ野球シーズンの水 - 金曜日には 当該時間帯でNRNナイターを放送 |
| 長野県         | 信越放送（SBC）   | 月・火曜 19:00 - 21:00                | JRN/NRNクロスネット局 プロ野球シーズンの水 - 金曜日には 当該時間帯でNRNナイターを放送 |
| 宮崎県         | 宮崎放送（MRT）   | 月・火曜 19:00 - 21:00                | JRN/NRNクロスネット局 プロ野球シーズンの水 - 金曜日には 当該時間帯でNRNナイターを放送 |
| 石川県         | 北陸放送（MRO）   | 月・火曜 19:00 - 20:00                | JRN/NRNクロスネット局 プロ野球シーズンの水 - 金曜日には 当該時間帯でNRNナイターを放送 |
| 青森県         | 青森放送（RAB）   | 火曜 18:30 - 21:00                    | JRN/NRNクロスネット局 プロ野球シーズンの水 - 金曜日には 当該時間帯でNRNナイターを放送 |
| 秋田県         | 秋田放送（ABS）   | 火曜 18:30 - 21:00                    | JRN/NRNクロスネット局 プロ野球シーズンの水 - 金曜日には 当該時間帯でNRNナイターを放送 |
| 岡山県         | RSK山陽放送       | 火曜 18:30 - 21:00                    | JRN/NRNクロスネット局 プロ野球シーズンの水 - 金曜日には 当該時間帯でNRNナイターを放送 |
| 岩手県         | IBC岩手放送       | 火曜 19:00 - 21:00                    | JRN/NRNクロスネット局 プロ野球シーズンの水 - 金曜日には 当該時間帯でNRNナイターを放送 |
| 福島県         | ラジオ福島（rfc） | 火曜 19:00 - 21:00                    | JRN/NRNクロスネット局 プロ野球シーズンの水 - 金曜日には 当該時間帯でNRNナイターを放送 |
| 和歌山県       | 和歌山放送（wbs） | 火曜 19:00 - 21:00                    | JRN/NRNクロスネット局 プロ野球シーズンの水 - 金曜日には 当該時間帯でNRNナイターを放送 |
| 徳島県         | 四国放送（JRT）●  | 火曜 19:00 - 21:00                    | JRN/NRNクロスネット局 プロ野球シーズンの水 - 金曜日には 当該時間帯でNRNナイターを放送 |
| 高知県         | 高知放送（RKC）   | 火曜 19:00 - 21:00                    | JRN/NRNクロスネット局 プロ野球シーズンの水 - 金曜日には 当該時間帯でNRNナイターを放送 |
| 香川県         | 西日本放送（RNC） | 火曜 20:00 - 21:00                    | JRN/NRNクロスネット局 プロ野球シーズンの水 - 金曜日には 当該時間帯でNRNナイターを放送 |

下半期（2022年9月26日 - 2023年3月31日）
局名の後に●が付いたネット局はネット再開局。
| 放送対象地域   | 放送局             | 放送時間                                       | 備考                  |
| -------------- | ------------------ | ---------------------------------------------- | --------------------- |
| 福井県         | 福井放送（FBC）    | 月・火曜 19:00 - 21:00 水 - 金曜 20:00 - 21:00 | JRN/NRNクロスネット局 |
| 宮崎県         | 宮崎放送（MRT）    | 月・火曜 19:00 - 21:00 水 - 金曜 20:00 - 21:00 | JRN/NRNクロスネット局 |
| 鳥取県・島根県 | 山陰放送（BSS）    | 月曜 19:00 - 20:00 火 - 金曜 20:00 - 21:00     | JRN/NRNクロスネット局 |
| 長野県         | 信越放送（SBC）    | 月 - 金曜 20:00 - 21:00                        | JRN/NRNクロスネット局 |
| 石川県         | 北陸放送（MRO）    | 月 - 水曜 19:00 - 20:00 木曜 19:00 - 21:00     | JRN/NRNクロスネット局 |
| 青森県         | 青森放送（RAB）    | 火 - 金曜 20:00 - 21:00                        | JRN/NRNクロスネット局 |
| 秋田県         | 秋田放送（ABS）    | 火 - 金曜 20:00 - 21:00                        | JRN/NRNクロスネット局 |
| 岩手県         | IBC岩手放送        | 火 - 金曜 20:00 - 21:00                        | JRN/NRNクロスネット局 |
| 福島県         | ラジオ福島（rfc）  | 火 - 金曜 20:00 - 21:00                        | JRN/NRNクロスネット局 |
| 岡山県         | RSK山陽放送        | 火 - 金曜 20:00 - 21:00                        | JRN/NRNクロスネット局 |
| 山口県         | 山口放送（KRY）●   | 火 - 金曜 20:00 - 21:00                        | JRN/NRNクロスネット局 |
| 高知県         | 高知放送（RKC）    | 火 - 金曜 20:00 - 21:00                        | JRN/NRNクロスネット局 |
| 鹿児島県       | 南日本放送（MBC）● | 火 - 金曜 20:00 - 21:00                        | JRN/NRNクロスネット局 |
| 山梨県         | 山梨放送（YBS）●   | 水 - 金曜 20:00 - 21:00                        | JRN/NRNクロスネット局 |
| 静岡県         | 静岡放送（SBS）●   | 水 - 金曜 20:00 - 21:00                        | JRN/NRNクロスネット局 |
| 山形県         | 山形放送（YBC）    | 月・火曜 19:00 - 21:00                         | JRN/NRNクロスネット局 |
| 新潟県         | 新潟放送（BSN）    | 月・火曜 19:00 - 21:00                         | JRN/NRNクロスネット局 |
| 富山県         | 北日本放送（KNB）  | 月・火曜 19:00 - 21:00                         | JRN/NRNクロスネット局 |
| 中京広域圏     | CBCラジオ●         | 火曜 19:00 - 21:00                             | JRNシングルネット局   |
| 和歌山県       | 和歌山放送（wbs）  | 火曜 19:00 - 21:00                             | JRN/NRNクロスネット局 |
| 香川県         | 西日本放送（RNC）  | 火曜 20:00 - 21:00                             | JRN/NRNクロスネット局 |

備考
- 2019年度まで下半期限定で火 - 木曜日に部分ネット（19:00 - 21:00）を実施していたCBCラジオが、火曜日限定ながら当該時間帯での同時ネットを3シーズン振りに再開。編成上は、「JUKE」（2022年度の下半期限定で火 - 木曜日の当該時間帯と金曜日の19:00 - 21:30に設定される音楽・トーク主体の生放送番組ゾーン）の火曜枠（ゾーン内で唯一の他局制作番組）と扱われている[74]。
- 2019年秋から自社制作のワイド番組の放送時間変更・枠拡大により、下半期限定で月曜分のネットを一旦中断していた山陰放送（BSS）が、19時台限定で4シーズンぶりに下半期の月曜分のネットを再開した。

#### 2023年度
上半期（2023年4月3日 - 9月26日）
局名の後に●が付いたネット局はネット再開局。
なお、北日本放送（KNB）のみ1週先行して3月27日（月曜日）からこの編成に移行。
| 放送対象地域   | 放送局            | 放送時間                              | 備考                                                                                  |
| -------------- | ----------------- | ------------------------------------- | ------------------------------------------------------------------------------------- |
| 富山県         | 北日本放送（KNB） | 月・火曜 18:00 - 21:00                | JRN/NRNクロスネット局 プロ野球シーズンの水 - 金曜日には 当該時間帯でNRNナイターを放送 |
| 山形県         | 山形放送（YBC）   | 月・火曜 18:30 - 21:00                | JRN/NRNクロスネット局 プロ野球シーズンの水 - 金曜日には 当該時間帯でNRNナイターを放送 |
| 福井県         | 福井放送（FBC）   | 月・火曜 18:30 - 21:00                | JRN/NRNクロスネット局 プロ野球シーズンの水 - 金曜日には 当該時間帯でNRNナイターを放送 |
| 鳥取県・島根県 | 山陰放送（BSS）   | 月曜 18:30 - 20:00 火曜 18:30 - 21:00 | JRN/NRNクロスネット局 プロ野球シーズンの水 - 金曜日には 当該時間帯でNRNナイターを放送 |
| 新潟県         | 新潟放送（BSN）   | 月・火曜 19:00 - 21:00                | JRN/NRNクロスネット局 プロ野球シーズンの水 - 金曜日には 当該時間帯でNRNナイターを放送 |
| 宮崎県         | 宮崎放送（MRT）   | 月・火曜 19:00 - 21:00                | JRN/NRNクロスネット局 プロ野球シーズンの水 - 金曜日には 当該時間帯でNRNナイターを放送 |
| 石川県         | 北陸放送（MRO）   | 月・火曜 19:00 - 20:00                | JRN/NRNクロスネット局 プロ野球シーズンの水 - 金曜日には 当該時間帯でNRNナイターを放送 |
| 長野県         | 信越放送（SBC）   | 月・火曜 20:00 - 21:00                | JRN/NRNクロスネット局 プロ野球シーズンの水 - 金曜日には 当該時間帯でNRNナイターを放送 |
| 青森県         | 青森放送（RAB）   | 火曜 18:30 - 21:00                    | JRN/NRNクロスネット局 プロ野球シーズンの水 - 金曜日には 当該時間帯でNRNナイターを放送 |
| 秋田県         | 秋田放送（ABS）   | 火曜 18:30 - 21:00                    | JRN/NRNクロスネット局 プロ野球シーズンの水 - 金曜日には 当該時間帯でNRNナイターを放送 |
| 岡山県         | RSK山陽放送       | 火曜 18:30 - 21:00                    | JRN/NRNクロスネット局 プロ野球シーズンの水 - 金曜日には 当該時間帯でNRNナイターを放送 |
| 高知県         | 高知放送（RKC）   | 火曜 18:30 - 21:00                    | JRN/NRNクロスネット局 プロ野球シーズンの水 - 金曜日には 当該時間帯でNRNナイターを放送 |
| 岩手県         | IBC岩手放送       | 火曜 19:00 - 21:00                    | JRN/NRNクロスネット局 プロ野球シーズンの水 - 金曜日には 当該時間帯でNRNナイターを放送 |
| 福島県         | ラジオ福島（rfc） | 火曜 19:00 - 21:00                    | JRN/NRNクロスネット局 プロ野球シーズンの水 - 金曜日には 当該時間帯でNRNナイターを放送 |
| 和歌山県       | 和歌山放送（wbs） | 火曜 19:00 - 21:00                    | JRN/NRNクロスネット局 プロ野球シーズンの水 - 金曜日には 当該時間帯でNRNナイターを放送 |
| 徳島県         | 四国放送（JRT）●  | 火曜 19:00 - 20:00                    | JRN/NRNクロスネット局 プロ野球シーズンの水 - 金曜日には 当該時間帯でNRNナイターを放送 |
| 香川県         | 西日本放送（RNC） | 火曜 20:00 - 21:00                    | JRN/NRNクロスネット局 プロ野球シーズンの水 - 金曜日には 当該時間帯でNRNナイターを放送 |

### 『アフター6ジャンクション2』

#### TBSラジオでの放送時間の変遷
| 放送対象地域 | 放送局               | 放送時間                | 放送期間                             | 備考                                                                                          |
| ------------ | -------------------- | ----------------------- | ------------------------------------ | --------------------------------------------------------------------------------------------- |
| 関東広域圏   | TBSラジオ （制作局） | 月 - 木曜 22:00 - 23:30 | 2023年10月2日 - 2024年1月30日        | 『アシタノカレッジ』の最終放送枠を継承                                                        |
| 関東広域圏   | TBSラジオ （制作局） | 月 - 木曜 22:00 - 23:55 | 2024年2月1日 - 2025年3月31日（予定） | 『朗読・斎藤工 深夜特急 オン・ザ・ロード』の 終了に伴って同番組から 月 - 木曜分の放送枠を編入 |
| 関東広域圏   | TBSラジオ （制作局） | 月 - 木曜 20:00 - 22:00 | 2025年4月1日 - （予定）              | TBSラジオの改編に伴い放送時間帯を2時間繰り上げ、5分拡大                                       |

#### ネット局での放送曜日一覧（2025年4月 - ）
以下の表でネット局を北から順に記載。全局ともネット開始（かつ『アトロク』シリーズにおいては事実上のネット再開）日は2025年4月1日（火曜日）で、20:00 - 21:00の放送。『アトロク2』での放送曜日ごとに、同時ネットを行う日を○、行わない日を×で表記。いずれもradikoの番組表による。
| 放送対象地域   | 放送局             | 月曜 | 火曜 | 水曜 | 木曜 | 備考 |
| -------------- | ------------------ | ---- | ---- | ---- | ---- | --- |
| 青森県         | 青森放送 （RAB）   | ×    | ○    | ×    | ×    | - 月曜は自主編成のため非ネット。 - 火曜に青森県内でプロ野球公式戦が行われる場合の対応は未定。 |
| 秋田県         | 秋田放送 （ABS）   | ×    | ○    | ×    | ×    | - 月曜は自主編成のため非ネット。 |
| 岩手県         | IBC岩手放送        | ×    | ○    | ×    | ×    | - 月曜は自社制作番組『リクエストマンデー』編成のため非ネット。 - 火曜に岩手県内でプロ野球公式戦が行われる場合は臨時にネット返上する（2025年5月20日が該当）。                                                                                            |
| 山形県         | 山形放送 （YBC）   | ○    | ○    | ×    | ×    | |
| 新潟県         | 新潟放送 （BSN）   | ○    | ○    | ×    | ×    | |
| 富山県         | 北日本放送 （KNB） | ○    | ○    | ×    | ×    | - 火曜に富山県内でプロ野球公式戦が行われる場合は臨時にネット返上する（2025年5月27日が該当）。 |
| 長野県         | 信越放送 （SBC）   | ○    | ○    | ×    | ×    | - 『アトロク2』の同時ネット開始に伴い『Session』の同時ネットを2025年3月31日で終了。 |
| 和歌山県       | 和歌山放送 （wbs） | ×    | ○    | ×    | ×    | - 月・水・木曜は自主編成のため非ネット。 |
| 鳥取県・島根県 | 山陰放送 （BSS）   | ×    | ○    | ×    | ×    | - 月曜は自社制作番組『森谷佳奈のはきださNIGHT!』を放送のため非ネット。 |
| 高知県         | 高知放送 （RKC）   | ×    | ○    | ×    | ×    | - 月曜20時台は自社制作番組『かつお&さおりのB級ラジオ図鑑』を放送のため非ネット。 - 『アトロク』開始以前の2010年10月より、四国放送制作の四国ブロックネット番組『バンリク』を編成しているため、平日21時 - 翌0時は在京局の生ワイド番組をネットしていない。 |
| 宮崎県         | 宮崎放送 （MRT）   | ○    | ○    | ×    | ×    | |
| 鹿児島県       | 南日本放送 （MBC） | ○    | ○    | ×    | ×    | - ナイターシーズンの『アトロク』シリーズの同時ネットは2025年度が初めて。 - 水・木曜はプロ野球中継ではなく自主編成を行うため非ネット。 |

備考
- 通常時は、信越放送以外の局が『Session』に続いて『アトロク2』を同時ネット。和歌山放送・南日本放送以外は水・木曜でプロ野球のナイター中継を行うため非ネット。
- 『Session』で2024年度上半期に20時台をネットしていた局で、月・火曜とも放送だった福井放送はいずれも自主編成、火曜のみ放送だったRSK山陽放送は『アルコ&ピース D.C.GARAGE』（TBSラジオ制作）の遅れネット、四国放送は『おやじの青春』（ローカル番組）の再放送に充てるため、『アトロク2』の同時ネットを行わない。

#### 補足事項
- 放送開始の時点では、以下に記す経緯で2023年4月から月 - 木曜日に関東ローカルで放送されていた『アシタノカレッジ』の最終放送枠を引き継いだ関係で、「関東ローカル番組」として編成されている。宇多丸自身は『アフター6ジャンクション』時代から、「地上波での生放送を通じての聴取にはこだわらない」という姿勢を示している。『アフター6ジャンクション2』への移行に際しても、関東広域圏以外の（『アフター6ジャンクション』のネット局が存在していた道県を含む）エリアでのリスナーに対して、YouTubeでの「生配信」（放送中のスタジオ動画・放送向け音声のサイマル配信）、「radiko」のエリアフリー・タイムフリー聴取サービス、ポッドキャストを介して『アフター6ジャンクション2』を聴取することを推奨している。

- TBSラジオでは2013年4月1日（月曜日）から2020年9月25日（金曜日）まで、月 - 金曜日の当該時間帯に『荻上チキ・Session-22』（『荻上チキ・Session』の前身番組）を生放送。他のJRN加盟局の一部（HBC・BSN・KNB・SBSなど）でも、フルネットを実施していた（当該項で詳述）。しかし、TBSでは『Session-22』の放送枠を、2020年9月28日（月曜日）から夕方へ移動。これを機に、放送開始時刻が「22時」（22:00）であることにちなんで付けられていた番組タイトルの『Session-22』を『Session』へ改題するとともに、『Session-22』の放送枠で同日から『アシタノカレッジ』の放送を始めていた。
  - 『Session』で荻上チキのパートナーを務めている南部広美（フリーアナウンサー）は、「かつて冬場のスキー場で『DJヒメ』と称してゲレンデを盛り上げていた」という経歴の持ち主でもあることから、『アトロク』時代に3度『Session』の本番後（20時台）に「BEYOND THE CULTURE」へゲスト出演。「南部広美presents」と銘打って、「ゲレンデDJ特集 Love Extension」（『ゲレンデDJの練習』を目的に私蔵していたCDから『CDでしか聴けない冬のゲレンデ向けの楽曲』を紹介する企画）を進行していた。『アフター6ジャンクション2』でも、この企画の第4弾を2024年2月14日（水曜日）の『Session』本番後（22時台）に「BEYOND THE CULTURE」で放送している。
  - 『アシタノカレッジ』の開始当初は、『Session-22』の最終ネット局の大半（HBC・BSN・KNBおよび『アフター6ジャンクション』未ネット局の琉球放送）でも放送されていた。もっとも、『アシタノカレッジ』のネット局は、徐々に減少した末に2023年3月をもって完全に消滅（当該項で詳述）。TBSラジオでは、同年4月から『アシタノカレッジ』の金曜分（パーソナリティは武田砂鉄）を『武田砂鉄のプレ金ナイト』というタイトルで独立。『アシタノカレッジ』についても、月 - 木曜分のパーソナリティ（キニマンス塚本ニキ）を続投させたまま関東ローカルで月 - 木曜日に放送を続けていた。このような経緯から、『アシタノカレッジ』の放送枠を受け継いだ『アフター6ジャンクション2』も、開始の時点では放送エリアをTBSの放送対象地域（関東広域圏）に限定。『アシタノカレッジ』最後のネット局で、2023年4月から『武田砂鉄のプレ金ナイト』に限ってフルネットを続けているKNBとBSNも、『アフター6ジャンクション2』については放送開始の時点でネットを見送っている。ちなみに、『プレ金ナイト』では『アシタノカレッジ』金曜分の時代からYouTubeでの「生配信」を実施していて、2023年の10月以降も『アフター6ジャンクション2』と並行しながら配信を継続。
  - 『アフター6ジャンクション2』の開始時点でネット局が存在しない背景には、『アフター6ジャンクション』のネットゾーンを放送していたJRN・NRNクロスネット局の多くが、『Session-22』の放送期間中から当該時間帯をNRN幹事局制作の帯番組（文化放送制作の『レコメン!』やニッポン放送制作の『オールナイトニッポン MUSIC10』）の同時ネットに充てていることも挙げられる。『アシタノカレッジ』のネット終了（2021年3月）を機に『フレッジ』（自社制作番組）を放送していたHBCも、終了の1年後（2022年4月）から『レコメン』の同時ネットに転換していたが、2024年秋改編で自社制作番組を編成。
  - 2022年度の下半期に『アフター6ジャンクション』のJRNネットゾーンを一部の曜日・時間帯で放送していたネット局のうち、MBC以外のネット局では、2023年度下半期の番組編成で『アフター6ジャンクション2』を放送しない一方で、前年度の『アフター6ジャンクション』と同じ曜日・時間帯に限って『Session』を同時ネット。MBCでも『アフター6ジャンクション2』を放送しないが、『アフター6ジャンクション』時代のネットゾーン（火 - 金曜日の20時台）のうち、水 - 金曜日に『荻上チキ・Session』の同時ネットを実施。火曜日の20時台を、東海ラジオ（放送対象地域がCBCラジオと重複するNRNシングルネット局）の制作による『さだまさし レコードデビュー50周年記念番組「1時の鬼の魔酔い」』の遅れネット枠に転換している[78]。
  - 2024年度上半期についても『アフター6ジャンクション』のネット局では『アフター6ジャンクション2』を放送しなかった。『Session』については前年度の『アフター6ジャンクション』と同じ曜日・時間帯に限って同時ネットする局が多いが、次に示すネット局では対応が異なる。
    - rfc：火曜日の『Session』を19時台のみネットし、20時台を自主編成で対応。
    - FBC：『ネットワークトゥデイ』（TBSラジオ制作で平日17:30から放送）の後の編成を大きく変更しないため、月・火曜19:00 - 21:00に『Session』を同時ネット。
    - JRT：『アフター6ジャンクション』の2022年度までのネット時間帯（火曜19:00 - 21:00）で『Session』を同時ネット。
    - RNC：『アフター6ジャンクション』のネット時間帯を自社制作番組の再放送枠に充てることから非ネット。
    - MBC：2023年度までは月曜日を自主編成、火 - 金曜日をプロ野球のナイター中継枠に充てていたためナイターシーズンは非ネットとしていた。2024年度よりナイター中継を金曜のみに縮小することから、月・火曜日の19時台・20時台を『Session』の同時ネット枠に充てる。なお、水・木曜日は『1時の鬼の魔酔い』の放送も含めた自主編成に転換する[79]。
- 2024年以降のプロ野球ナイター中継については、下半期限定のネット局も含め『アフター6ジャンクション』時代と同様に対応している局が大半である。しかし、前述したMBCに加えて、WBSとRSKが2024年以降のナイター中継を金曜日のみに縮小する[注 165]。
- 2024年度の下半期では、一部のネット局で番組編成の関係上、『Session』の放送曜日・時間帯を前年度より変更している。このうちBSSでは、ナイターオフでは（TBSのプロ野球ナイター中継撤退以前も含めて）初めて、18:30 - 19:00の時間帯でTBSラジオ制作の平日夜の生ワイド番組（『Session』）の同時ネットを開始している。また同年度に『Session』のネット局から外れたRNCを含め、放送対象地域内にNPB12球団の本拠地が所在しない地域の民放ラジオ局でのプロ野球日本シリーズ中継は行われなくなる。

### 放送時間短縮・休止の事例

#### 日本レコード大賞のラジオ中継が平日に組まれた年の対応
TBSラジオとJRN加盟局の一部では、毎年12月30日に日本レコード大賞のラジオ中継を実施。テレビ中継（TBSテレビの制作による全国ネット番組）とのサイマル放送で、当番組開始前の2012年から2021年までは駒田健吾、2022年から赤荻歩（いずれもTBSテレビのアナウンサー）がラジオ向けの進行を担当している。制作局のTBSラジオでは中継を18:00 - 22:00に放送するため、12月30日が平日と重なる年には、当番組の自社向け放送を休止。2020年以外の年には、制作自体を取り止めている。
当番組ネット局の北陸放送（MRO）・福井放送（FBC）では、19:00からの途中飛び乗り方式で同時ネットを実施。当番組の放送曜日と重なる年には、当番組がネット局への裏送り（後述）を実施する場合でも、レコード大賞中継の放送を優先している。なお、CBCラジオでは中継のフルネットを実施しているが、当番組の放送に影響した事例はない。
12月30日が平日で、TBSラジオが『アトロク』の自社向け放送を休止した年には、以下の対応が為されている。なお2024年の同日（月曜日）は『アトロク2』をレコード大賞の中継直後に通常編成で放送している。
- 2019年（月曜日）：番組開始以来初めて、当番組の放送を完全に休止。
- 2020年（水曜日）：事前収録による2時間の短縮版を制作したうえで、MRO・FBCを除くネット局（13局）への裏送りを実施。しまおまほがメインで進行した一方で、宇多丸とパートナーの日比は、一部の時間帯にのみ出演した[80]。なお、SBCのみ19:00 - 21:00、RAB・ABS・IBC・rfc・YBS・SBS・BSS・RSK・KRY・RKC・MRT・MBCでは20:00 - 21:00に放送。
- 2021年（木曜日）：代替番組として収録した『しまおまほのミュージック&フレンドトークショー「スポしょい・レコ大・情報局」』[81]（しまおの単独進行で実子と知人の深田純をゲストに迎えた特別番組）を裏送り方式で20:00 - 21:00にネット。ネット局は2020年における同日の当番組の裏送り方式ネット局と同じ。
  - 実際には『スポしょい・レコ大・情報局』を2時間分収録していたため、収録音源を前・後編の2本に編集したうえで、上記のネット局向けに前編を放送。後編については、2021年12月31日から収録音源をラジオクラウドとPodcastで配信している。当番組では、「月刊しまおアワー増刊号!スポしょい情報局!」と銘打って、2022年1月5日（水曜日）の「BEYOND THE CULTURE」枠で前編・6日（木曜日）の同枠で後編を放送（上記のネット局では事実上の再放送）。
- 2022年（金曜日）：しまおまほによる特別番組『シマオ・ザ・アワー』（ゲスト：崎山敏也＝TBSラジオ制作センター所属の報道記者）を裏送り方式で制作。当初は前年に続いて20:00 - 21:00に13局向けの裏送りを予定していた[82]が、実際にはrfcを除く12局で放送された。なお、rfcではTBSからの裏送り回線に関するトラブルから、「ネットを予定していなかった日本レコード大賞の中継が当該時間帯に流れてしまう」という不体裁（放送事故）が発生していた[83]。また、「ライムスター宇多丸のシネマランキング2022」については、前述したように12月28日（水曜日）放送分で発表。中継直前に放送された『TBSラジオプレス』では、宇内が放送告知の後に赤荻に対して呼び掛けを行った。

#### その他の事情でTBSラジオでの放送時間が変更された日の対応
『アトロク』が放送されていた時期には、20時台のみにTBSラジオで特別番組が編成される場合、原則としてTBSラジオでは放送時間を18:00 - 20:00に短縮するうえで、当該時間帯のネット全局への裏送りを実施（年度上半期の水 - 金曜日の場合はTBSラジオ以外にネットする局がないため、20:00で放送を終了）することで対応していた。このような事例は複数あるため、ここでは事前に放送時間短縮が当番組で事前に告知された日のうち、当番組出演者が出演しない特別番組の放送については割愛する（TBSラジオ以外で放送休止・短縮があった場合など特殊な事例はこちらに記載）。

## 「MOVIE WATCHMEN」作品リスト
前述した通り、2023年9月までは『アフター6ジャンクション』の金曜日、2023年10月以降は『アフター6ジャンクション2』の木曜日で評論。

## 公開放送・イベント
2018年
- 4月18日、『TBSラジオ「アフター6ジャンクション」KICK OFF PARTY』を代官山UNITで開催[116]。
- 8月17日 - 18日、『アフター6ジャンクション特別編・徹夜で夏期講習 in下北沢』を下北沢ケージで開催。番組全編の公開生放送のほか、前年までの『ウィークエンド・シャッフル』で行っていた『タマフル24時間ラジオ』同様にニコニコ生放送にてイベントの同時配信が行われた。アジア大会に伴う出張により欠席の熊崎・宇内を除くパートナー、レギュラー陣が総出演[117]。
- 11月3日 - 4日、TBSラジオによるイベント『ラジフェス2018』開催にあたり、番組からはライブイベント「DJ FANCY SHOPPER fromアトロクpresents FANCY CLUB ～ポップなアーティストライブと和モノなDJプレイ from赤坂！～」を国際新赤坂ビルにて開催した他、しまおによるお手製の壁新聞掲示を行った[118]。
- 12月31日、『アフター6ジャンクション大みそか特別編 LIVE＆DIRECTスペシャル in下北沢GARAGE』を開催。「LIVE&DIRECT」の拡大版として下北沢GARAGEから公開生放送を行った[119]。当日はニューイヤー駅伝に伴う準備のため欠席の熊崎に代わり日比がパートナーを担当。

2019年
- 6月9日、『ASIAN MUSIC JUNCTION vol.1』を代官山UNITで開催[120]。
- 6月19日、ブラックニッカとのコラボイベントとして六本木ヒルズ・「ブラックニッカ 3スタイルズバー」で公開生放送を実施。当日は宇多丸、水曜パートナー日比のほか、Mummy-D、DJ JIN、火曜パートナー宇垣がゲスト出演[121]。
- 12月31日、『アフター6ジャンクション大みそか特別編 アンプラグド・LIVE&DIRECTスペシャル in代官山B1FLAT』を開催。「LIVE&DIRECT」の拡大版として代官山B1FLATから公開生放送を行った[122]。

2020年
- 2月10日 - 11日、『RADIO EXPO 〜TBSラジオ万博2020〜』（TBSラジオがパシフィコ横浜で開催した全局ぐるみのイベント）の一環として、番組主催のイベントを2日間にわたって実施。前述した『アトロクプレゼンツ　高校演劇ZINE』の第1号を会場内のブースで発売したところ、短時間で完売に至った。
  - 1日目の10日には、『アフター6ジャンクション大公開生放送 ～LIVE&DIRECT・ラジオエキスポSP〜』（「LIVE&DIRECT」を発展させた公開生放送）を実施。通常枠での放送では番組開始以来初めて全曜日パートナーが総出演し、宇多丸を含む6人で番組を進行[123]。
  - 2日目の11日には、eスポーツイベント『アフター6ジャンクション・e-sports MIX』を開催。当日は宇多丸、木曜パートナー宇内のほか、Creepy Nuts、歌広場淳（ゴールデンボンバー）らがゲスト出演。閉会直後の放送では展示ホールに隣接する会議室より生放送を行った[124]。

2023年
- 2月5日、『アフター6ジャンクション presents アトロク映画祭2023』を新宿バルト9で開催。当番組が3年振りに主催する公開イベントで、『ウィークエンドシャッフル』（『タマフル』）時代に開催していた『タマフル映画祭』を、「新宿バルト9へのドルビーシネマ導入記念イベント」としておよそ5年振りに復活させた。当日は日曜日で、宇多丸が厳選した『THE BATMAN-ザ・バットマン-』と『ガメラ　大怪獣空中決戦』の2本立て上映に加えて、パートナー陣から熊崎[注 231]、宇垣、日比、山本を交えてのトークショーを実施。深夜帯（23:30頃）までの開催を想定していたことから、東京都青少年の健全な育成に関する条例との兼ね合いで18歳以上のリスナーを対象に1月8日（月曜日）午前0:00（7日深夜）から有料観覧チケットのオンライン予約をKINEZOで受け付けた[125]ところ、受付の開始から7分で予約受付枚数の上限（完売）に達した。
- 6月4日、『アフター6ジャンクション presents 第2回アトロク映画祭2023 in 新宿バルト9』を、同劇場の「シアター6」で開催。前述した2月5日開催分（第1回）が盛況だったことを受けて、宇多丸が厳選した『スパイダーマン:スパイダーバース』（3D字幕版）と『ガメラ2 レギオン襲来』（『ガメラ　大怪獣空中決戦』の続編）をドルビーシネマで上映したほか、パートナー陣から宇垣、日比、宇内、山本を交えてのトークショーを実施した[注 232]。終演時間は「第1回」での観客の状況を踏まえて、「第1回」より早く23:00に設定[126]。もっとも、「第1回」と同じ条件・要領で有料観覧チケットのオンライン予約を5月23日（火曜日）の午前0:00（22日深夜）から「KINEZO」で実施したところ、受付の開始から2分で完売に至った。なお、『アフター6ジャンクション』の主催による公開イベントは、『第2回アトロク映画祭』をもって終了した。
- 10月6日、日本国内では最も早い『キラーズ・オブ・ザ・フラワームーン』（マーティン・スコセッシの監督による実写映画）の試写会に、宇多丸・宇垣・村山章のトークショーを組み合わせた『アフター6ジャンクション2』初の主催イベントを、「マーティン・スコセッシ『キラーズ・オブ・ザ・ムーン』×『アフター6ジャンクション2』日本最速試写会」として、TOHOシネマズ六本木ヒルズで18:30から22:40頃まで開催。鑑賞を希望する『アフター6ジャンクション』のリスナーを対象に、『アフター6ジャンクション』の最終週に当たる9月25日（月曜日）の18:30から29日（金曜日）の23:59まで特設サイトで応募を受け付けた後に、応募者から抽選で150名を招待している。『アフター6ジャンクション2』では金曜日に放送枠を設けていないことから、この試写会は、『アフター6ジャンクション』シリーズのイベントとしては初めて金曜日に開催された。

2024年
- 1月4日、当日の「LIVE & DIRECT」（2024年の初回）でRHYMESTERがライブパフォーマンスの披露を計画していることを受けて、X（twitter）上にアカウントを開設している『アフター6ジャンクション2』（『アトロク2』）のリスナーから抽選で1名を、生放送の前半（22時台）にTBSラジオの第6スタジオへ招待。22時台には「MOVIE WATCHMEN」を休止したうえで、RHYMESTERのスタジオライブを放送した。TBSラジオが前年末（2023年12月12日 - 24日）に「TBSラジオ年末感謝祭」と称する番組横断型のキャンペーンをXで展開することに際して「『アトロク2』からの景品」扱いで組まれた企画で、第6スタジオでの観覧を希望するリスナーには、「TBSラジオの公式アカウントへのフォロー」「『アトロク2』公式アカウントへのフォロー」「観覧に関する『アトロク2』公式アカウントからの投稿のリポスト（リツイート）」という条件を2023年12月24日（日曜日）の23:59までにすべて満たすことを求めていた。
  - TBSラジオではこの企画において、『アトロク2』の公式アカウントからXのDM（ダイレクトメッセージ）機能を介して当選を通知することをあらかじめ明示していた。
  - 当日の「LIVE & DIRECT」では、通常はYouTubeでの「生配信」用に1台だけ設置しているカメラを2台に増設。実際には『アトロク2』へ移行後の「LIVE & DIRECT」と同じく、ライブ中の音声を「生配信」では一切流せなかったものの、ラジオでの生放送やradiko（リアルタイム配信サービス）を併用すれば「生配信」とほぼ同時に聴取できるようになっていた。なお、宇多丸が翌週（1月11日）の「MOVIE WATCHMEN」で評論する新作映画を選ぶための「ガチャ回し」については、エンディングパートで実施。
- 1月31日、『ボーはおそれている』（アリ・アスターの監督とホアキン・フェニックスの主演による実写映画）の試写会に、宇多丸がゲスト（グラフィックデザイナーの大島依提亜）を迎える「アフタートーク」を組み合わせた「『ボーはおそれている』公開直前!アフタートーク付き緊急試写会」をヒューマントラストシネマ渋谷で19:00から開催。「アフタートークが終了するまで参加できる」「『ボーはおそれている』やアフタートークの感想をSNSに投稿できる」との条件に該当する『アトロク2』リスナーを対象に、特設サイトで1月22日（月曜日）の23:59まで応募を受け付けたうえで、抽選で180名を招待した。
  - 当日は水曜日だが、特別番組（『朗読・斎藤工　深夜特急オン・ザ・ロード』最終回）の編成に伴って『アトロク2』を休止することがあらかじめ決まっていたため、「アフタートーク」の終了予定時刻を（本来は『アトロク2』の生放送を実施している）22:55に設定。「アフタートーク」では、当初同席することが告知されていた宇垣が風邪による体調不良で出演を急遽見合わせた[注 233]ものの、宇多丸と大島によるトークを当初の予定に沿って収録した。このトークでは『ボーはおそれている』の核心（「ネタ」）にも触れられていたが、『アトロク2』では、トークを収録した音源に「（『ボーはおそれている』の）ネタバレあり」という条件を付けて2月12日（月曜日）の本番後から「TBSポッドキャスト」で配信。また、同日の「BEYOND THE CULTURE」では、宇多丸からアスター監督へのインタビュー（2023年の12月に収録されていた音源）を山本匠晃によるボイスオーバー付きで放送した。
- 10月6日（日曜日）、『ストップ・メイキング・センス（トーキング・ヘッズのライブツアー映像を収めた1984年公開の記録映画） 4Kレストア版』『NOPE/ノープ』（いずれもIMAXレーザーGT字幕版）の2本立て上映会に、宇多丸と『アトロク』シリーズのレギュラーパートナー全員によるトークショーを組み込んだ「『アフター6ジャンクション2』1周年記念!アトロク2映画祭2024」を、グランドシネマサンシャイン池袋内のIMAXシアターで17:00から開催。このイベントのチケットを、グランドシネマサンシャイン池袋の公式サイトで9月20日（金曜日）の0:00（19日の24:00）から先着順で発売したところ、短時間で完売に至った。ちなみに、チケットの料金にはIMAXシアターでの鑑賞料金が含まれていて、来場者1名につき『アトロク』と『アトロク2』のステッカーを1枚ずつプレゼント[127]。
- 12月30日（月曜日）＜予定＞、2024年内における『アトロク2』の生放送がこの日で終了することを受けて、「アトロク2大忘年会2024」と銘打った有料のトークイベントを、本番終了の直後（23:30）から翌31日（火曜日）の早朝（5:00）まで代官山UNITで開催。宇多丸が代官山UNITへ到着したタイミングでイベントを開始することや、『アトロク』シリーズのレギュラーパートナー全員が参加することや、J-POPに特化した宇多丸の「DJタイム」でイベントを締めくくることが告知されている。また、30日の放送をもって『アトロク』シリーズのパートナーを卒業する宇内が最後に出演するイベントにもなっている。「忘年会」に相当する公開イベントの開催は『アトロク』時代を含めても初めてで、11月25日の22:00（『アトロク2』の本番開始時刻）から12月2日（いずれも月曜日）の23:59まで、スマートフォン向け電子チケットのプレオーダー（抽選販売）をイープラスで受付。12月4日（水曜日）から抽選の結果を順次発表したうえで、同月10日（火曜日）の0:00（9日の24:00）から、電子チケットの一般発売を先着順に実施する。いわゆる「オールナイト公演」に当たることから、チケットの申込者にはプレオーダー分・一般発売分とも「1名につき2枚までの申し込み」、代官山UNITへの入場者には「20歳以上」という条件を設定。入場に際しては、チケットの代金と別にドリンク代を徴収するほか、写真付きの身分証明書をスタッフへ提示することを求めている[128]。

アトロク・ゲーム実況生配信
番組のスピンオフ・オンライン特別企画として、ライブストリーミング配信サイトtwitchにて、木曜パートナーの宇内を進行役に、番組出演者やスタッフ参加によるゲーム実況の生配信が行われた。
| タイトル                                                | 配信日         | ゲーム                                 | ゲスト   | 備考         |
| ------------------------------------------------------- | -------------- | -------------------------------------- | -------- | ------------ |
| TBSラジオ70周年特別企画「アトロク・ゲーム実況生配信SP」 | 2021年12月26日 | スプラトゥーン2 Among Us Demon's Souls | 荻上チキ | 日比は欠席   |
| アトロク・ゲーム実況生配信 リターンズ                   | 2022年3月27日  | Ghostwire: Tokyo Among Us ELDEN RING   |          | 宇多丸は欠席 |

アトロク・ブックフェア
「アトロク秋の推薦図書月間」と銘打って、毎年秋（基本として11月上旬からの1ヶ月間）の「CULTURE TALK」で宇多丸・パートナー・日替わりゲストがリスナーに一読を勧めたい書籍を紹介していることを背景に、推薦図書、当該年内の「BEYOND THE CULTURE」や他の期間の「CULTURE TALK」で特集した企画・登場したゲストに関する書籍、「必修図書」（当番組やレギュラー陣に関する書籍）を書店内の1ヶ所でまとめて展示・販売する期間限定のイベント。推薦図書をはじめ、当番組の放送中に取り上げた書籍のPOP広告には、ラジオクラウド（またはポッドキャスト）で当該回のアーカイブ音源を公開しているページへのQRコードを付けている。また、このイベントに参加する書店では、イベント限定のグッズ（「アトロクブック・フェア特製しおり」や当該書籍のリストを掲載した特製のリーフレット）を期間中に無料で配布している。
第1回は『アトロクブックフェア2020 - 2021』として、2020年12月22日から2021年1月24日まで、ジュンク堂書店池袋本店1階の「話題書ツインタワー」で開催。取り扱った書籍はおよそ80点で、ジュンク堂書店では池袋本店での盛況を受けて、東急百貨店本店（2023年1月31日閉店）の7階で当時営業していた渋谷店でも2021年1月2日から同年2月13日まで実施していた。
第2回は『アトロクブックフェア2022 - 2023』として、2023年の2月10日（金曜日）から最長で2ヶ月間にわたって開催。取り扱う書籍はおよそ70点で、ジュンク堂書店の池袋本店にとどまらず、（当番組のネット局が存在しないエリアを含めた）日本各地の書店でも実施している。開催を初めて発表した同年1月18日（水曜日）の時点では、丸善ジュンク堂書店系列の店舗を中心に15店の参加が確定していたが、当番組ではなおも参加書店を放送などを通じて募集。募集へ正式に応じた書店に開催期間や取り扱う書籍の種類・点数の指定などで裁量を認めることや、「特製しおり」・ポスターなどの販売促進キット（アトロク・ブックフェア・キット）を無償で提供することも告知したところ、参加書店の総数は2月10日の時点で47店に達した（後に67店にまで増加）。同日放送の『TBSラジオプレス』には実行委員の一人である古川（こがわ）あゆがブックフェアを紹介すべくゲストで出演したが、当日からフェアを実際に始めている店舗は21店で、残りの店舗は前述した裁量などを踏まえて翌週以降に順次開催。当番組では、開催中の書店の代表者と電話をつないでの「現場リポート」、リスナーが実際に開催書店を訪れた際の報告メールの紹介をオープニングトーク・「CULTURE TALK」・19時台の後半に放送しているほか、宇多丸やパートナーも各地の書店を訪れた模様を随時語っている。
2023年度（『アトロク2』への移行後）は、2024年1月8日（月曜日）から2月8日（木曜日）の1ヶ月間を「推薦図書月間」に設定。この期間中（2月8日まで）の「CULTURE ONE-SHOT」には、レギュラー陣以外の「推薦人」（武田砂鉄など）が、リスナーに一読を薦めたい書籍を紹介する目的でスタジオやリモート方式で出演していた。さらに、2024年2月19日（月曜日）から（最長で）5月下旬までの予定で、『アトロクブックフェア2024』を順次開催。対象書籍の総数は（「推薦図書」を含む）78点で、北海道から沖縄県まで日本各地の書店（開催が発表された時点では60店）が参加するほか、参加を希望する書店には「アトロクブックフェア・かんたんスターターキット」（第2回とは異なるデザインの「アトロクブック・フェア特製しおり」やリーフレットなど）を無償で提供している。TBSラジオでは、宇多丸と日比がブックフェアを「お祭り」のように威勢良く告知する1分間のCMを2月16日（金曜日）から、ブックフェアに関する特集を開催初日（19日）の『アトロク2』（23時台の「CULTURE ONE-SHOT」）で放送。後者の特集では、初日の『アトロク2』放送中の時点で参加を表明していた全66店の店舗名を、宇多丸と宇垣が分担しながら都道府県別に紹介していた。

## ラジオクラウド・ポッドキャストでの音源配信
『アフター6ジャンクション』（『アトロク』）としての開始当初から、放送済みの音源がラジオクラウドから放送の当日（または翌日）に配信されている。配信対象の音源では、（効果音を含む）BGMや放送された楽曲が著作権との兼ね合いで全て割愛されているため、スタジオ内のマイク音声しか聴取できないようになっている。また、配信対象のコーナーでも、ゲストの音声使用の権利関係やスポンサーなどとの兼ね合いで配信を見合わせることがある。さらに、『アフター6ジャンクション2』（『アトロク2』）では「関東ローカル番組」として放送を開始する一方で、YouTubeからの「生配信」（音声付きスタジオ動画のサイマル配信）に際してラジオクラウドと同様の措置が講じられている。このため、上記の事情から配信できない「LIVE&DIRECT」や音楽関連の特集を組んだ日の「BEYOND THE CULTURE」を放送後に聴取する場合に、該当する音源を放送終了後から1週間限定で再生できる「radiko」のタイムフリー聴取サービスを利用することを『アトロク』時代から推奨している。
TBSラジオ以外のJRN加盟局の一部でも放送されていた『アトロク』では、radikoタイムフリー向けの音源を、TBSラジオ・ネット局での放送分とも1時間単位で編集。放送時間が3時間の場合には、配信音源を3本（18時台・19時台・20時台）に分けていた。また、TBSラジオが別の番組を放送した日・時間帯に裏送り方式でネット局のみ放送した場合にも、配信対象のコーナーはラジオクラウドで聴取できるようになっていた。さらに、「radikoプレミアム」（有料登録制）のエリアフリー聴取機能経由でタイムフリーサービスを利用すれば、ネット局のみで放送された全編の音源も、ネット局が放送時間の短縮やネットの返上を実施した日のTBSラジオでの音源も、当該局での放送から1週間限定で再生することが可能になっていた。
『アトロク2』では、「LIVE&DIRECT」や音楽関連の特集を放送中に、YouTubeでの「生配信」を停止している。そのため、（『アトロク』時代のネット局の放送対象地域などから）「LIVE&DIRECT」や音楽関連の特集をリアルタイムで聴取することを希望するリスナーには、radikoのリアルタイム配信で（「生配信」の対象から外れている楽曲を含めた）生放送の全編を聴くことを推奨している。
90分放送時代（2023年10月2日 - 2024年1月30日放送分）には、同録音源を放送後の編集で分割せずに「radiko」のタイムフリー聴取サービスで配信。放送時間が115分に拡大した同年2月1日以降の放送分では、このサービスで配信する同録音源を、『アトロク』時代と同様に「22:00 - 23:00」と「23:00 - 23:55」の2本に分けている。さらに、2024年10月7日（月曜日）以降の放送分では、同日からradikoのタイムフリー聴取サービスに追加された「タイムフリー30」（有料のオプションサービス）にも同録音源を提供。「タイムフリー30」からの配信音源には、既存のタイムフリーサービスにおける再生時間の制限（1回につき最大で3時間）が適用されておらず、再生できる期間も配信の開始日から30日間に延長されている。
『アトロク2』で火曜日の生放送が初めて115分枠で実施された2024年2月6日には、YouTubeの「生配信」における放送向け音声のサイマル配信で不具合が発生。当日は「2月第1週の火曜日」扱いで宇多丸のパートナーを日比が務めていたが、生放送の開始からおよそ2分間にわたって、スタジオ動画が無音の状態で配信された。当日分のアーカイブ動画の配信ページでは、その旨に関する番組スタッフからの「注記」が説明欄に添えられている。なお、当日の放送後からポッドキャストで配信されているオープニングトークの同録音源では、「生配信」の序盤で無音になっていたトークも聴取できる。
『アトロク』時代の2020年度からは、ポッドキャスト（Podcast）による放送済み音源の配信も、Spotifyなどの音声配信サービスで実施。ラジオクラウドと同じ条件で、オープニングトーク、「MOVIE WATCHMEN」、新概念提唱型投稿コーナー、「BEYOND THE CULTURE」、『アトロク』でのみ放送されていた「CULTURE TALK」「アトロク　フューチャー&パスト」、『アトロク2』で新たに設けられた「CULTURE ONE-SHOT」の音源を公開している。
2023年1月の第3週からは、『アトロク』の初回から2020年4月3日までの放送分を対象に、上記のパートやコーナーの同録音源（総計2030本）を「アフター6ジャンクション　アーカイブ」と銘打って別途配信。「新概念提唱型投稿コーナー」の水曜分では、2018年9月から放送されてきた「シアター一期一会」（リスナーが映画館で遭遇した貴重な体験を紹介する企画）を2023年2月の最終水曜日（22日）で休止する代わりに、翌3月の第1週（1日放送分）から「リスナーキュレーションプログラム　カコロク」（リスナーが最も感銘を受けた放送回を本放送時点での曜日を問わず当該回のアーカイブ音源の一部と合わせて紹介する企画）を開始した。twitterの番組公式アカウントでは、「カコロク」で取り上げたアーカイブ音源をポッドキャスト向けに公開しているページへのリンクを、同コーナーの放送後（または当番組の本番後）に発信するツイートで投稿者のラジオネームと合わせて掲載している。
2018年度に放送された『アトロク』については、担当者の作業ミスによって、一部の回の音源がポッドキャストで聴取できなくなっている。そのため、上記に該当する回のエピソードを「カコロク」で取り上げた場合には、本番の終了後に当該回のアーカイブ音源をポッドキャストで別途配信している。
『アトロク』では、生放送で「ライムスター宇多丸のシネマランキング」を発表した日（基本として年内最後の金曜日）に、本番（生放送）に続いて「放課後ポッドキャスト」（2019年までは「放課後クラウド」）というポッドキャスト向けのオリジナルコンテンツを収録。本番に続いて宇多丸・山本が出演しているほか、本番に登場しなかった複数の人物（構成作家の古川耕など）が個別に選んだランキングを本人に紹介させたうえで、収録音源を翌日の未明から配信している。年末以外の放送でも、2020年4月3日から2021年9月24日までは、「放課後ポッドキャスト」と同じ方式で本番後に「別冊アフター6ジャンクション」を収録。出演者やスタッフによるトークの音源を、収録週の金曜日の本番直後（21:00）から一斉に配信していた。逆に、「CULTURE TALK」の木曜分では一時、「今聞くべき、Podcast番組」（Spotify Japanの単独提供によるポッドキャストオリジナルコンテンツの紹介企画）を月に1回のペースで放送していた。
『アトロク』時代の2022年2月8日からは、宇多丸と宇垣による書籍紹介番組『アトロク・ブック・クラブ』を、Amazon Audible独占のコンテンツとして毎週火曜日の21:00にポッドキャストから配信。前週火曜日（1日）の「BEYOND THE CULTURE」で放送された番組紹介企画の同録音源も、「エピソード1」扱いで配信の対象に組み込んでいる。
『アトロク・ブック・クラブ』は、『アトロク2』でも（宇垣がパートナーを務める）月曜分の宇垣出演日に「BEYOND THE CULTURE」内の企画として月に1回のペースで続けられているが、YouTubeでは放送中に音声のみ配信。また、『アトロク』より遅い時間に放送されていることから、配信開始のタイミングを2023年10月16日配信分から放送の1週間後（月曜日の21:00）に変更している。
Amazon Audibleでは、『アトロク』時代の2023年2月28日から、「宇多丸分室」（宇多丸がユーザーに一読を勧めたい書籍を紹介するオリジナルコンテンツ）も別途配信。このコンテンツでは、曜日パートナーやゲストが一切出演せず、宇多丸だけで進行している。
『アトロク2』への移行後は、日比のパートナー担当日が『アトロク』時代の毎週水曜日から（第4週を除く）火曜日へ変更されることに伴って、「カコロク」を日比が出演する火曜分の投稿企画として継続。第4週の火曜日には、山本匠晃がパートナーを務める関係で、「カコロク」を放送しない代わりに「抽象概念警察」（山本が出演していた金曜日の『アトロク』で2023年1月まで放送していた投稿企画）を復活させている。また、第4週の木曜日には、宇多丸が「宇多丸分室」と同様に生放送を単独で進行。第4週を含む木曜日の本番後に「放課後ポッドキャスト」を収録したうえで、ポッドキャストでの新規配信を再開している。
さらに、『アトロク2』をレギュラーで放送しない金曜日には、『アトロク』で「アトロク フューチャー&パスト」にコメンテーターとして出演していた三宅隆太と、TBSラジオ記者の澤田大樹によるポッドキャスト限定企画「ぶらっと劇場〜ぶらゲキ〜」の配信も開始。事前情報を全く得ずにぶらっと入った劇場で観た演劇の感想を2人で語っている。この企画は三宅が最後に「フューチャー&パスト」に出演した2023年9月8日の放送で発表され、同日の放送終了後からパイロット版にあたる「エピソード0」も配信されている。
なお、「カコロク」は2024年4月30日をもってレギュラー放送を終了したが、宇多丸は『アトロク』シリーズの節目で「カコロク」を復活させる可能性を示唆。リスナーから「カコロク」向けの投稿については、「復活に向けたネタのストック」を目的に、翌5月以降も引き続き受け付けている。その一方で、2024年7月1日（月曜日）の『アトロク2』本番後からは、同日に放送を始めた『アトロク　アニメ　エクストリームジョブ』の放送済み音源も当番組のポッドキャストで配信。この音源には、毎月第1月曜日の放送では流れなかった音声も可能な限り収めている。ちなみに、同年10月2日（水曜日）の『アトロク2』本番後から配信されている『コジ10 小島秀夫の「最高の10分間にしよう」』の完全版については、当番組とは別にコーナー単独でポッドキャストで配信されている。

## 受賞歴
第58回（2020年度）ギャラクシー賞奨励賞
『アトロク』2020年9月3日放送分の特集『視覚障がいのある人はテレビゲームをどう遊んでいるのか？"アクセシビリティ"最前線特集』で受賞。
第62回（2024年度）ギャラクシー賞入賞候補作品
『アトロク2』で2024年4月〜9月に放送された企画が受賞対象となっている。

## 『龍が如く』（ゲームソフト）とのコラボレーション企画
『アトロク2』移行後の2024年1月26日からセガゲームスが発売している『龍が如く8』（PlayStation 5等でプレイ可能なゲームソフト）には、『アトロク2』のレギュラー陣から、宇多丸が「ウタマル」（韓国系マフィアのエージェント）役・（第4週を除く）水曜パートナーの宇内が本人（TBSアナウンサー）役で登場（出演については2022年11月10日の『アトロク』で龍が如くスタジオ代表・横山昌義から発表）。また、TBSラジオが『アトロク2』をベースに宇多丸・宇内出演のオリジナル番組を制作したうえで、この番組をゲームの中に配信している。
オリジナル番組については、「『龍が如く8』の世界の中でも現実と同じように放送されているラジオ番組」という設定の下に、「『龍が如く』シリーズを愛してやまない」という『アトロク2』の特別チームが総力を結集。番組は10回シリーズで、ゲームのストーリーの進み具合に応じて追加されるようになっている。
2024年3月8日（金曜日）には、龍が如くスタジオが企画する「龍スタTV」（YouTubeとニコニコ動画でライブ配信）の第28回放送分では、『アトロク2』とのコラボが実現。横山・宇多丸・宇内のほか、スペシャルゲストとしてMr.シャチホコ（ものまねタレント）も出演した。